# Đường cao tốc Bắc – Nam phía Đông
Đường cao tốc Bắc – Nam phía Đông (ký hiệu toàn tuyến là CT.01) là tên gọi thông dụng nhất của một tuyến đường cao tốc thuộc hệ thống đường cao tốc của Việt Nam và nằm rất gần với quốc lộ 1 huyết mạch, thông suốt giữa 2 miền Bắc và Nam Việt Nam. Tương tự như quốc lộ 1, Đường cao tốc bắt đầu từ Lạng Sơn và kết thúc tại Cà Mau.
Đường cao tốc Bắc – Nam phía Đông có tổng chiều dài 2.063 km, với điểm đầu là cửa khẩu Hữu Nghị (Lạng Sơn) và điểm cuối là đường vành đai của thành phố Cà Mau. Các điểm khống chế của tuyến đường cao tốc này cũng đã được xác định, nằm trong Hành lang giao thông phía Đông, chạy gần như song song với quốc lộ 1 hiện tại cũng đang được nâng cấp mở rộng. Đường cao tốc Bắc – Nam phía Đông được xây dựng bao gồm 39 đoạn tuyến với các điểm nút là: Cửa khẩu Hữu Nghị, Chi Lăng, Bắc Giang, Hà Nội (Cầu Phù Đổng, Pháp Vân, Cầu Giẽ), Nam Định (Cao Bồ), Mai Sơn, Quốc lộ 45, Nghi Sơn, Diễn Châu, Hà Tĩnh (Bãi Vọt, Hàm Nghi, Vũng Áng), Quảng Bình (Bùng, Vạn Ninh), Cam Lộ, Huế (La Sơn), Đà Nẵng (Hoà Liên, Tuý Loan), Quảng Ngãi, Hoài Nhơn, Quy Nhơn, Chí Thạnh, Vân Phong, Nha Trang, Cam Lâm, Vĩnh Hảo, Phan Thiết, Dầu Giây, Long Thành, Bến Lức, Trung Lương, Mỹ Thuận, Cần Thơ, Hậu Giang và Cà Mau.

## Lịch sử

### Bối cảnh và hiện trạng
Hành lang vận tải trên trục Bắc – Nam từ Lạng Sơn đến Cà Mau có vai trò rất quan trọng: kết nối trung tâm chính trị Thủ đô Hà Nội và trung tâm kinh tế thành phố Hồ Chí Minh, đi qua địa phận 32 tỉnh, thành phố, tác động đến 62,1% dân số, đóng góp 65,7% tổng sản phẩm trong nước, ảnh hưởng đến 74% các cảng biển (loại I, II), 75% các khu kinh tế của cả nước và đặc biệt là kết nối 4 vùng kinh tế trọng điểm (Bắc Bộ, miền Trung, phía Nam và đồng bằng sông Cửu Long), kết nối với 16 trên 23 cảng hàng không với 91% lưu lượng hành khách. Đây là hành lang vận tải quan trọng nhất trong hệ thống kết cấu hạ tầng giao thông của Việt Nam.
Từ những năm 2004 – 2021, Việt Nam mới có khoảng 1.163 km đường cao tốc được đưa vào khai thác, tương ứng 18% so với quy hoạch, tốc độ xây dựng bình quân 74 km/năm, chỉ bằng 1,5% tốc độ phát triển đường cao tốc của Trung Quốc trong cùng giai đoạn; chưa hoàn thành mục tiêu "đến năm 2020 hoàn thành đưa vào sử dụng khoảng 2.000km đường cao tốc" theo Nghị quyết 13–NQ/TW của Ban Chấp hành Trung ương Đảng khóa XI (chỉ đạt 48% yêu cầu). Việc triển khai đầu tư các tuyến đường bộ cao tốc chưa được hợp lý, phân bổ chưa hài hòa giữa các vùng kinh tế trọng điểm, vùng động lực và vùng khó khăn.

### Lịch sử tuyến đường

#### Ý tưởng
Ý tưởng xây dựng đường cao tốc Bắc – Nam phía Đông đã xuất hiện từ trước năm 2010, khi nhu cầu di chuyển bằng đường bộ giữa các tỉnh thành dọc trục Bắc – Nam tăng lên rất nhanh, trong khi quốc lộ 1 hiện hữu đã quá tải, mặc dù đã được mở rộng ít nhất 4 làn xe, đồng thời xây dựng tuyến tránh mới qua các đô thị. Tuy nhiên, khả năng mở rộng của quốc lộ 1 trở nên hạn chế do người dân sống tập trung khá đông 2 bên đường nên chi phí giải tỏa rất lớn. Ngoài ra, hầu hết các đoạn của quốc lộ 1 đều chạy chung hành lang với đường sắt Bắc Nam, khả năng mở rộng là khó khả thi. Việc xây dựng cao tốc Bắc – Nam phía Đông cũng như hệ thống đường cao tốc ở Việt Nam để nhằm tách các xe con, xe khách không dừng và xe tải chạy đường dài ra khỏi luồng giao thông của xe thô sơ, xe 2 – 3 bánh, xe con, xe khách đón trả khách thường dọc đường và xe tải, tạo điều kiện cho xe chạy đường dài chạy nhanh hơn và an toàn hơn.

#### Những đoạn đường đầu tiên
Tiền thân của các đoạn đường cao tốc Bắc – Nam phía Đông phải kể đến là tuyến tránh Pháp Vân – Cầu Giẽ đã hoàn thành năm 1998, cùng với tuyến tránh quốc lộ 1 đoạn Pháp Vân – Bắc Giang. Thời điểm đó, các tuyến đường này đều chỉ là tuyến tránh quốc lộ 1 và không đạt tiêu chuẩn đường cao tốc. Năm 2012, đường cao tốc Bắc – Nam phía Đông chạy qua 2 địa bàn trên được xây dựng trên cơ sở nâng cấp đường tránh hiện hữu, xây cầu vượt tại các đoạn qua khu đô thị Pháp Vân và các đường song hành cho xe 2 bánh.
Đường cao tốc Pháp Vân – Cầu Giẽ trước đó từ lúc ra đời (2002) đến năm 2012 thì nó chỉ là đường tránh Quốc lộ 1 đoạn qua thành phố Hà Nội và tỉnh Hà Tây (trước khi được sáp nhập vào thành phố Hà Nội từ năm 2008). Trong suốt khoảng thời gian là 10 năm (từ năm 2002 đến năm 2012) thì đoạn đường Pháp Vân – Cầu Giẽ chưa thật sự là đường cao tốc và cũng chưa đạt chuẩn là đường cao tốc khi trên đoạn đường này xảy ra sụt lún, đứt gãy cũng như cho phép xe thô sơ, xe gắn máy lưu thông vào tuyến đường này, do đó hội đồng nghiệm thu vẫn chưa thể công nhận đây là đường cao tốc. Mãi đến năm 2013, sau khi đoạn đường Pháp Vân – Cầu Giẽ được nâng cấp, sửa chữa, tu bổ, mở rộng và cấm phương tiện thô sơ, xe gắn máy lưu thông trên đoạn đường này thì đường Pháp Vân – Cầu Giẽ mới chính thức được công nhận là đường cao tốc cũng như đạt chuẩn là đường cao tốc.

#### Lịch sử quy hoạch
Theo quy hoạch ban đầu, đường cao tốc Bắc – Nam phía Đông có chiều dài là 1.811 km, điểm đầu là nút giao Pháp Vân (Hà Nội) và điểm cuối là thành phố Cần Thơ. Tuy nhiên, quy hoạch hệ thống đường bộ năm 2021 – 2030 đã điều chỉnh lại, theo đó, cao tốc Bắc – Nam phía Đông dài 2.063 km, có điểm đầu từ cửa khẩu Hữu Nghị (Lạng Sơn) và điểm cuối là thành phố Cà Mau. Theo đó, quy hoạch gộp 2 tuyến đường cao tốc Hà Nội – Lạng Sơn (CT.03 cũ) và đường cao tốc Cần Thơ – Cà Mau (CT.19 cũ) vào quy hoạch đường cao tốc Bắc – Nam phía Đông.

## Quy hoạch và các giai đoạn đầu tư

### Quy hoạch

#### Năm 2010
Quy hoạch chi tiết toàn tuyến đường bộ cao tốc Bắc – Nam phía Đông (CT.01) được Thủ tướng chính phủ công bố tháng 1 năm 2010. Có tất cả 16 đoạn tuyến chính từ Bắc vào Nam. Tổng chiều dài toàn tuyến từ Hà Nội đến Cần Thơ là 1.811 km.
| Số thứ tự | Tên đoạn tuyến         | Điểm đầu  | Điểm cuối  | Chiều dài |    | Số thứ tự                        | Tên đoạn tuyến | Điểm đầu   | Điểm cuối | Chiều dài |
| --------- | ---------------------- | --------- | ---------- | --------- | -- | -------------------------------- | -------------- | ---------- | --------- | --------- |
| 1         | Pháp Vân – Cầu Giẽ     | Pháp Vân  | Cầu Giẽ    | 30 km     | 9  | Quảng Ngãi – Gia Lai             | Quảng Ngãi     | An Nhơn    | 169,5 km  |           |
| 2         | Cầu Giẽ – Ninh Bình    | Cầu Giẽ   | Ninh Bình  | 50 km     | 10 | Gia Lai – Nha Trang              | An Nhơn        | Diên Khánh | 215 km    |           |
| 3         | Ninh Bình – Thanh Hóa  | Ninh Bình | Nghi Sơn   | 121 km    | 11 | Nha Trang – Phan Thiết           | Diên Khánh     | Phan Thiết | 226 km    |           |
| 4         | Thanh Hóa – Hà Tĩnh    | Nghi Sơn  | Hồng Lĩnh  | 97 km     | 12 | Phan Thiết – Dầu Giây            | Phan Thiết     | Long Khánh | 98 km     |           |
| 5         | Hà Tĩnh – Quảng Bình   | Hồng Lĩnh | Bùng       | 145 km    | 13 | Dầu Giây – Long Thành            | Long Khánh     | Long Thành | 43 km     |           |
| 6         | Quảng Bình – Quảng Trị | Bùng      | Cam Lộ     | 117 km    | 14 | Long Thành – Bến Lức             | Long Thành     | Bến Lức    | 58 km     |           |
| 7         | Quảng Trị – Đà Nẵng    | Cam Lộ    | Túy Loan   | 182,48 km | 15 | Bến Lức – Trung Lương            | Bến Lức        | Châu Thành | 37 km     |           |
| 8         | Đà Nẵng – Quảng Ngãi   | Túy Loan  | Quảng Ngãi | 130 km    | 16 | Trung Lương – Mỹ Thuận – Cần Thơ | Châu Thành     | Cần Thơ    | 92 km     |           |

#### Năm 2021
Tháng 9 năm 2021, Chính phủ công bố Quy hoạch mạng lưới đường bộ thời kỳ 2021–2030, tầm nhìn đến năm 2050 quy hoạch lại tuyến cao tốc Bắc – Nam phía Đông từ cửa khẩu Hữu Nghị (Cao Lộc, Lạng Sơn) đến đường vành đai thành phố Cà Mau (tỉnh Cà Mau) có chiều dài khoảng 2.063 km, quy mô từ 4 đến 10 làn xe. Cả tuyến được chia làm 3 phân đoạn lớn, phân đoạn Hà Nội đến Cần Thơ chính là CT.01 trong quy hoạch năm 2010. Tổng số đoạn tuyến được chia nhỏ là 39. Tất cả sẽ được đầu tư xây dựng trước năm 2030.
- Phân đoạn Cửa khẩu Hữu Nghị – Pháp Vân

| Số thứ tự | Tên đoạn tuyến                                                     | Địa phận            | Chiều dài |
| --------- | ------------------------------------------------------------------ | ------------------- | --------- |
| 1         | Cửa khẩu Hữu Nghị – Chi Lăng                                       | Lạng Sơn            | 43 km     |
| 2         | Chi Lăng – Bắc Giang                                               | Lạng Sơn – Bắc Ninh | 64 km     |
| 3         | Bắc Giang – Cầu Phù Đổng                                           | Bắc Ninh – Hà Nội   | 46 km     |
| 4         | Vành đai 3 từ cầu Phù Đổng đến Pháp Vân (bao gồm cả đường đi thấp) | Hà Nội              | 14 km     |

- Phân đoạn Pháp Vân – Cần Thơ

| Số thứ tự | Tên đoạn tuyến                        | Địa phận                                    | Chiều dài |
| --------- | ------------------------------------- | ------------------------------------------- | --------- |
| 1         | Pháp Vân – Cầu Giẽ                    | Hà Nội                                      | 30 km     |
| 2         | Cầu Giẽ – Cao Bồ                      | Hà Nội – Ninh Bình                          | 50 km     |
| 3         | Cao Bồ – Mai Sơn                      | Ninh Bình                                   | 15 km     |
| 4         | Mai Sơn – Quốc lộ 45                  | Ninh Bình – Thanh Hóa                       | 63 km     |
| 5         | Quốc lộ 45 – Nghi Sơn                 | Thanh Hóa                                   | 43 km     |
| 6         | Nghi Sơn – Diễn Châu                  | Thanh Hóa – Nghệ An                         | 50 km     |
| 7         | Diễn Châu – Bãi Vọt                   | Nghệ An – Hà Tĩnh                           | 49 km     |
| 8         | Bãi Vọt – Hàm Nghi                    | Hà Tĩnh                                     | 36 km     |
| 9         | Hàm Nghi – Vũng Áng                   | Hà Tĩnh                                     | 54 km     |
| 10        | Vũng Áng – Bùng                       | Hà Tĩnh – Quảng Trị                         | 58 km     |
| 11        | Bùng – Vạn Ninh                       | Quảng Trị                                   | 51 km     |
| 12        | Vạn Ninh – Cam Lộ                     | Quảng Trị                                   | 68 km     |
| 13        | Cam Lộ – La Sơn                       | Quảng Trị – Thừa Thiên Huế                  | 98 km     |
| 14        | La Sơn – Hòa Liên                     | Thừa Thiên Huế – Đà Nẵng                    | 66 km     |
| 15        | Hòa Liên – Túy Loan                   | Đà Nẵng                                     | 12 km     |
| 16        | Đà Nẵng – Quảng Ngãi                  | Đà Nẵng – Quảng Ngãi                        | 127 km    |
| 17        | Quảng Ngãi – Hoài Nhơn                | Quảng Ngãi – Gia Lai                        | 88 km     |
| 18        | Hoài Nhơn – Quy Nhơn                  | Gia Lai                                     | 69 km     |
| 19        | Quy Nhơn – Chí Thạnh                  | Gia Lai – Đắk Lắk                           | 68 km     |
| 20        | Chí Thạnh – Vân Phong                 | Đắk Lắk                                     | 51 km     |
| 21        | Hầm đèo Cả                            | Đắk Lắk – Khánh Hòa                         | 14 km     |
| 22        | Vân Phong – Nha Trang                 | Khánh Hòa                                   | 83 km     |
| 23        | Nha Trang – Cam Lâm                   | Khánh Hòa                                   | 49 km     |
| 24        | Cam Lâm – Vĩnh Hảo                    | Khánh Hòa – Lâm Đồng                        | 79 km     |
| 25        | Vĩnh Hảo – Phan Thiết                 | Lâm Đồng                                    | 101 km    |
| 26        | Phan Thiết – Dầu Giây                 | Lâm Đồng – Đồng Nai                         | 99 km     |
| 27        | Dầu Giây – Long Thành                 | Đồng Nai                                    | 21 km     |
| 28        | Long Thành – Bến Lức                  | Đồng Nai – Thành phố Hồ Chí Minh – Tây Ninh | 57 km     |
| 29        | Bến Lức – Trung Lương                 | Tây Ninh – Đồng Tháp                        | 40 km     |
| 30        | Trung Lương – Mỹ Thuận                | Đồng Tháp                                   | 51 km     |
| 31        | Cầu Mỹ Thuận 2 và đường dẫn 2 đầu cầu | Đồng Tháp – Vĩnh Long                       | 7 km      |
| 32        | Mỹ Thuận – Cần Thơ                    | Vĩnh Long                                   | 23 km     |

- Phân đoạn Cần Thơ – Cà Mau

| Số thứ tự | Tên đoạn tuyến                       | Địa phận            | Chiều dài |
| --------- | ------------------------------------ | ------------------- | --------- |
| 1         | Cầu Cần Thơ 2 và đường dẫn 2 đầu cầu | Vĩnh Long – Cần Thơ | 15 km     |
| 2         | Cần Thơ – Hậu Giang                  | Cần Thơ             | 37 km     |
| 3         | Hậu Giang – Cà Mau                   | Cần Thơ – Cà Mau    | 72 km     |

##### Dự thảo năm 2023, quyết định điều chỉnh năm 2025
Theo dự thảo điều chỉnh quy hoạch mạng lưới đường bộ thời kỳ 2021 – 2030, tầm nhìn đến năm 2050, tuyến cao tốc Bắc – Nam phía Đông sẽ được bổ sung đoạn Cà Mau – Đất Mũi dài 90 km, 4 làn xe, đầu tư sau năm 2030. Theo đó, tuyến cao tốc Bắc – Nam phía Đông sẽ dài 2.153 km, từ 4 đến 10 làn xe, tăng 90 km so với quy hoạch hiện nay. Cơ quan lập quy hoạch cũng điều chỉnh quy hoạch đoạn cao tốc Bến Lức (Long An) – Trung Lương (Tiền Giang) lên 8 làn xe thay vì 6 làn như hiện nay.
Tuy nhiên, để tránh ảnh hưởng đến mục tiêu hoàn thành toàn tuyến vào giai đoạn 2025, cao tốc Cà Mau – Đất Mũi được tách thành cao tốc độc lập là . Đồng thời, điều chỉnh quy mô của phân đoạn Pháp Vân – Cầu Giẽ, Cầu Giẽ – Phú Thứ, Bến Lức – Trung Lương và Cần Thơ – Cà Mau.

### Các giai đoạn đầu tư
Toàn bộ quá trình xây dựng tuyến cao tốc được chia làm nhiều giai đoạn, mỗi giai đoạn xây dựng một số tuyến nhỏ hơn trong các đoạn tuyến lớn. Kế hoạch xây dựng và sử dụng ngân sách của từng giai đoạn được Quốc hội Việt Nam phê duyệt. Cụ thể như sau:

#### Trước năm 2017
Giai đoạn trước năm 2017 đầu tư tổng số 611 km, tổng mức đầu tư là 205.610 tỷ đồng.
| Số thứ tự | Tên đoạn tuyến           | Chiều dài | Số làn xe | Sơ bộ mức đầu tư (tỷ VNĐ) |
| --------- | ------------------------ | --------- | --------- | ------------------------- |
| 1         | Chi Lăng – Bắc Giang     | 64 km     | 4         | 12.200                    |
| 2         | Bắc Giang – Cầu Phù Đổng | 46 km     | 4         | 4.200                     |
| 3         | Cầu Phù Đổng – Pháp Vân  | 15 km     | 4         | 4.250                     |
| 4         | Pháp Vân – Cầu Giẽ       | 30 km     | 4         | 12.800                    |
| 5         | Cầu Giẽ – Ninh Bình      | 50 km     | 4         | 21.670                    |
| 6         | La Sơn – Hoà Liên        | 66 km     | 2         | 9.810                     |
| 7         | Đà Nẵng – Quảng Ngãi     | 127 km    | 4         | 19.760                    |
| 8         | Hầm Cù Mông              | 3 km      | 2         | 3.900                     |
| 9         | Hầm Đèo Cả               | 15 km     | 4         | 21.500                    |
| 10        | Dầu Giây – Long Thành    | 21 km     | 4         | 19.760                    |
| 11        | Bến Lức – Long Thành     | 58 km     | 4         | 30.070                    |
| 12        | Bến Lức – Trung Lương    | 40 km     | 4         | 17.900                    |
| 13        | Trung Lương – Mỹ Thuận   | 51 km     | 4         | 17.960                    |
| 14        | Mỹ Thuận – Cần Thơ       | 23 km     | 4         | 9.470                     |

#### 2017 – 2020
Giai đoạn 2017 – 2020 đầu tư tổng số 654 km, tổng mức đầu tư là 118.716 tỷ đồng.
| Số thứ tự | Tên đoạn tuyến                          | Chiều dài | Số làn xe | Sơ bộ mức đầu tư (tỷ VNĐ) |
| --------- | --------------------------------------- | --------- | --------- | ------------------------- |
| 1         | Cao Bồ – Mai Sơn                        | 15 km     | 4         | 1.612                     |
| 2         | Mai Sơn – Quốc lộ 45                    | 63 km     | 4         | 14.703                    |
| 3         | Quốc lộ 45 – Nghi Sơn                   | 43 km     | 4         | 7.769                     |
| 4         | Nghi Sơn – Diễn Châu                    | 50 km     | 4         | 8.648                     |
| 5         | Diễn Châu – Bãi Vọt                     | 50 km     | 4         | 13.596                    |
| 6         | Cam Lộ – La Sơn                         | 102 km    | 2         | 7.900                     |
| 7         | Nha Trang – Cam Lâm                     | 29 km     | 4         | 5.131                     |
| 8         | Cam Lâm – Vĩnh Hảo                      | 91 km     | 4         | 15.013                    |
| 9         | Vĩnh Hảo – Phan Thiết                   | 106 km    | 4         | 19.648                    |
| 10        | Phan Thiết – Dầu Giây                   | 98 km     | 4         | 19.571                    |
| 11        | Cầu Mỹ Thuận 2 và đường dẫn hai đầu cầu | 7 km      | 6         | 5.125                     |

#### 2021 – 2025
Giai đoạn 2021 – 2025 đầu tư tổng số 786 km, tổng mức đầu tư 162.010 tỷ đồng (trong đó ngân sách Nhà nước là 143.955 tỷ đồng và vốn từ đối tác tư nhân là 17.125 tỷ đồng).
| Số thứ tự | Tên đoạn tuyến         | Chiều dài | Số làn xe | Sơ bộ mức đầu tư (tỷ VNĐ) |
| --------- | ---------------------- | --------- | --------- | ------------------------- |
| 1         | Hữu Nghị – Chi Lăng    | 43 km     | 4         | 11.400                    |
| 2         | Bãi Vọt – Hàm Nghi     | 36 km     | 4         | 7.588                     |
| 3         | Hàm Nghi – Vũng Áng    | 54 km     | 4         | 10.707                    |
| 4         | Vũng Áng – Bùng        | 58 km     | 4         | 11.785                    |
| 5         | Bùng – Vạn Ninh        | 51 km     | 4         | 10.526                    |
| 6         | Vạn Ninh – Cam Lộ      | 68 km     | 4         | 10.591                    |
| 7         | Hòa Liên – Túy Loan    | 12 km     | 4         | 2.118                     |
| 8         | Quảng Ngãi – Hoài Nhơn | 88 km     | 4         | 20.898                    |
| 9         | Hoài Nhơn – Quy Nhơn   | 69 km     | 4         | 12.544                    |
| 10        | Quy Nhơn – Chí Thạnh   | 62 km     | 4         | 12.298                    |
| 11        | Chí Thạnh – Vân Phong  | 51 km     | 4         | 10.978                    |
| 12        | Vân Phong – Nha Trang  | 83 km     | 4         | 13.324                    |
| 13        | Cần Thơ – Hậu Giang    | 37 km     | 4         | 9.768                     |
| 14        | Hậu Giang – Cà Mau     | 72 km     | 4         | 17.485                    |

#### Sau 2025
Giai đoạn sau 2025 đầu tư tổng số 15 km, tổng mức đầu tư 4.832 tỷ đồng.
| Số thứ tự | Tên đoạn tuyến                         | Chiều dài | Số làn xe | Sơ bộ mức đầu tư (tỷ VNĐ) |
| --------- | -------------------------------------- | --------- | --------- | ------------------------- |
| 1         | Cầu Cần Thơ 2 và đường dẫn hai đầu cầu | 15 km     | 4         | 4.832                     |

## Thông tin xây dựng
| Số | Giai đoạn         | Tên tuyến                                | Điểm đầu                                                    | Điểm cuối                                                    | Chiều dài (km) | Số làn xe | Tốc độ khai thác                          | Khởi công  | Dự kiến hoàn thành | Thông xe kỹ thuật | Khánh thành | Thời gian thi công | Mở rộng    |
| -- | ----------------- | ---------------------------------------- | ----------------------------------------------------------- | ------------------------------------------------------------ | -------------- | --------- | ----------------------------------------- | ---------- | ------------------ | ----------------- | ----------- | ------------------ | ---------- |
| 1  | 2021–2025         | Cửa khẩu Hữu Nghị – Chi Lăng             | Đồng Đăng Km 1 + 800                                        | Nhân Lý Km 44 + 750                                          | 43 km          | 4         | 80 – 90 km/h                              | 21/4/2024  | 2026               |                   |             |                    |            |
| 2  | Trước năm 2017    | Chi Lăng – Bắc Giang                     | Nhân Lý Km 44 + 750 giao Quốc lộ 1                          | Bắc Giang Km 113 + 985                                       | 63,86 km       | 4+2       | 100 km/h                                  | 5/7/2015   | 2017 12/2019       | 29/9/2019         | 15/1/2020   | 4 năm, 2 tháng     |            |
| 3  | Trước năm 2017    | Bắc Giang – Cầu Phù Đổng                 | Bắc Giang Km 113 + 985 giao Quốc lộ 31                      | Phù Đổng Km 159 + 100 chân cầu Phù Đổng                      | 45,8 km        | 4+2       | 100 km/h                                  | 22/2/2014  | 6/2016             | 3/1/2016          | 3/1/2016    | 1 năm, 10 tháng    |            |
| 4  | Trước năm 2017    | Vành đai 3 từ cầu Phù Đổng đến Pháp Vân  | Phù Đổng Km 159 + 100                                       | Hoàng Mai Km 28 + 532                                        | 19,061 km      | 4+2       | 100 km/h                                  | 30/11/2002 | 2007               | 9/10/2010         | 9/10/2010   | 9 năm, 1 tháng     |            |
| 5  | Trước năm 2017    | Pháp Vân – Cầu Giẽ                       | Hoàng Liệt                                                  | Đại Xuyên Km 210 Quốc lộ 1                                   | 32,3 km        | 6+2       | 100 km/h                                  | 4/9/1998   |                    | 1/1/2002          | 1/1/2002    | 3 năm, 3 tháng     | 2014; 2016 |
| 6  | Trước năm 2017    | Cầu Giẽ – Cao Bồ                         | Đại Xuyên Km 210 Quốc lộ 1                                  | Ý Yên Km 260 + 030 Quốc lộ 10                                | 50 km          | 4+2       | 120 km/h                                  | 7/1/2006   | 2008               | 30/6/2012         | 30/6/2012   | 6 năm, 5 tháng     |            |
| 6a | 2017–2020         | Kết nối Cầu Giẽ Ninh Bình (Giai đoạn I)  | Ý Yên Km 260 + 030 Quốc lộ 10                               | Yên Khánh Km 141 + 700 Quốc lộ 10                            | 6,05 km        | 4         | 80 km/h                                   | 2/4/2012   | 2013               | 30/6/2015         | 30/6/2015   | 3 năm, 2 tháng     |            |
| 6b | 2017–2020         | Kết nối Cầu Giẽ Ninh Bình (Giai đoạn II) | Yên Khánh Km 265 + 090 giao Quốc lộ 10                      | Yên Thắng Km 273 + 125 giao Quốc lộ 1                        | 8,02 km        | 4         | 80 km/h                                   | 19/5/2015  | 12/2020            | 4/2/2022          | 4/2/2022    | 6 năm, 3 tháng     |            |
| 7  | 2017–2020         | Cao Bồ – Mai Sơn                         | Ý Yên Km 259 + 100                                          | Yên Thắng Km 274 + 345 giao Đường tỉnh 491 (477 kéo dài)     | 15,2 km        | 4         | 80 km/h                                   | 2/12/2019  | 1/2022             | 4/2/2022          | 4/2/2022    | 2 năm, 2 tháng     | 2025       |
| 8  | 2017–2020         | Mai Sơn – Quốc lộ 45                     | Yên Thắng Km 274 + 111,86 giao Đường tỉnh 491 (477 kéo dài) | Đồng Lương Km 337 + 000                                      | 63,37 km       | 4         | 90 km/h                                   | 30/9/2020  | 12/2022            | 29/4/2023         | 29/4/2023   | 2 năm, 6 tháng     |            |
| 9  | 2017–2020         | Quốc lộ 45 – Nghi Sơn                    | Đồng Lương Km 337 + 000                                     | Trường Lâm Km 380 + 000                                      | 43,28 km       | 4         | 90 km/h                                   | 19/7/2021  | 9/2023             | 1/9/2023          | 18/10/2023  | 2 năm, 1 tháng     |            |
| 10 | 2017–2020         | Nghi Sơn – Diễn Châu                     | Trường Lâm Km 380 + 000                                     | Minh Châu Km 430 + 000                                       | 43,5 km        | 4         | 90 km/h                                   | 2/7/2021   | 9/2023             | 1/9/2023          | 18/10/2023  | 2 năm, 1 tháng     |            |
| 11 | 2017–2020         | Diễn Châu – Bãi Vọt                      | Minh Châu Km 430 + 000                                      | Đức Thịnh Km 479 + 300                                       | 49,3 km        | 4         | 90 km/h                                   | 22/5/2021  | 5/2024             | 28/4/2024         | 28/4/2024   | 2 năm, 11 tháng    |            |
| 12 | 2021–2025         | Bãi Vọt – Hàm Nghi                       | Đức Thịnh Km 479 + 117                                      | Thạch Xuân Km 514 + 441                                      | 35,28 km       | 4         | 90 km/h                                   | 1/1/2023   | 10/2025            | 19/4/2025         | 28/4/2025   | 2 năm, 3 tháng     |            |
| 13 | 2021–2025         | Hàm Nghi – Vũng Áng                      | Thạch Xuân Km 514 + 300                                     | Kỳ Hoa Km 568 + 182                                          | 54,2 km        | 4         | 90 km/h                                   | 1/1/2023   | 10/2025            | 19/4/2025         | 28/4/2025   | 2 năm, 3 tháng     |            |
| 14 | 2021–2025         | Vũng Áng – Bùng                          | Kỳ Hoa Km 568 + 200                                         | Bố Trạch Km 624 + 228                                        | 55,34 km       | 4         | 80 – 90 km/h                              | 1/1/2023   | 10/2025            | 19/8/2025         |             |                    |            |
| 15 | 2021–2025         | Bùng – Vạn Ninh                          | Bố Trạch Km 625 + 000                                       | Trường Ninh Km 674 + 556                                     | 48,84 km       | 4         | 90 km/h                                   | 1/1/2023   | 10/2025            | 19/4/2025         | 28/4/2025   | 2 năm, 3 tháng     |            |
| 16 | 2021–2025         | Vạn Ninh – Cam Lộ                        | Trường Ninh Km 675 + 400                                    | Hiếu Giang Km 744 + 600 giao với Km 11 + 920 Quốc lộ 9       | 65,7 km        | 4         | 90 km/h                                   | 1/1/2023   | 10/2025            | 19/8/2025         | 19/8/2025   | 2 năm, 7 tháng     |            |
| 17 | 2017–2020         | Cam Lộ – La Sơn                          | Hiếu Giang Km 744 + 800 giao với Km 11 + 920 Quốc lộ 9      | Hưng Lộc Km 847 giao với Km 4 Tỉnh lộ 14B                    | 98,35 km       | 2+2       | 80 km/h                                   | 16/9/2019  | 9/2021             | 31/12/2022        | 31/12/2022  | 3 năm, 3 tháng     |            |
| 18 | Đường Hồ Chí Minh | La Sơn – Hòa Liên                        | Hưng Lộc Km 847                                             | Liên Chiểu Km 913                                            | 66 km          | 2+2       | 60 – 80 km/h                              | 22/12/2013 | 12/2017            | 16/4/2022         | 16/4/2022   | 8 năm, 3 tháng     | 2025       |
| 19 | Đường Hồ Chí Minh | Hòa Liên – Túy Loan                      | Liên Chiểu Km 913                                           | Hòa Vang Km 924 + 550                                        | 11,5 km        | 4+2       | 80 – 90 km/h                              | 22/12/2013 | 12/2025            | 19/8/2025         | 19/8/2025   | 12 năm, 3 tháng    |            |
| 20 | Trước năm 2017    | Đà Nẵng – Quảng Ngãi                     | Hòa Vang Km 924 + 550                                       | Tư Nghĩa Km 1064 + 075 giao Quốc lộ 1                        | 139,52 km      | 4+2       | 100–120 km/h 80 km/h (đoạn nối Quốc lộ 1) | 19/5/2013  | 5/2017             | 2/9/2018          | 2/9/2018    | 5 năm, 3 tháng     |            |
| 21 | 2021–2025         | Quảng Ngãi – Hoài Nhơn                   | Nghĩa Giang Km 1051 + 720                                   | Bồng Sơn Km 1152 + 000 giao Đường tỉnh 629                   | 88 km          | 4         | 80 – 90 km/h                              | 1/1/2023   | 10/2025            |                   |             |                    |            |
| 22 | 2021–2025         | Hoài Nhơn – Quy Nhơn                     | Bồng Sơn Km 1152 + 000 giao Đường tỉnh 629                  | An Nhơn Nam Km 1221 + 000                                    | 70,1 km        | 4         | 80 – 90 km/h                              | 1/1/2023   | 10/2025            |                   |             |                    |            |
| 23 | 2021–2025         | Quy Nhơn – Chí Thạnh                     | An Nhơn Nam Km 1221 + 000                                   | Tuy An Bắc Km 1287 + 000                                     | 61,7 km        | 4         | 80 – 90 km/h                              | 1/1/2023   | 10/2025            |                   |             |                    |            |
| 24 | 2021–2025         | Chí Thạnh – Vân Phong                    | Tuy An Bắc Km 1287 + 000                                    | Hòa Xuân Km 1335 + 000                                       | 48,1 km        | 4         | 80 – 90 km/h                              | 1/1/2023   | 10/2025            |                   |             |                    |            |
| 25 | Trước năm 2017    | Hầm Đèo Cả, hầm Cổ Mã và đường dẫn       | Hòa Xuân Km 1335 + 000                                      | Đại Lãnh Km 1348 + 500                                       | 13,9 km        | 4         | 80 km/h                                   | 17/11/2012 | 2016               | 21/8/2017         | 21/8/2017   | 4 năm, 9 tháng     |            |
| 26 | 2021–2025         | Vân Phong – Nha Trang                    | Đại Lãnh Km 1348 + 500                                      | Diên Thọ Km 1431 + 000                                       | 83,35 km       | 4         | 90 km/h                                   | 1/1/2023   | 10/2025            | 19/4/2025         | 19/4/2025   | 2 năm, 3 tháng     |            |
| 27 | 2017–2020         | Nha Trang – Cam Lâm                      | Diên Thọ Km 1431 + 000                                      | Nam Cam Ranh Km 1480 + 100                                   | 49 km          | 4         | 90 km/h                                   | 2/9/2021   | 7/2023             | 19/5/2023         | 18/6/2023   | 1 năm, 8 tháng     |            |
| 28 | 2017–2020         | Cam Lâm – Vĩnh Hảo                       | Nam Cam Ranh Km 1480 + 100                                  | Vĩnh Hảo Km 1558 + 600                                       | 78,5 km        | 4         | 90 km/h                                   | 30/7/2021  | 4/2024             | 26/4/2024         | 28/4/2024   | 2 năm, 8 tháng     |            |
| 29 | 2017–2020         | Vĩnh Hảo – Phan Thiết                    | Vĩnh Hảo Km 1558 + 600                                      | Hàm Kiệm Km 1659 + 400 giao Quốc lộ 1 tại Km 2 + 500         | 100,8 km       | 4         | 90 km/h                                   | 30/9/2020  | 12/2022            | 19/5/2023         | 18/6/2023   | 2 năm, 7 tháng     |            |
| 30 | 2017–2020         | Phan Thiết – Dầu Giây                    | Hàm Kiệm Km 1659 + 400                                      | Dầu Giây Km 1758 + 400                                       | 99 km          | 4+2       | 120 km/h                                  | 30/9/2020  | 12/2022            | 29/4/2023         | 29/4/2023   | 2 năm, 6 tháng     |            |
| 31 | Trước năm 2017    | Dầu Giây – Long Thành                    | Dầu Giây Km 1758 + 400                                      | Long Thành Km 1779                                           | 21 km          | 4+2       | 120 km/h                                  | 3/10/2009  | 2012               | 8/2/2015          | 8/2/2015    | 5 năm, 4 tháng     |            |
| –  | 2021–2025         | Long Thành – Tân Hiệp                    | Long Thành Km 1779                                          | Phước Thái Km 1784 + 500                                     | 18,2 km        | 6+2       | 100 km/h                                  | 18/6/2023  | 2026               |                   |             |                    |            |
| 32 | Trước năm 2017    | Long Thành – Bến Lức                     | Phước Thái Km 1784 + 500                                    | Mỹ Yên Km 1841 + 600                                         | 57,1 km        | 4+2       | 100 km/h                                  | 19/7/2014  | 9/2026             |                   |             |                    |            |
| 33 | Trước năm 2017    | Bến Lức – Trung Lương                    | Mỹ Yên, Km 1841 + 600                                       | Châu Thành Km 1878 + 900                                     | 41 km          | 4+2       | 100 km/h                                  | 16/12/2004 | 2008               | 3/2/2010          | 3/2/2010    | 5 năm, 1 tháng     |            |
| 34 | Trước năm 2017    | Trung Lương – Mỹ Thuận                   | Châu Thành Km 1878 + 900                                    | Thanh Hưng Km 1929 + 900 giao Quốc lộ 30                     | 51,1 km        | 4         | 90 km/h                                   | 29/11/2009 | 2013               | 25/1/2022         | 27/4/2022   | 12 năm, 4 tháng    |            |
| 35 | 2017–2020         | Cầu Mỹ Thuận 2 và đường dẫn hai đầu cầu  | Thanh Hưng Km 1929 + 900                                    | Tân Hoà Km 1936 + 500 giao Quốc lộ 80                        | 6,61 km        | 4+2       | 80 km/h                                   | 19/8/2020  | 2023               | 24/12/2023        | 24/12/2023  | 3 năm, 4 tháng     |            |
| 36 | Trước năm 2017    | Mỹ Thuận – Cần Thơ                       | Tân Hoà Km 1936 + 500 chân cầu Mỹ Thuận 2                   | Bình Minh Km 1959 + 500 giao Quốc lộ 1                       | 22,97 km       | 4         | 90 km/h                                   | 4/1/2021   | 2023               | 24/12/2023        | 24/12/2023  | 2 năm, 11 tháng    |            |
| 37 | Sau 2025          | Cầu Cần Thơ 2 và đường dẫn hai đầu cầu   | Bình Minh Km 1959 + 500 giao Quốc lộ 1                      | Cái Răng Km 1975 + 050 giao Quốc lộ 91B                      | 15 km          | 4         | 80 km/h                                   |            | 2026               | 2030              |             |                    |            |
| 38 | 2021–2025         | Cần Thơ – Hậu Giang                      | Cái Răng Km 1975 + 350 giao Quốc lộ 91B                     | Vị Thuỷ Km 2013 + 000                                        | 37,65 km       | 4         | 80 – 90 km/h                              | 1/1/2023   | 10/2025            |                   |             |                    |            |
| 39 | 2021–2025         | Hậu Giang – Cà Mau                       | Vị Thuỷ Km 2013 + 000                                       | Thới Bình Km 2083 + 000 giao đường vành đai thành phố Cà Mau | 72,2 km        | 4         | 80 – 90 km/h                              | 1/1/2023   | 10/2025            |                   |             |                    |            |

Ghi chú
| Đã hoàn thành | Đang thi công | Chậm tiến độ |

Chú thích
1. 1 2  Thực chất là dự án cải tạo, nâng cấp Quốc lộ 1 đoạn Hà Nội – Bắc Giang [22]
2. ↑  Thông xe toàn bộ đoạn tuyến thuộc CT.01
3. ↑  Khởi công cầu Thanh Trì trong Dự án đường vành đai 3
4. ↑  Một phần của Dự án đường Hồ Chí Minh đoạn La Sơn – Tuý Loan[73]
5. ↑  Tách ra từ một phần của Dự án đường Hồ Chí Minh đoạn La Sơn – Tuý Loan[73]
6. ↑  Một phần của đường cao tốc Thành phố Hồ Chí Minh – Long Thành – Dầu Giây
7. ↑  Một phần của đường cao tốc Biên Hòa – Vũng Tàu, không nằm trong quy hoạch mạng lưới đường cao tốc Bắc – Nam phía Đông giai đoạn 2021 – 2030, tuy nhiên theo quyết định về đầu tư dự án thành phần 2 đường cao tốc Biên Hòa – Vũng Tàu thì tuyến đường vẫn được xem là 1 phần của đường cao tốc này
8. ↑  Một phần của đường cao tốc Vành đai 3 (Thành phố Hồ Chí Minh)
9. ↑  Một phần của đường cao tốc Thành phố Hồ Chí Minh – Trung Lương

## Các tuyến khi xây dựng

### Đường cao tốc Lạng Sơn – Bắc Giang
Đường cao tốc Bắc Giang – Lạng Sơn là một đoạn đường cao tốc thuộc hệ thống đường cao tốc Bắc – Nam phía Đông đi qua địa phận hai tỉnh Lạng Sơn và Bắc Ninh.
Đoạn Chi Lăng – Bắc Giang có chiều dài 64 km, trong đó đoạn qua Bắc Ninh dài 22 km và đoạn qua Lạng Sơn dài 42 km, có điểm đầu tại Km 45 + 100 (giao với Quốc lộ 1 tại xã Nhân Lý, tỉnh Lạng Sơn) và điểm cuối tại Km 108 + 500, nối với Quốc lộ 1 đoạn Hà Nội – Bắc Giang.
Đoạn Hữu Nghị – Chi Lăng có chiều dài 43 km đã chính thức được khởi công vào ngày 21 tháng 4 năm 2024 và dự kiến sẽ hoàn thành vào năm 2025.
Công trình đã đưa vào sử dụng đoạn Chi Lăng – Bắc Giang từ ngày 29 tháng 9 năm 2019.

### Đường cao tốc Bắc Giang – Cầu Phù Đổng

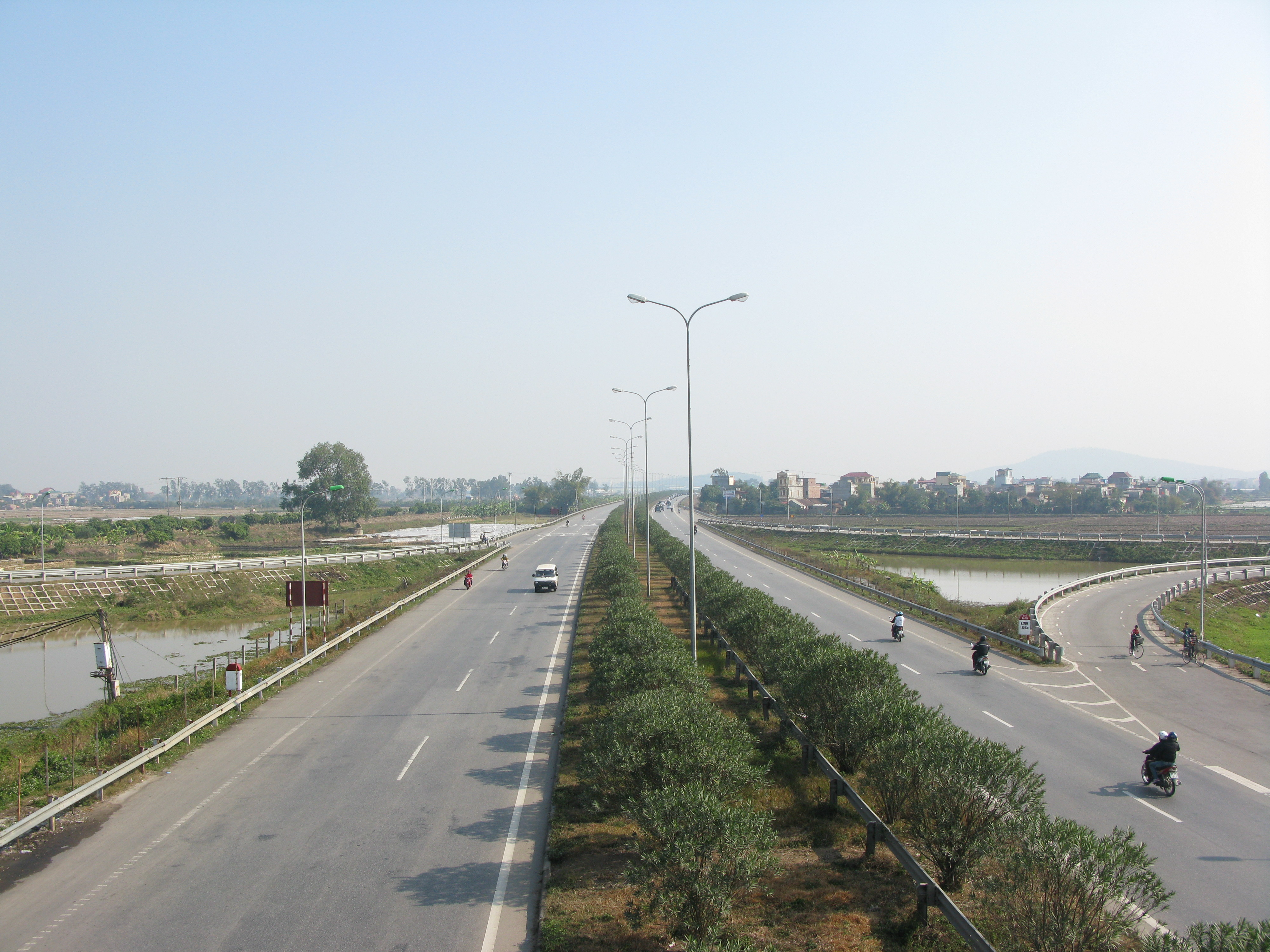
Đường cao tốc Hà Nội – Bắc Giang, đoạn đi trùng với thuộc Bắc Ninh

Đường cao tốc Hà Nội – Bắc Giang là một đoạn đường cao tốc thuộc hệ thống đường cao tốc Bắc – Nam phía Đông đi qua địa phận hai tỉnh thành Hà Nội và Bắc Ninh. (Trên cơ sở nâng cấp Quốc lộ 1 đoạn Bắc Giang – Phù Đổng).
Tuyến đường có chiều dài 45,8 km, trong đó đoạn qua Hà Nội dài 7 km và đoạn qua Bắc Ninh dài 38,8 km, điểm đầu tại lý trình Km 113 + 985, Quốc lộ 1 (nút giao Quốc lộ 31) thuộc địa phận phường Bắc Giang, tỉnh Bắc Ninh, kết nối với đường cao tốc Bắc Giang – Lạng Sơn và điểm cuối dự án tại lý trình Km 159 + 100 Quốc lộ 1 (vị trí trạm thu phí Phù Đổng cũ) thuộc địa phận xã Phù Đổng, Hà Nội, nối tiếp với đường vành đai 3 Hà Nội.
Tuyến đường được đưa vào sử dụng từ ngày 6 tháng 1 năm 2016.

### Đường cao tốc Cầu Phù Đổng – Pháp Vân

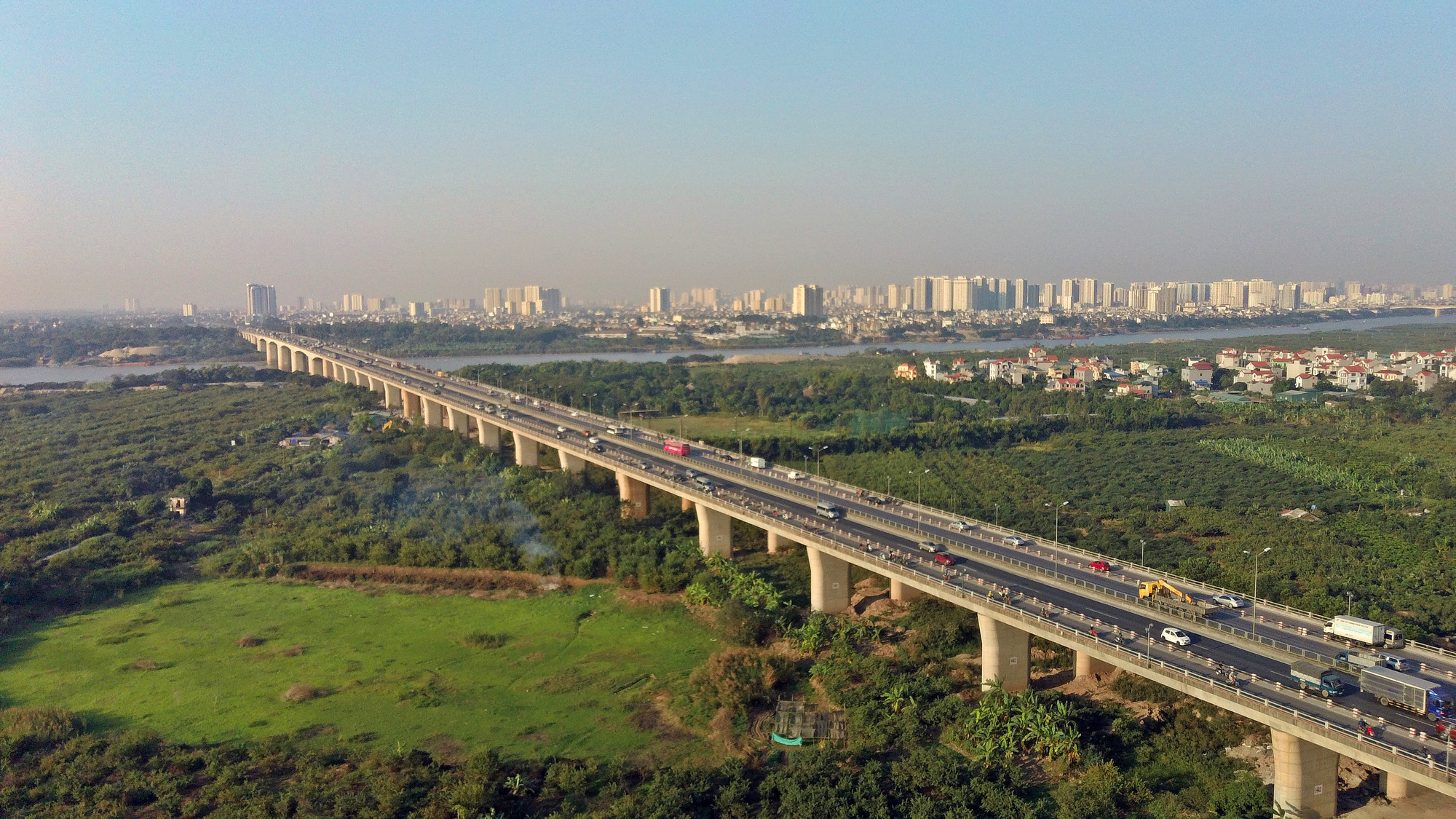
Cầu Thanh Trì trên đường vành đai 3 Hà Nội nhìn từ Gia Lâm

Đường cao tốc này có chiều dài là 19 km, đi trùng với một đoạn đường vành đai 3 Hà Nội.

### Đường cao tốc Pháp Vân – Cầu Giẽ

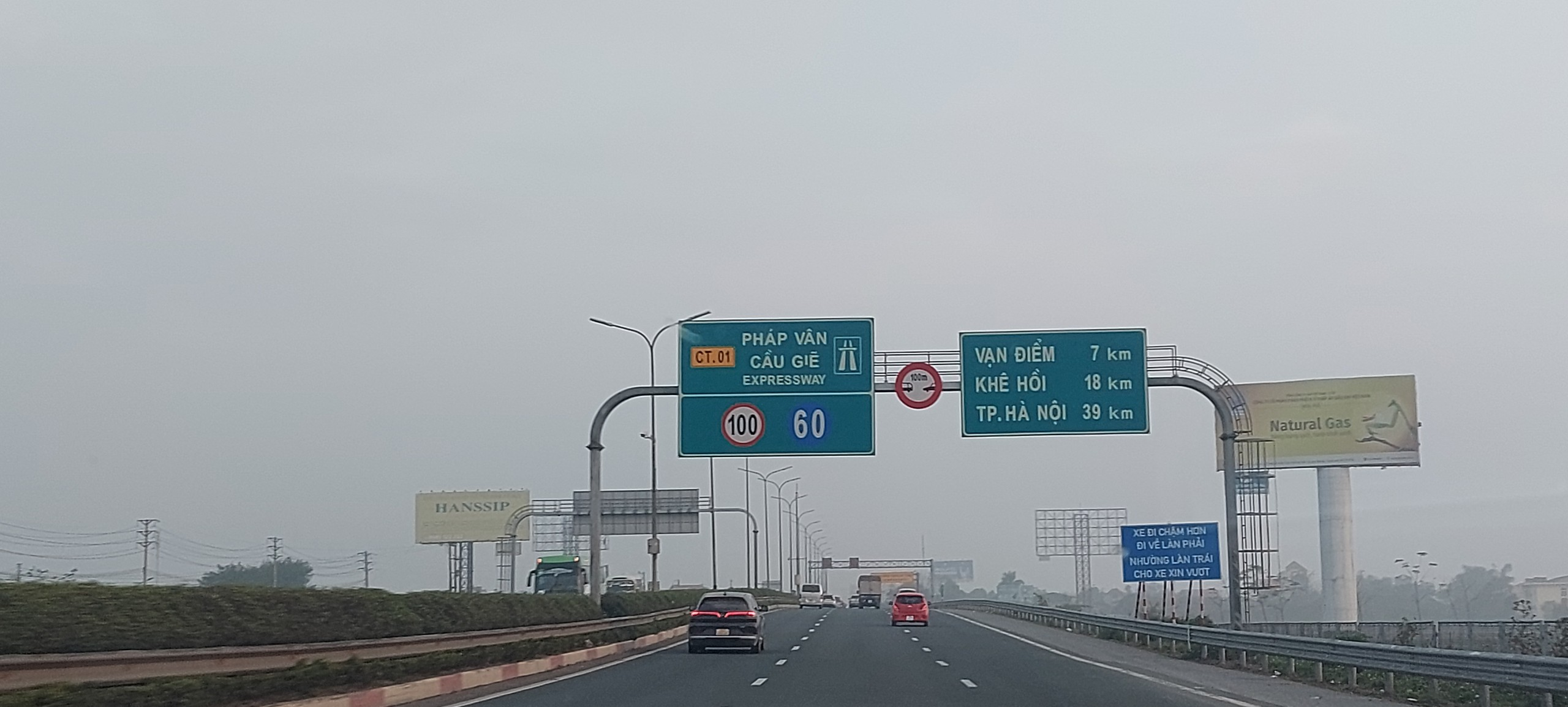
Đường cao tốc Pháp Vân – Cầu Giẽ đoạn qua Phú Xuyên, Hà Nội

Đường cao tốc Pháp Vân – Cầu Giẽ là một đoạn đường cao tốc thuộc hệ thống đường cao tốc Bắc – Nam phía Đông. Đây là tuyến đường quan trọng của Hà Nội nói riêng và của miền Bắc nói chung.
Tuyến đường này có chiều dài là 32,3 km. Điểm đầu là nút giao Pháp Vân, Hoàng Liệt, giao cắt với quốc lộ 1 và đường vành đai 3 Hà Nội; điểm cuối là nút giao Đại Xuyên (liên kết với quốc lộ 1 và đường tỉnh 428) thuộc địa phận xã Đại Xuyên, Hà Nội; kết nối với đường cao tốc Cầu Giẽ – Ninh Bình.
Công trình đã hoàn thành giai đoạn 2 (nâng cấp lên 6 làn xe) vào ngày 30 tháng 12 năm 2018.

### Đường cao tốc Cầu Giẽ – Ninh Bình (Cầu Giẽ – Cao Bồ)

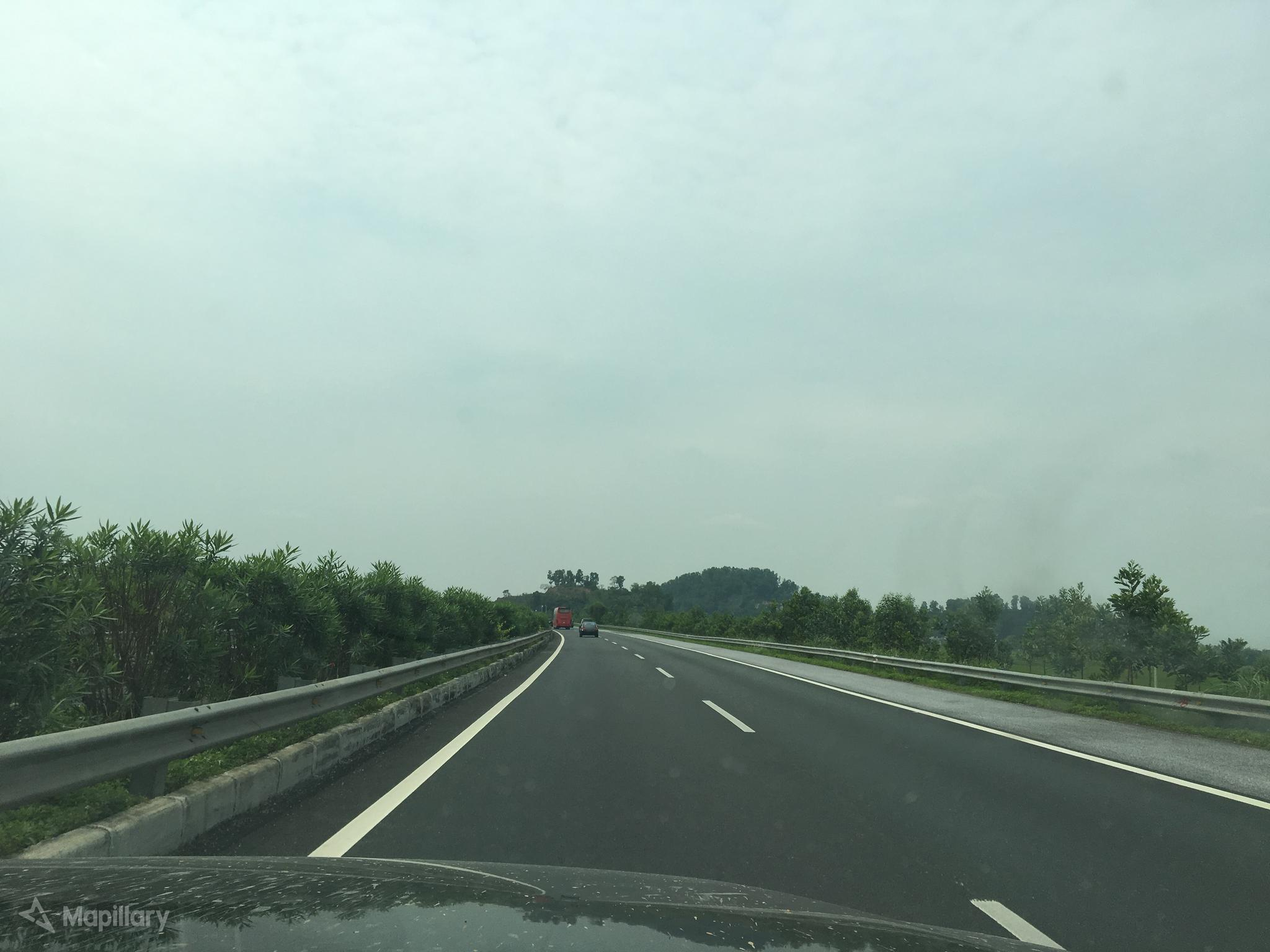
Đường cao tốc Cầu Giẽ – Ninh Bình đoạn qua Phủ Lý, Hà Nam

Đường cao tốc Cầu Giẽ – Ninh Bình là một đoạn đường cao tốc thuộc hệ thống đường cao tốc Bắc – Nam phía Đông qua địa phận hai tỉnh thành Hà Nội và Ninh Bình.
Tuyến đường có chiều dài toàn tuyến là 50 km, trong đó đoạn qua Hà Nội dài 6 km và đoạn qua Ninh Bình dài 44 km; điểm đầu là Km 210 tại nút giao Quốc lộ 1, thuộc xã Đại Xuyên, Hà Nội, tiếp nối với đường cao tốc Pháp Vân – Cầu Giẽ; điểm cuối là Km 260 + 030 tại nút giao Cao Bồ liên kết với Quốc lộ 10, đoạn nối Ninh Bình – Phát Diệm thuộc địa phận xã Ý Yên, Ninh Bình, nối tiếp với đường cao tốc Cao Bồ – Mai Sơn.
Tuyến đường được thông xe vào ngày 30 tháng 6 năm 2012.

### Đường cao tốc Cao Bồ – Mai Sơn

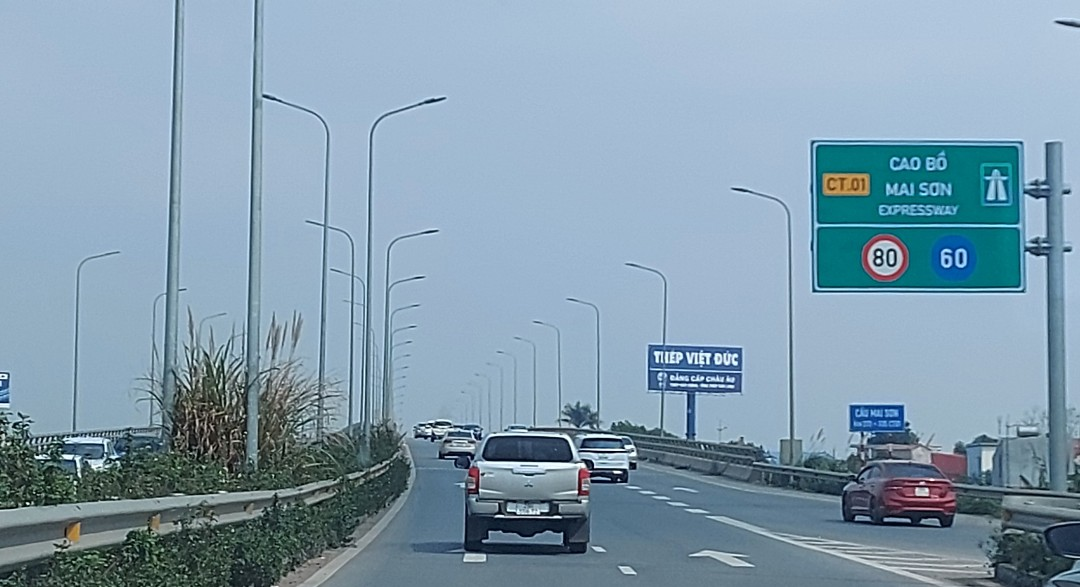
Đường cao tốc Cao Bồ – Mai Sơn đoạn qua Yên Mô, Ninh Bình

Thực tế điểm cuối của đường cao tốc Cầu Giẽ – Ninh Bình ban đầu khi xây dựng xong nằm trên quốc lộ 10, tại nút giao Cao Bồ (Ninh Bình) ở Km 260, chưa tới địa phận tỉnh Ninh Bình (cũ). Đoạn từ Cao Bồ qua Hoa Lư tới địa phận xã Yên Thắng đã được tách ra thành dự án đường nối cao tốc Cầu Giẽ – Ninh Bình với Quốc lộ 1 do tỉnh Ninh Bình làm chủ đầu tư giai đoạn 2012 – 2017 và Dự án thành phần đầu tư xây dựng đoạn Cao Bồ – Mai Sơn thuộc Dự án xây dựng một số đoạn đường bộ cao tốc trên tuyến Bắc – Nam phía Đông giai đoạn 2017 – 2020.
Tuyến cao tốc có tổng chiều dài 15,245 km, đi qua địa phận tỉnh Ninh Bình, điểm đầu tại nút giao Cao Bồ (Ninh Bình) giao với Quốc lộ 10 và kết nối với đường cao tốc Cầu Giẽ – Ninh Bình và điểm cuối tại nút giao Mai Sơn (Ninh Bình), kết nối với đường cao tốc Mai Sơn – Quốc lộ 45 và trong tương lai là cả đường cao tốc Ninh Bình – Hải Phòng.
Đoạn cao tốc này đã được khánh thành và thông xe ngày 4 tháng 2 năm 2022.

### Đường cao tốc Mai Sơn – Quốc lộ 45

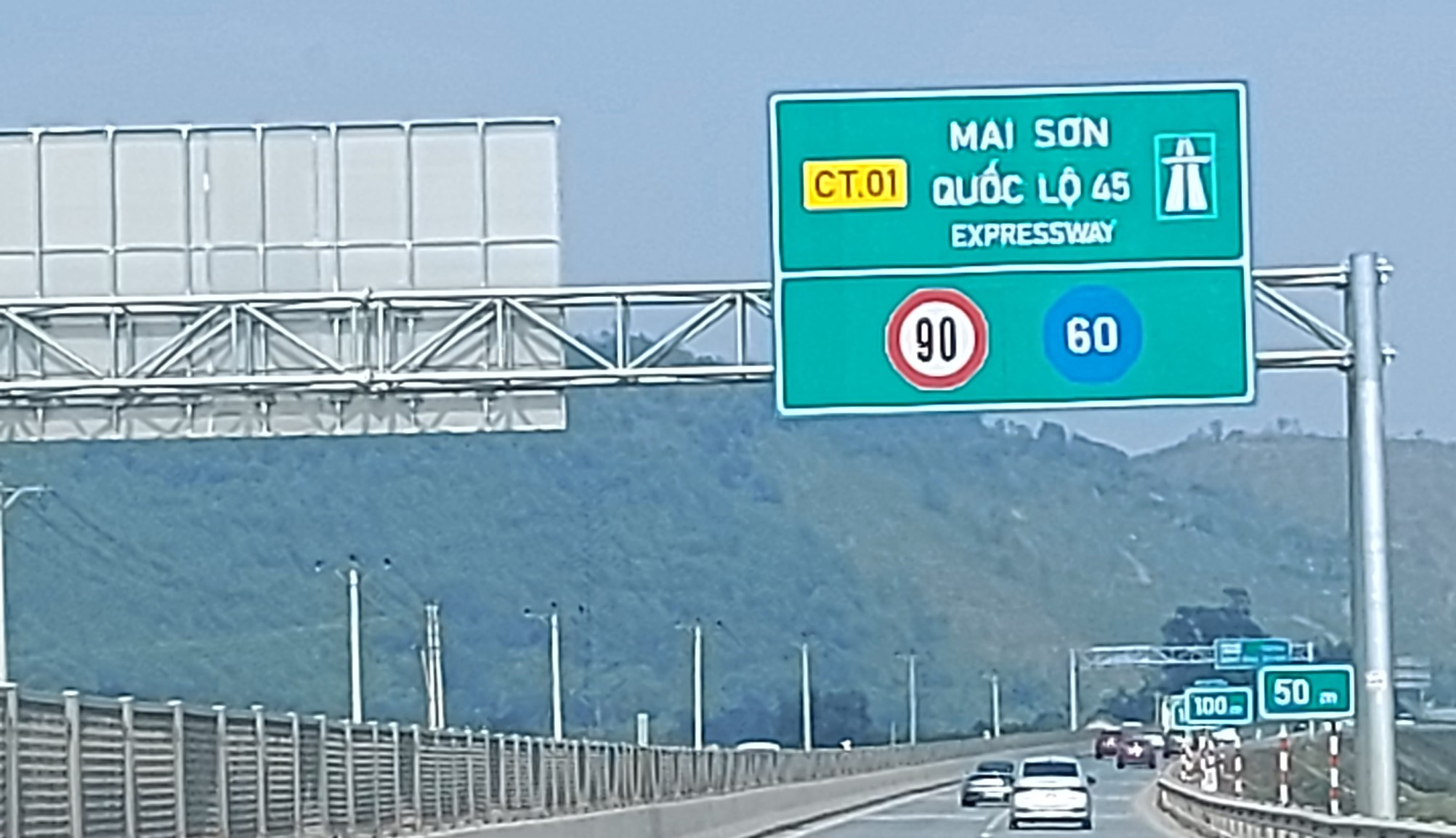
Đường cao tốc Mai Sơn – Quốc lộ 45 đoạn qua Đông Sơn, Thanh Hoá

Đường cao tốc Mai Sơn – Quốc lộ 45 là một đoạn đường cao tốc thuộc hệ thống đường cao tốc Bắc – Nam phía Đông qua địa phận hai tỉnh Ninh Bình và Thanh Hóa.
Tuyến đường có chiều dài 63,37 km; trong đó đoạn qua Ninh Bình dài 14,35 km, đoạn qua Thanh Hóa 49,02 km; điểm đầu tại nút giao Mai Sơn, tỉnh Ninh Bình, kết nối với đường cao tốc Cao Bồ – Mai Sơn và trong tương lai là đường cao tốc Ninh Bình – Hải Phòng khi hoàn thành; điểm cuối giao với đường Nghi Sơn – Thọ Xuân tại xã Đồng Lương, tỉnh Thanh Hóa, nối tiếp với đường cao tốc Quốc lộ 45 – Nghi Sơn.
Công trình được khởi công vào ngày 30 tháng 9 năm 2020 và chính thức khánh thành, đưa vào khai thác vào ngày 29 tháng 4 năm 2023 đoạn từ nút giao Mai Sơn đến nút giao Đông Xuân, Thanh Hóa (giao cắt với quốc lộ 47). Phân đoạn từ nút giao Đông Xuân đến cuối tuyến được đưa vào khai thác từ ngày 1 tháng 9 năm 2023 cùng với đường cao tốc Quốc lộ 45 – Nghi Sơn và đường cao tốc Nghi Sơn – Diễn Châu.

### Đường cao tốc Quốc lộ 45 – Nghi Sơn

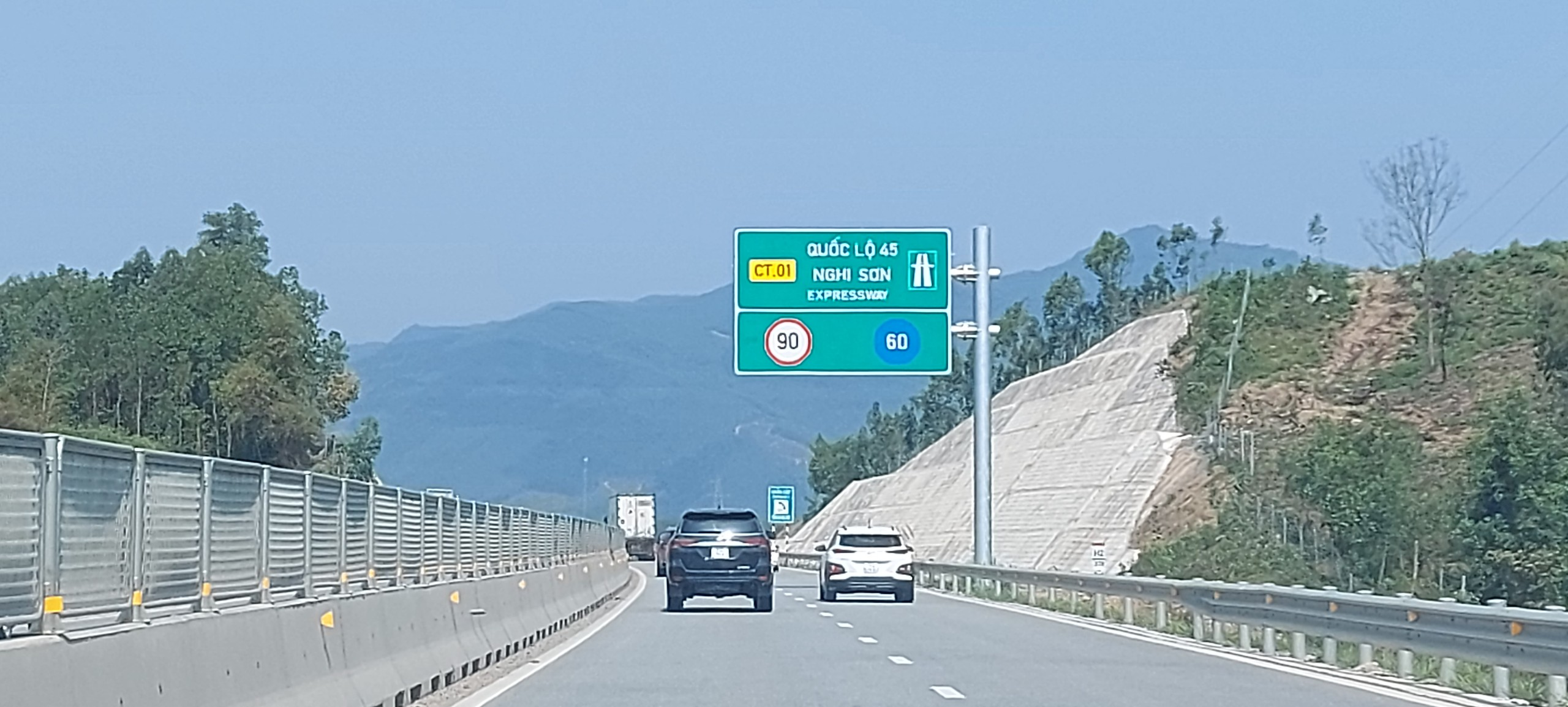
Đường cao tốc Quốc lộ 45 – Nghi Sơn đoạn qua Nghi Sơn, Thanh Hoá

Đường cao tốc Quốc lộ 45 – Nghi Sơn là một đoạn đường cao tốc thuộc hệ thống đường cao tốc Bắc – Nam phía Đông qua địa phận tỉnh Thanh Hóa.
Tuyến đường dài 43,28 km, điểm đầu giao với đường Nghi Sơn – Thọ Xuân, kết nối với đường cao tốc Mai Sơn – Quốc lộ 45 tại xã Đồng Lương và điểm cuối là nút giao với đường Nghi Sơn – Bãi Trành tại xã Trường Lâm, nối tiếp với đường cao tốc Nghi Sơn – Diễn Châu.
Công trình được khởi công vào tháng 7 năm 2021,, đưa vào khai thác tạm thời vào ngày 1 tháng 9 năm 2023 và chính thức được khánh thành vào ngày 18 tháng 10 năm 2023 cùng với đường cao tốc Nghi Sơn – Diễn Châu.

### Đường cao tốc Nghi Sơn – Diễn Châu

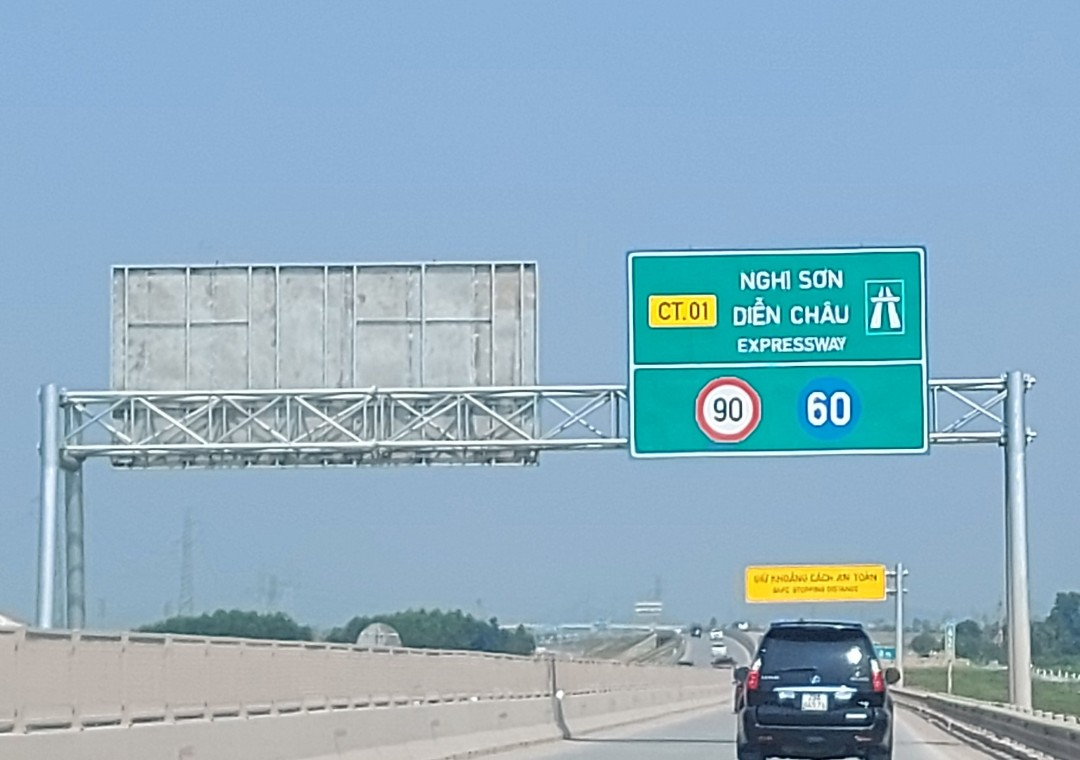
Đường cao tốc Nghi Sơn – Diễn Châu đoạn qua Diễn Châu, Nghệ An

Đường cao tốc Nghi Sơn – Diễn Châu là một đoạn đường cao tốc thuộc hệ thống đường cao tốc Bắc – Nam phía Đông qua địa phận hai tỉnh Thanh Hóa và Nghệ An.
Tuyến đường dài 50 km, trong đó đoạn qua Thanh Hóa dài 6,5 km và đoạn qua Nghệ An dài 43,5 km, điểm đầu tại nút giao với đường Nghi Sơn – Bãi Trành, tiếp nối với đường cao tốc Quốc lộ 45 – Nghi Sơn tại xã Trường Lâm, tỉnh Thanh Hóa và điểm cuối giao với Quốc lộ 7, kết nối với đường cao tốc Diễn Châu – Bãi Vọt tại xã Minh Châu, tỉnh Nghệ An.
Công trình được khởi công xây dựng vào tháng 7 năm 2021,, đưa vào khai thác tạm thời từ ngày 1 tháng 9 năm 2023 và chính thức được khánh thành vào ngày 18 tháng 10 năm 2023 cùng với đường cao tốc Quốc lộ 45 – Nghi Sơn.

### Đường cao tốc Diễn Châu – Bãi Vọt

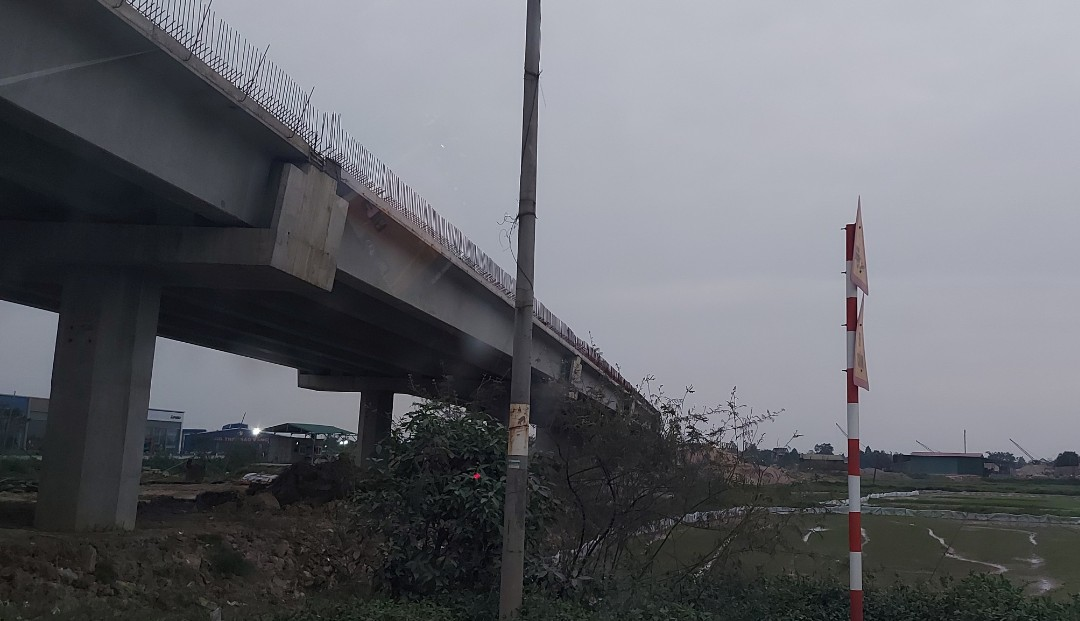
Công trường thi công đường cao tốc Diễn Châu – Bãi Vọt nhìn từ Quốc lộ 46A qua Vinh, Nghệ An

Đường cao tốc Diễn Châu – Bãi Vọt là một đoạn đường cao tốc thuộc hệ thống đường cao tốc Bắc – Nam phía Đông và đường cao tốc Bắc – Nam phía Tây (đoạn Vinh – Bãi Vọt) qua địa phận hai tỉnh Nghệ An và Hà Tĩnh.
Tuyến đường dài khoảng 49,3 km (đoạn qua Nghệ An dài 44,40 km, đoạn qua Hà Tĩnh dài 4,9 km), điểm đầu tại nút giao Minh Châu, tỉnh Nghệ An giao với Quốc lộ 7, nối tiếp với đường cao tốc Nghi Sơn – Diễn Châu và điểm cuối giao với Quốc lộ 8, kết nối với đường cao tốc Bãi Vọt – Hàm Nghi tại xã Đức Thịnh, tỉnh Hà Tĩnh.
Công trình đã được khởi công xây dựng vào ngày 22 tháng 5 năm 2021 và chính thức khánh thành, thông xe vào ngày 28 tháng 4 năm 2024 đoạn từ nút giao Diễn Cát đến nút giao Quốc lộ 46. Phân đoạn từ nút giao Quốc lộ 46 đến cuối tuyến (nút giao Bãi Vọt) chính thức thông xe ngày 29 tháng 6 năm 2024 và đưa vào hoạt động vào ngày 30 tháng 6 năm 2024.

### Đường cao tốc Bãi Vọt – Hàm Nghi
Đường cao tốc Bãi Vọt – Hàm Nghi là một đoạn đường cao tốc thuộc hệ thống đường cao tốc Bắc – Nam phía Đông và đường cao tốc Bắc – Nam phía Tây nằm trong địa phận của tỉnh Hà Tĩnh.
Tuyến đường có chiều dài là 35,28 km; đoạn đường có điểm đầu tại Km 479 + 117 với nút giao Quốc lộ 8 tại xã Đức Thịnh, tỉnh Hà Tĩnh, kết nối với đường cao tốc Diễn Châu – Bãi Vọt; điểm cuối tại Km 514 + 441 thuộc xã Thạch Xuân, tỉnh Hà Tĩnh, nối tiếp với đường cao tốc Hàm Nghi – Vũng Áng.
Dự án được khởi công vào ngày 1 tháng 1 năm 2023 và chính thức thông xe kỹ thuật vào ngày 19 tháng 4 năm 2025, tuyến đường chính thức đưa vào khai thác tuyến chính từ ngày 28 tháng 4 năm 2025. Đây là tuyến đường sẽ xây dựng sau cùng của tuyến đường cao tốc Bắc – Nam (Giai đoạn sau năm 2020 đầu tư xây dựng đoạn Bãi Vọt – Cam Lộ, Quảng Ngãi – Nha Trang và Cần Thơ – Cà Mau).

### Đường cao tốc Hàm Nghi – Vũng Áng
Đường cao tốc Hàm Nghi – Vũng Áng là một đoạn đường cao tốc thuộc hệ thống đường cao tốc Bắc – Nam phía Đông và đường cao tốc Bắc – Nam phía Tây nằm trong địa phận của tỉnh Hà Tĩnh.
Tuyến đường có tổng chiều dài là 53,88 km; đi qua tỉnh Hà Tĩnh ; điểm đầu tại Km 514 + 300 thuộc xã Thạch Xuân, tỉnh Hà Tĩnh, kết nối với đường cao tốc Bãi Vọt – Hàm Nghi; điểm cuối tại Km 568 + 496 giao với Quốc lộ 12C tại xã Kỳ Hoa, tỉnh Hà Tĩnh, nối tiếp với đường cao tốc Vũng Áng – Bùng.
Tuyến đường được khởi công xây dựng vào ngày 1 tháng 1 năm 2023 và chính thức thông xe kỹ thuật vào ngày 19 tháng 4 năm 2025, tuyến đường chính thức đưa vào khai thác tuyến chính từ ngày 28 tháng 4 năm 2025. Đây là tuyến đường sẽ xây dựng sau cùng của tuyến đường cao tốc Bắc – Nam (Giai đoạn sau năm 2020 đầu tư xây dựng đoạn Bãi Vọt – Cam Lộ,  Quảng Ngãi – Nha Trang và Cần Thơ – Cà Mau).

### Đường cao tốc Vũng Áng – Bùng
Đường cao tốc Vũng Áng – Bùng là một đoạn đường cao tốc thuộc hệ thống đường cao tốc Bắc – Nam phía Đông và đường cao tốc Bắc – Nam phía Tây qua địa phận 2 tỉnh Hà Tĩnh và Quảng Trị.
Tuyến đường có chiều dài toàn tuyến là 55,34 km, trong đó đoạn đi qua Hà Tĩnh dài khoảng 12,9 km và đoạn đi qua Quảng Trị dài khoảng 42,44 km, điểm đầu giao với Quốc lộ 12C, nối tiếp với đường cao tốc Hàm Nghi – Vũng Áng tại xã Kỳ Hoa, tỉnh Hà Tĩnh và điểm cuối thuộc địa phận xã Bố Trạch, tỉnh Quảng Trị. Đây là điểm bắt đầu của tuyến đường cao tốc Bùng – Vạn Ninh hiện đang được xây dựng.
Tuyến đường được khởi công vào ngày 1 tháng 1 năm 2023. và chính thức đưa vào khai thác tuyến chính từ ngày 19 tháng 8 năm 2025. Đây là tuyến đường sẽ xây dựng sau cùng của tuyến đường cao tốc Bắc – Nam (Giai đoạn sau năm 2020 đầu tư xây dựng đoạn Bãi Vọt – Cam Lộ, Quảng Ngãi – Nha Trang và Cần Thơ – Cà Mau).

### Đường cao tốc Bùng – Vạn Ninh
Đường cao tốc Bùng – Vạn Ninh là một đoạn đường cao tốc thuộc hệ thống đường cao tốc Bắc – Nam phía Đông và đường cao tốc Bắc – Nam phía Tây nằm trong địa phận tỉnh Quảng Trị.
Tuyến đường có chiều dài toàn tuyến là 48,84 km, đoạn đường có điểm đầu nối tiếp với đường cao tốc Vũng Áng – Bùng tại địa phận xã Bố Trạch, tỉnh Quảng Trị và điểm cuối thuộc địa phận xã Trường Ninh, tỉnh Quảng Trị, kết nối với đường cao tốc Vạn Ninh – Cam Lộ hiện đang được xây dựng.
Công trình được khởi công vào ngày 1 tháng 1 năm 2023 và chính thức thông xe kỹ thuật vào ngày 19 tháng 4 năm 2025, tuyến đường chính thức đưa vào khai thác tuyến chính từ ngày 28 tháng 4 năm 2025. Đây là tuyến đường sẽ xây dựng sau cùng của tuyến đường cao tốc Bắc – Nam (Giai đoạn sau năm 2020 đầu tư xây dựng đoạn Bãi Vọt – Cam Lộ,  Quảng Ngãi – Nha Trang và Cần Thơ – Cà Mau).

### Đường cao tốc Vạn Ninh – Cam Lộ
Đường cao tốc Vạn Ninh – Cam Lộ là một đoạn đường cao tốc thuộc hệ thống đường cao tốc Bắc – Nam phía Đông và đường cao tốc Bắc – Nam phía Tây qua địa phận tỉnh Quảng Trị.
Tuyến đường có chiều dài toàn tuyến là 65,5 km, đoạn đường có điểm đầu nối tiếp với đường cao tốc Bùng – Vạn Ninh thuộc địa phận xã Trường Ninh, tỉnh Quảng Trị và điểm cuối giao với Quốc lộ 9, kết nối với đường cao tốc Cam Lộ – La Sơn đã xây dựng xong tại xã Hiếu Giang, tỉnh Quảng Trị.
Tuyến đường được khởi công vào ngày 1 tháng 1 năm 2023 và chính thức đưa vào khai thác tuyến chính từ ngày 19 tháng 8 năm 2025. Đây là tuyến đường sẽ xây dựng sau cùng của tuyến đường cao tốc Bắc – Nam (Giai đoạn sau năm 2020 đầu tư xây dựng đoạn Bãi Vọt – Cam Lộ,  Quảng Ngãi – Nha Trang và Cần Thơ – Cà Mau).

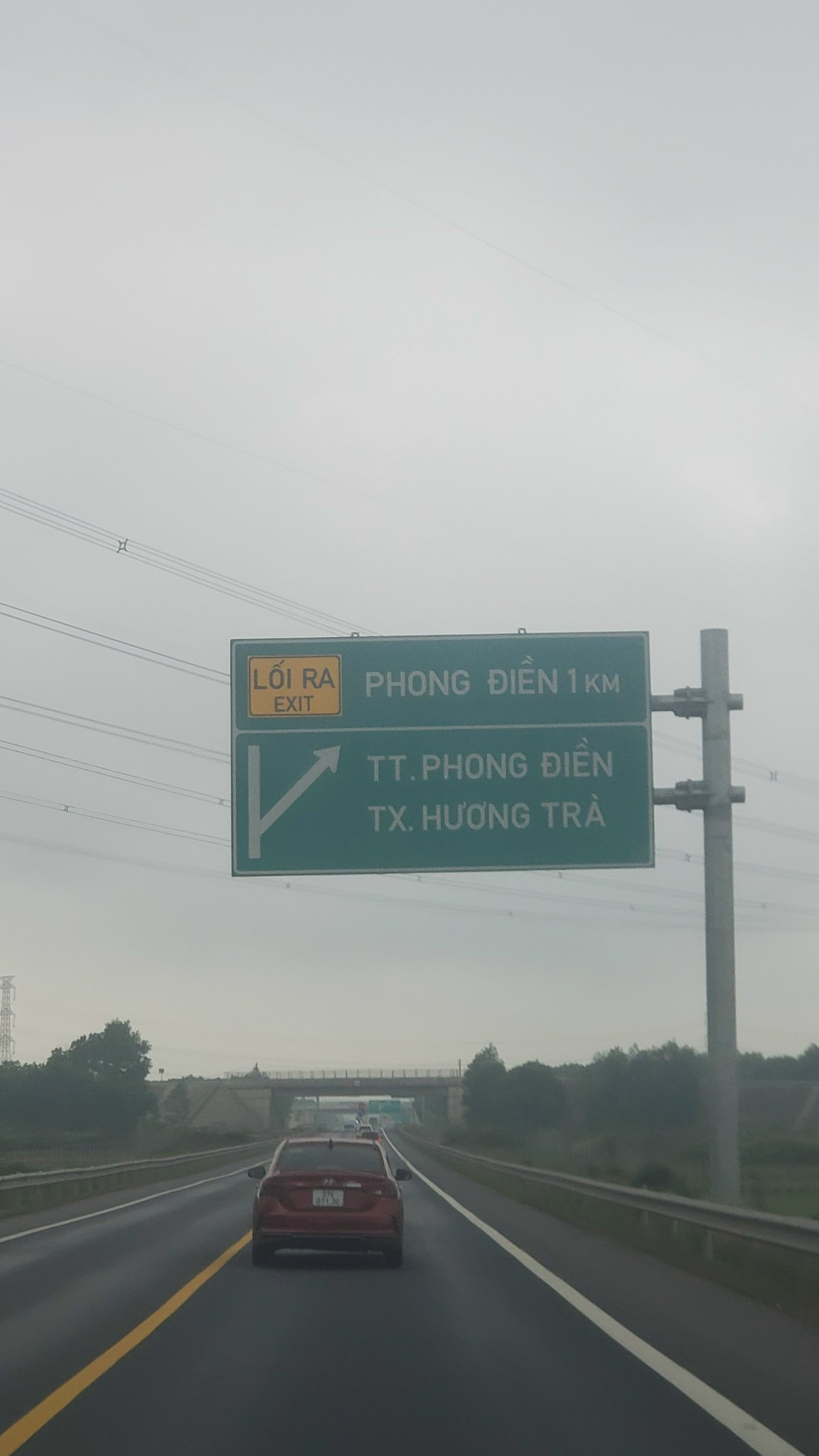
Đường cao tốc Cam Lộ – La Sơn đoạn qua Phong Điền, Thừa Thiên Huế

### Đường cao tốc Cam Lộ – La Sơn
Đường cao tốc Cam Lộ – La Sơn là một đoạn đường cao tốc thuộc hệ thống đường cao tốc Bắc – Nam phía Đông và đường cao tốc Bắc – Nam phía Tây qua địa phận tỉnh Quảng Trị và thành phố Huế.
Tuyến đường có chiều dài 98,35 km, trong đó đoạn đi qua Quảng Trị dài 37,35 km và đoạn đi qua Huế dài 61 km, điểm đầu giao với Quốc lộ 9 tại xã Hiếu Giang, Quảng Trị, tiếp nối với đường cao tốc Vạn Ninh – Cam Lộ và điểm cuối là nút giao La Sơn, kết nối với đường cao tốc La Sơn – Túy Loan và đường tỉnh 14B tại xã Hưng Lộc, thành phố Huế.
Tuyến đường được khởi công vào tháng 9 năm 2019 và chính thức khánh thành, đưa vào khai thác vào ngày 31 tháng 12 năm 2022.

### Đường cao tốc La Sơn – Túy Loan
Đường cao tốc La Sơn – Túy Loan là một đoạn đường cao tốc thuộc hệ thống đường cao tốc Bắc – Nam phía Đông và đường cao tốc Bắc – Nam phía Tây qua địa phận hai thành phố Huế và Đà Nẵng.
Tuyến đường cao tốc này có chiều dài 77,5 km, bao gồm hai đoạn là đoạn La Sơn – Hòa Liên và đoạn Hòa Liên – Túy Loan, trong đó đoạn qua Huế dài 36 km và đoạn qua Đà Nẵng dài 41,5 km. Điểm đầu của tuyến đường là nút giao La Sơn, kết nối với đường cao tốc Cam Lộ – La Sơn tại xã Hưng Lộc, thành phố Huế và điểm cuối là nút giao Túy Loan, kết nối với đường cao tốc Đà Nẵng – Quảng Ngãi tại xã Hòa Vang, Thành phố Đà Nẵng.
Đoạn La Sơn – Hòa Liên có chiều dài 66 km, bắt đầu từ nút giao La Sơn đến nút giao Hòa Liên, trong đó có hơn 11 km đường đi qua vườn quốc gia Bạch Mã.
Đoạn Hoà Liên – Tuý Loan dài 11,5 km có điểm đầu ở nút giao Hoà Liên, nối tiếp đoạn La Sơn – Hoà Liên đang khai thác, điểm cuối ở nút giao Tuý Loan, nối tiếp vào đường cao tốc Đà Nẵng – Quảng Ngãi.
Công trình được khởi công xây dựng vào ngày 22 tháng 12 năm 2013 và cơ bản hoàn thành từ năm 2019, tuy nhiên đến ngày 16 tháng 4 năm 2022 mới chính thức đưa vào khai thác đoạn La Sơn – Hòa Liên. Đoạn Hoà Liên – Tuý Loan đã được khởi công vào tháng 9 năm 2023 và chính thức đưa vào khai thác tuyến chính từ ngày 19 tháng 8 năm 2025.

### Đường cao tốc Đà Nẵng – Quảng Ngãi (Tuý Loan – Quảng Ngãi)

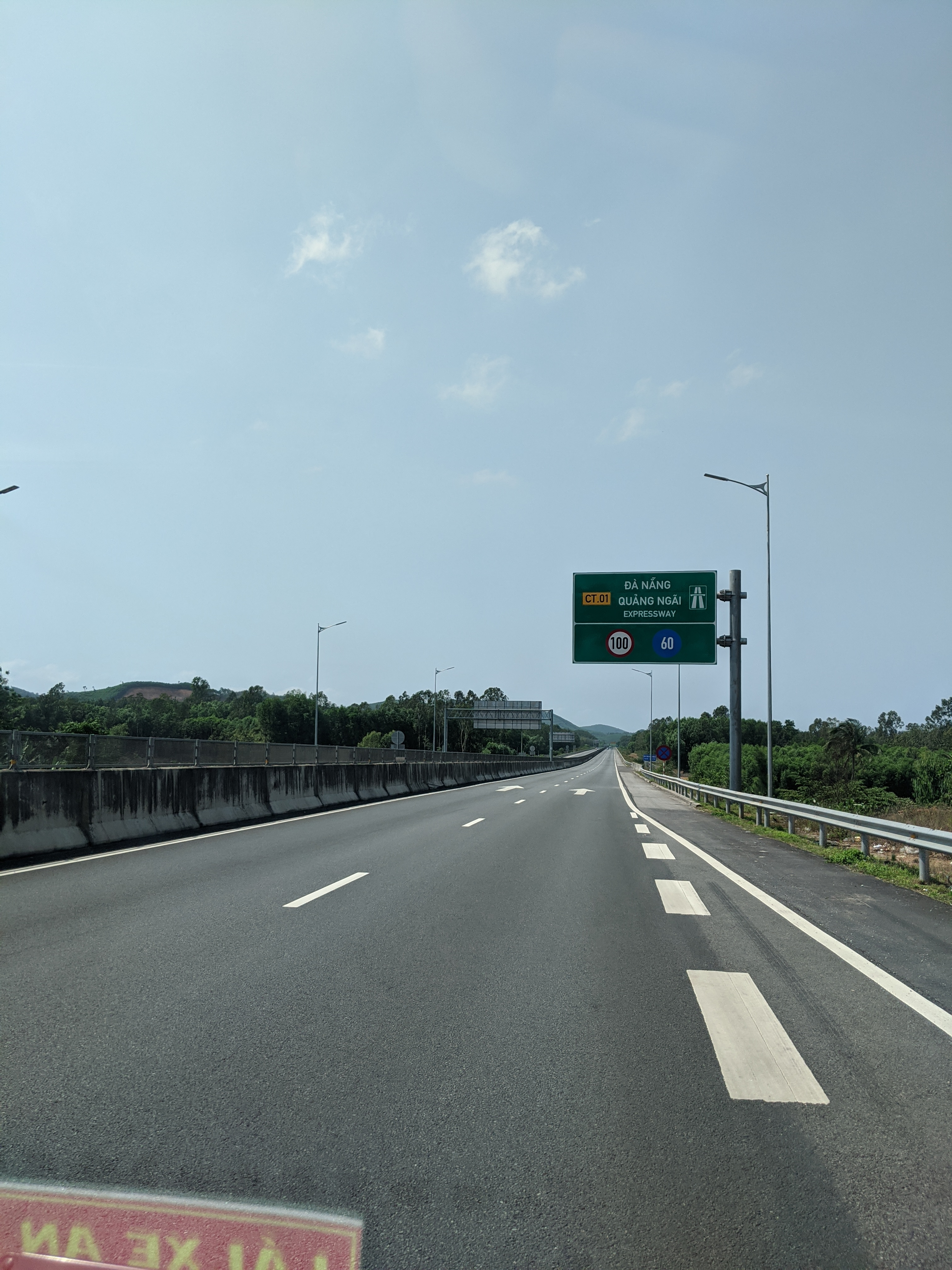
Đường cao tốc Đà Nẵng – Quảng Ngãi đoạn qua tỉnh Quảng Nam

Đường cao tốc Đà Nẵng – Quảng Ngãi là một tuyến đường cao tốc loại A thuộc hệ thống đường cao tốc Bắc – Nam phía Đông, tuyến đi qua 2 tỉnh thành Đà Nẵng và Quảng Ngãi, dài 139 km, có điểm đầu giao với quốc lộ 14B và điểm cuối giao với đường vành đai tại phía Tây thành phố Quảng Ngãi, nối tiếp với đường cao tốc Quảng Ngãi – Hoài Nhơn.
Ngày 19 tháng 5 năm 2013, chính thức khởi công xây dựng đường cao tốc Đà Nẵng – Quảng Ngãi. Dự án chia làm hai giai đoạn là Đà Nẵng – Tam Kỳ (Quảng Nam) và Tam Kỳ – Quảng Ngãi. Tuyến đường đã chính thức hoàn thành cả hai giai đoạn vào ngày 9 tháng 2 năm 2018 sau 4 năm xây dựng.

### Đường cao tốc Quảng Ngãi – Hoài Nhơn
Đường cao tốc Quảng Ngãi – Hoài Nhơn là một đoạn đường cao tốc thuộc hệ thống đường cao tốc Bắc – Nam phía Đông qua địa phận hai tỉnh Quảng Ngãi và Gia Lai hiện đang được xây dựng.
Tuyến đường cao tốc có chiều dài là 88 km, trong đó đoạn đi qua Quảng Ngãi dài 60,3 km và đoạn đi qua Gia Lai dài 27,7 km, điểm đầu kết nối đường cao tốc Đà Nẵng – Quảng Ngãi (Km 127 + 720) thuộc xã Nghĩa Giang, tỉnh Quảng Ngãi và điểm cuối giao với đường tỉnh 639 thuộc phường Bồng Sơn, tỉnh Gia Lai, kết nối với đường cao tốc Hoài Nhơn – Quy Nhơn.
Tuyến đường được khởi công ngày 1 tháng 1 năm 2023, dự kiến cơ bản hoàn thành và đưa vào khai thác vào quý III năm 2026. Đây là tuyến đường sẽ xây dựng sau cùng của tuyến đường cao tốc Bắc – Nam (Giai đoạn sau năm 2020 đầu tư xây dựng đoạn Bãi Vọt – Cam Lộ,  Quảng Ngãi – Nha Trang và Cần Thơ – Cà Mau).

### Đường cao tốc Hoài Nhơn – Quy Nhơn
Đường cao tốc Hoài Nhơn – Quy Nhơn là một đoạn đường cao tốc thuộc hệ thống đường cao tốc Bắc – Nam phía Đông thuộc địa phận tỉnh Gia Lai hiện đang được xây dựng.
Tuyến có chiều dài là 69 km, với điểm đầu tại nút giao đường tỉnh 639 thuộc phường Bồng Sơn, tỉnh Gia Lai, kết nối với đường cao tốc Quảng Ngãi – Hoài Nhơn và điểm cuối tại nút giao Quốc lộ 19 thuộc phường An Nhơn Nam, tỉnh Gia Lai, kết nối với đường cao tốc Quy Nhơn – Chí Thạnh.
Tuyến đường được khởi công vào ngày 1 tháng 1 năm 2023. Thời gian hoàn thành dự kiến của dự án là vào cuối năm 2025. Đây là tuyến đường sẽ xây dựng sau cùng của tuyến đường cao tốc Bắc – Nam (Giai đoạn sau năm 2020 đầu tư xây dựng đoạn Bãi Vọt – Cam Lộ,  Quảng Ngãi – Nha Trang và Cần Thơ – Cà Mau).

### Đường cao tốc Quy Nhơn – Chí Thạnh
Đường cao tốc Quy Nhơn – Chí Thạnh là một đoạn đường cao tốc thuộc hệ thống đường cao tốc Bắc – Nam phía Đông đi qua địa phận 2 tỉnh Gia Lai và Đắk Lắk.
Tuyến đường có chiều dài là 61,7 km (không tính đoạn đi trùng với hầm Cù Mông), trong đó đoạn đi qua Gia Lai dài khoảng 19,6 km và đoạn đi qua Đắk Lắk dài khoảng 42,1 km; có điểm đầu tại nút giao Quốc lộ 19, kết nối với đường cao tốc Hoài Nhơn – Quy Nhơn thuộc phường An Nhơn Nam, tỉnh Gia Lai; điểm cuối nối tiếp với đường cao tốc Chí Thạnh – Vân Phong tại nút giao Chí Thạnh thuộc địa phận xã Tuy An Bắc, tỉnh Đắk Lắk.
Tuyến đường được khởi công vào ngày 1 tháng 1 năm 2023, dự kiến hoàn thành vào cuối năm 2025. Đây là tuyến đường sẽ xây dựng sau cùng của tuyến đường cao tốc Bắc – Nam (Giai đoạn sau năm 2020 đầu tư xây dựng đoạn Bãi Vọt – Cam Lộ,  Quảng Ngãi – Nha Trang và Cần Thơ – Cà Mau)

#### Hầm đường bộ Cù Mông

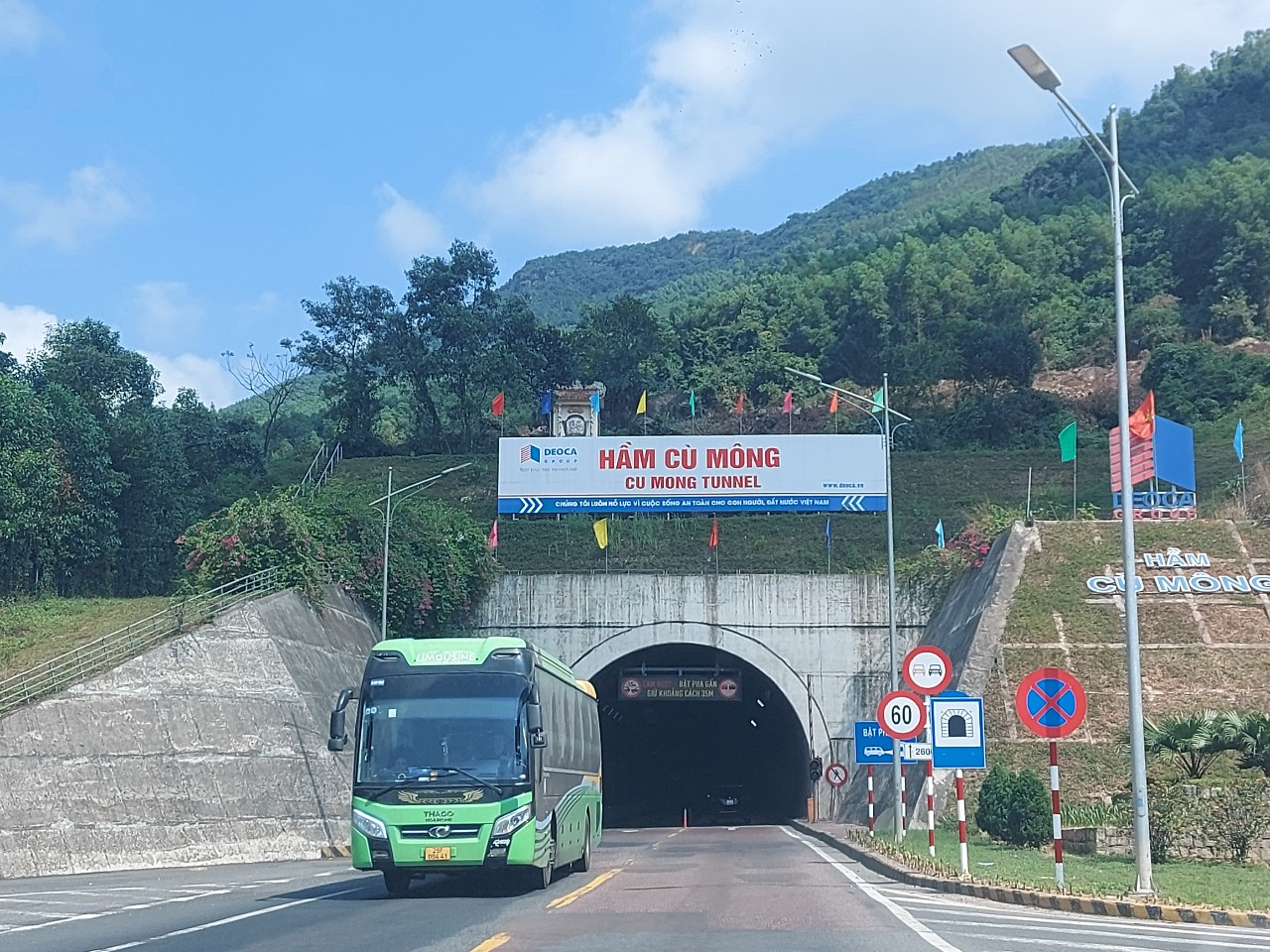
Hầm đường bộ Cù Mông phía Sông Cầu, Đắk Lắk

Hầm đường bộ Cù Mông là hầm trên Quốc lộ 1 và đường cao tốc Bắc – Nam phía Đông đoạn Quy Nhơn – Chí Thạnh xuyên qua dãy núi Cù Mông, nối liền hai tỉnh Gia Lai và Đắk Lắk. Đây là hầm đường bộ dài thứ ba tại Việt Nam, đứng sau hầm Hải Vân và hầm Đèo Cả.
Dự án được khởi công vào ngày 26 tháng 9 năm 2015 và thông xe toàn tuyến vào ngày 21 tháng 1 năm 2019 với giai đoạn 1 lưu thông hai chiều ở đường hầm phía tây, còn đường hầm phía đông được sử dụng làm hầm cứu nạn.

### Đường cao tốc Chí Thạnh – Vân Phong
Đường cao tốc Chí Thạnh – Vân Phong là một đoạn đường cao tốc thuộc hệ thống đường cao tốc Bắc – Nam phía Đông qua địa phận tỉnh Đắk Lắk.
Tuyến đường có chiều dài là 48,052 km; có điểm đầu tại nút giao Chí Thạnh thuộc địa phận thị xã Tuy An Bắc, tỉnh Phú Yên, kết nối với đường cao tốc Quy Nhơn – Chí Thạnh; điểm cuối tại nút giao với quốc lộ 1 thuộc địa phận xã Hòa Xuân, tỉnh Phú Yên, nối tiếp với đường dẫn phía Bắc hầm Đèo Cả và đường cao tốc Vân Phong – Nha Trang.
Tuyến đường được khởi công xây dựng vào ngày 1 tháng 1 năm 2023, dự kiến hoàn thành vào cuối năm 2025. Đây là tuyến đường sẽ xây dựng sau cùng của tuyến đường cao tốc Bắc – Nam (Giai đoạn sau năm 2020 đầu tư xây dựng đoạn Bãi Vọt – Cam Lộ,  Quảng Ngãi – Nha Trang và Cần Thơ – Cà Mau)

### Hầm Đèo Cả

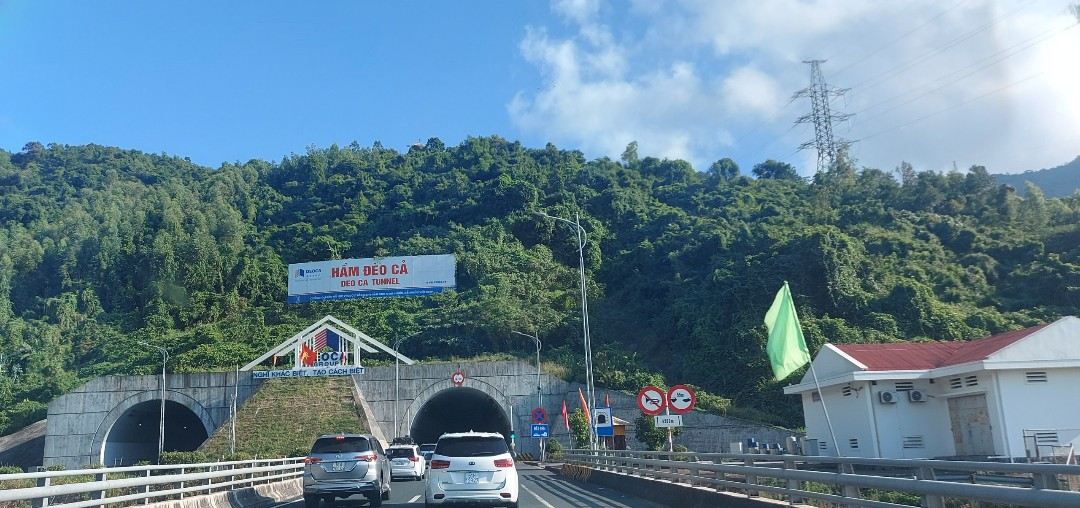
Hầm đường bộ Đèo Cả phía Vạn Ninh, Khánh Hoà

Hầm đường bộ Đèo Cả là một hệ thống đường hầm thay thế cho đường qua Đèo Cả vốn rất hiểm trở và nguy hiểm. Đường hầm này nối liền hai tỉnh Phú Yên và Khánh Hòa, nằm trên tuyến đường Quốc lộ 1 huyết mạch và đường cao tốc Bắc – Nam phía Đông của Việt Nam. Đây là một trong những hầm đường bộ hiện đại nhất Việt Nam và là hầm dài thứ hai trong cả nước, đứng sau Hầm Hải Vân.
Hầm được khởi công ngày 18 tháng 11 năm 2013, hoàn thành và thông xe vào ngày 21 tháng 8 năm 2017.

### Đường cao tốc Vân Phong – Nha Trang
Đường cao tốc Vân Phong – Nha Trang là một đoạn đường cao tốc thuộc hệ thống đường cao tốc Bắc – Nam phía Đông thuộc địa phận của tỉnh Khánh Hòa.
Tuyến đường có chiều dài là 83 km, đoạn đường có điểm đầu giao với quốc lộ 1 thuộc địa phận xã Đại Lãnh, tỉnh Khánh Hòa, kết nối với đường dẫn phía Nam hầm Cổ Mã và đường cao tốc Chí Thạnh – Vân Phong; điểm cuối tại nút giao với quốc lộ 27C thuộc địa phận xã Diên Thọ, tỉnh Khánh Hòa, nối tiếp với đường cao tốc Nha Trang – Cam Lâm.
Tuyến đường được khởi công vào ngày 1 tháng 1 năm 2023, và chính thức khánh thành, đưa vào khai thác vào ngày 19 tháng 4 năm 2025 đoạn từ nút giao Vạn Giã đến nút giao Diên Thọ (giao với quốc lộ 27C). Phân đoạn từ nút giao Vạn Giã đến nút giao Vân Phong dự kiến đưa vào khai thác trước ngày 30 tháng 6 năm 2025. Đây là tuyến đường sẽ xây dựng sau cùng của tuyến đường cao tốc Bắc – Nam (Giai đoạn sau năm 2020 đầu tư xây dựng đoạn Bãi Vọt – Cam Lộ,  Quảng Ngãi – Nha Trang và Cần Thơ – Cà Mau)

### Đường cao tốc Nha Trang – Cam Lâm

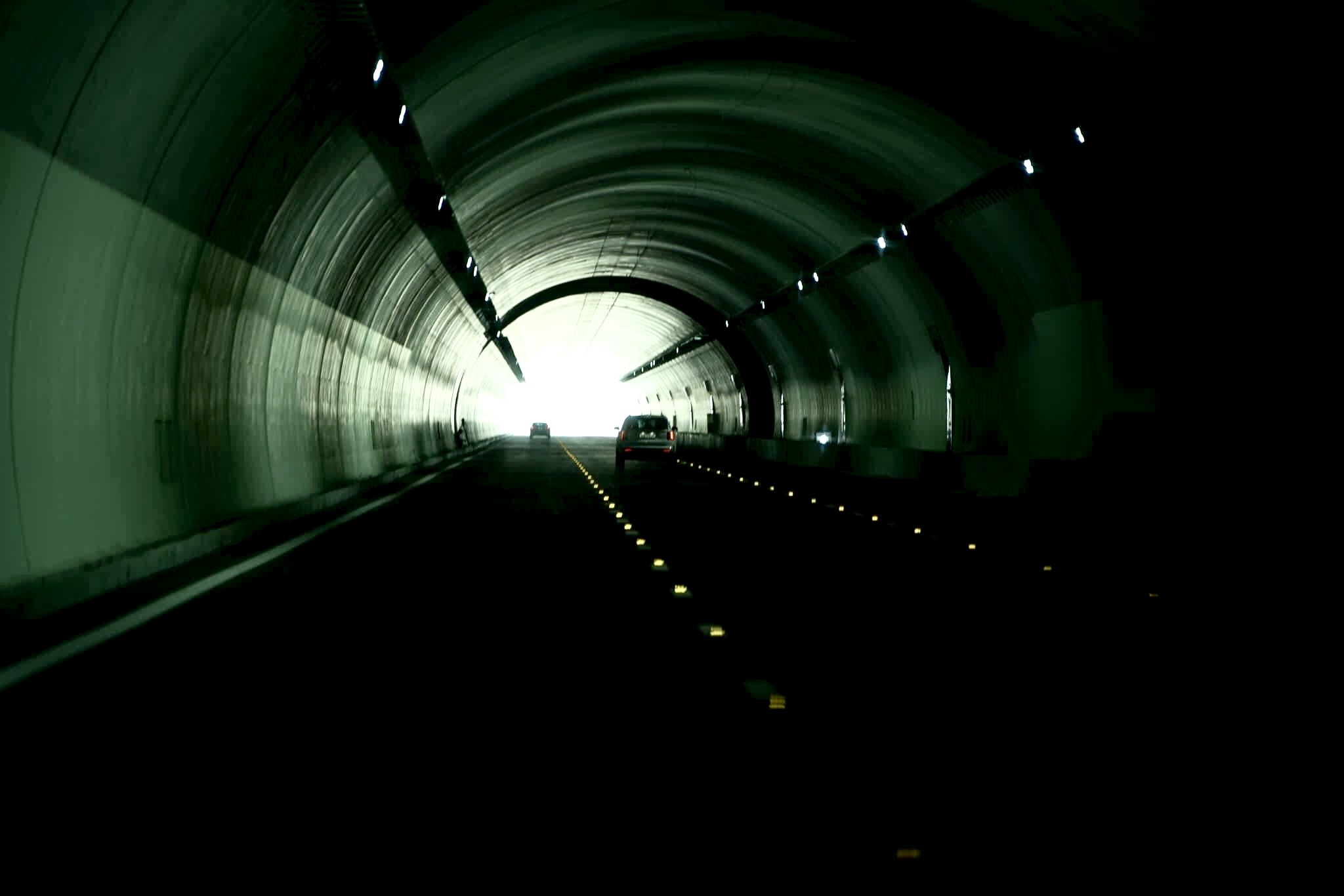
Đường cao tốc Nha Trang – Cam Lâm đoạn qua Hầm Dốc Sạn

Đường cao tốc Nha Trang – Cam Lâm là một đoạn đường cao tốc thuộc hệ thống đường cao tốc Bắc – Nam phía Đông qua địa phận tỉnh Khánh Hòa.
Tuyến đường có chiều dài 49,11 km; điểm đầu tại nút giao với quốc lộ 27C thuộc xã Diên Thọ, tỉnh Khánh Hòa, kết nối với đường cao tốc Vân Phong – Nha Trang; điểm cuối tại nút giao quốc lộ 27B, nối tiếp với đường cao tốc Cam Lâm – Vĩnh Hảo tại xã Nam Cam Ranh, tỉnh Khánh Hòa.
Tuyến đường được khởi công vào tháng 9 năm 2021, chính thức thông xe vào ngày 19 tháng 5 năm 2023 và đến ngày 18 tháng 6 năm 2023 tuyến đường này đã được tổ chức lễ khánh thành cùng với đường cao tốc Vĩnh Hảo – Phan Thiết.

### Đường cao tốc Cam Lâm – Vĩnh Hảo
Đường cao tốc Cam Lâm – Vĩnh Hảo là một đoạn đường cao tốc thuộc hệ thống đường cao tốc Bắc – Nam phía Đông qua địa phận hai tỉnh Khánh Hòa và Lâm Đồng đang được thi công xây dựng.

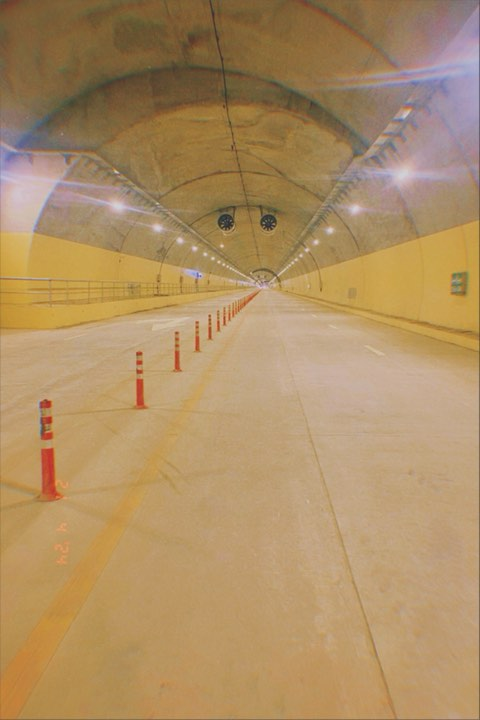
Đường cao tốc Cam Lâm – Vĩnh Hảo đoạn qua Hầm Núi Vung

Tuyến đường cao tốc này có tổng chiều dài 78,5 km, trong đó đoạn đi qua Khánh Hòa dài 4,5 km, đoạn đi qua Ninh Thuận dài 63 km và đoạn đi qua Bình Thuận dài 11 km, điểm đầu tại nút giao Cam Lâm (liên kết với quốc lộ 27B) tại xã Nam Cam Ranh, Khánh Hòa, nối tiếp với đường đường cao tốc Nha Trang – Cam Lâm và điểm cuối tại nút giao Vĩnh Hảo (kết nối với Quốc lộ 1) tại xã Vĩnh Hảo, Lâm Đồng, kết nối với đường cao tốc Vĩnh Hảo – Phan Thiết.
Tuyến đường đã được khởi công vào tháng 9 năm 2021, thông xe ngày 26 tháng 4 năm 2024 và chính thức khánh thành ngày 28 tháng 4 cùng năm.

### Đường cao tốc Vĩnh Hảo – Phan Thiết

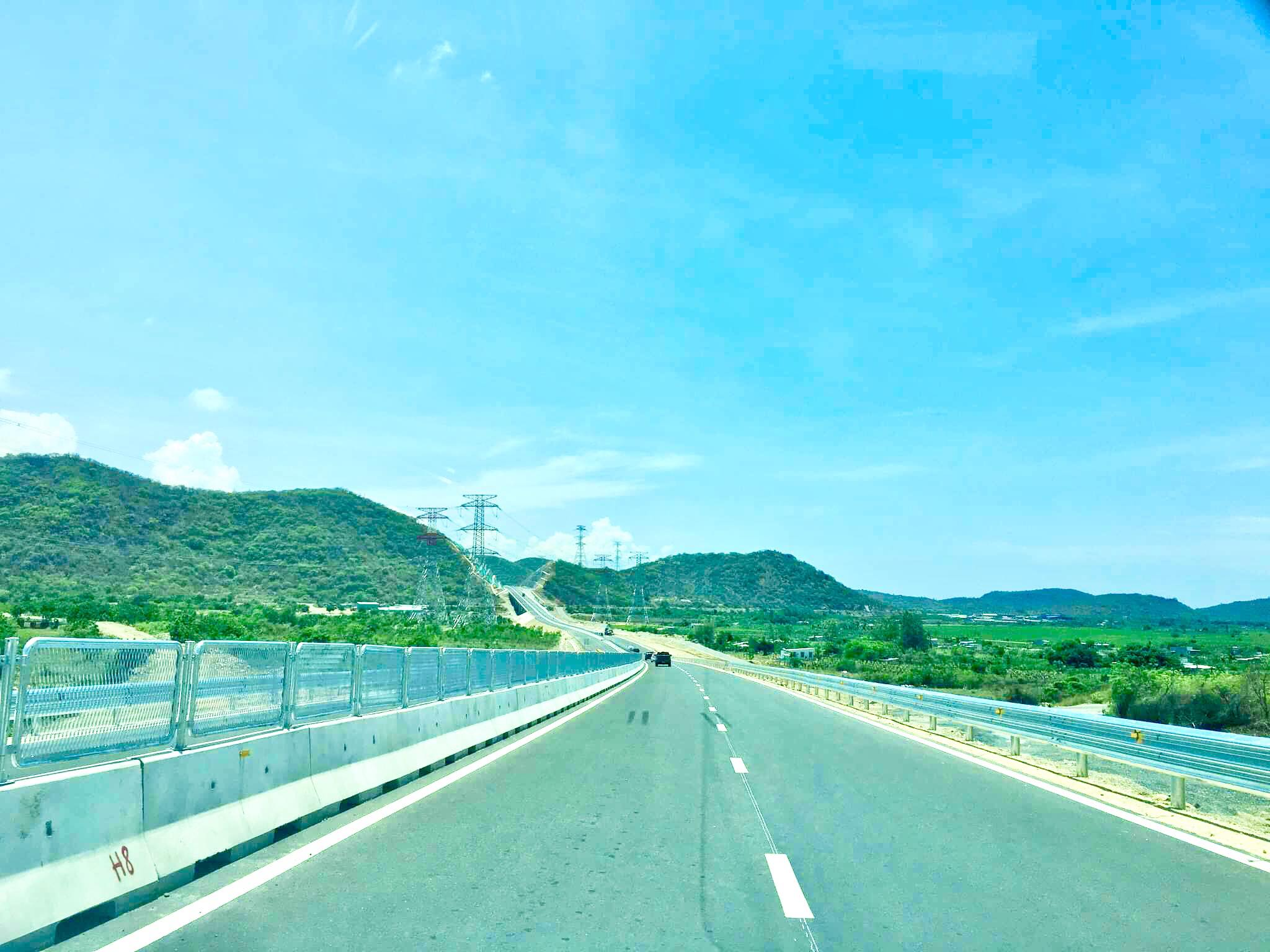
Đường cao tốc Vĩnh Hảo – Phan Thiết đoạn qua Tuy Phong, Bình Thuận

Đường cao tốc Vĩnh Hảo – Phan Thiết là một đoạn đường cao tốc thuộc hệ thống đường cao tốc Bắc – Nam phía Đông qua địa phận tỉnh Bình Thuận.
Tuyến đường cao tốc này có chiều dài 100,8 km, điểm đầu tại xã Vĩnh Hảo, Lâm Đồng nối tiếp với đường cao tốc Cam Lâm – Vĩnh Hảo và điểm cuối giao với đường đi Mỹ Thạnh thuộc xã Hàm Kiệm, kết nối với đường cao tốc Phan Thiết – Dầu Giây.
Tuyến đường được khởi công vào cuối tháng 9 năm 2020, chính thức thông xe vào ngày 19 tháng 5 năm 2023 và đến ngày 18 tháng 6 năm 2023 tuyến cao tốc đã được tổ chức khánh thành cùng với đường cao tốc Nha Trang – Cam Lâm.

### Đường cao tốc Phan Thiết – Dầu Giây

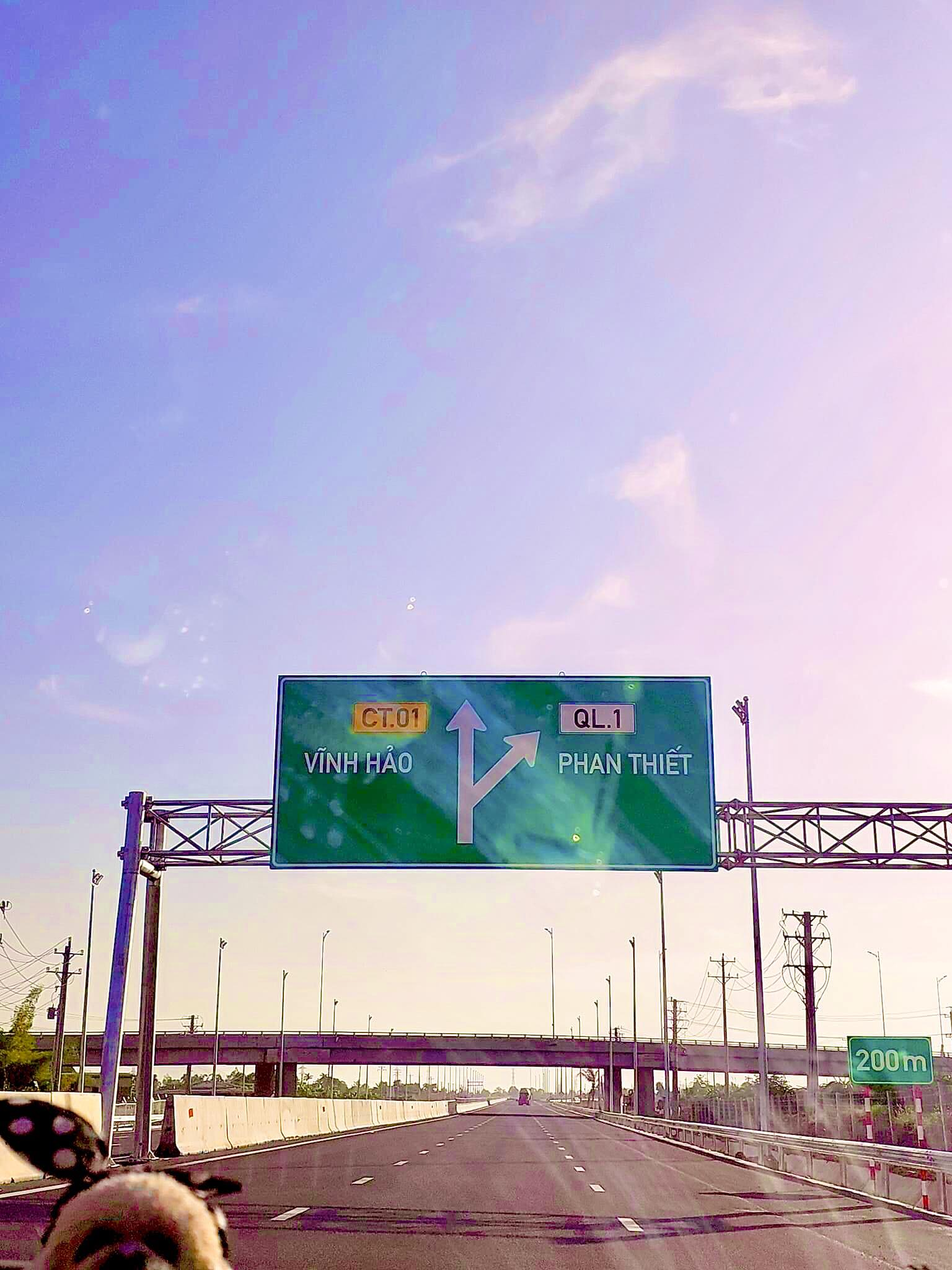
Đường cao tốc Phan Thiết – Dầu Giây đoạn nút giao Ba Bàu (Hàm Kiệm, Hàm Thuận Nam, Bình Thuận)

Đường cao tốc Phan Thiết – Dầu Giây dài 99 km, có điển đầu là nút giao Ba Bàu đi Quốc lộ 1 và điểm cuối kết nối với dự án đường cao tốc Thành phố Hồ Chí Minh – Long Thành – Dầu Giây (khoảng Km 41 + 600 theo lý trình đường cao tốc Thành phố Hồ Chí Minh – Long Thành – Dầu Giây), quy mô 6 làn xe.
Tuyến đường chính thức được khởi công vào tháng 9 năm 2020 và thông xe kỹ thuật vào ngày 29 tháng 4 năm 2023. Đến ngày 7 tháng 7 năm 2023 thì thông xe toàn bộ 4 nút giao còn lại.

### Đường cao tốc Dầu Giây – Long Thành

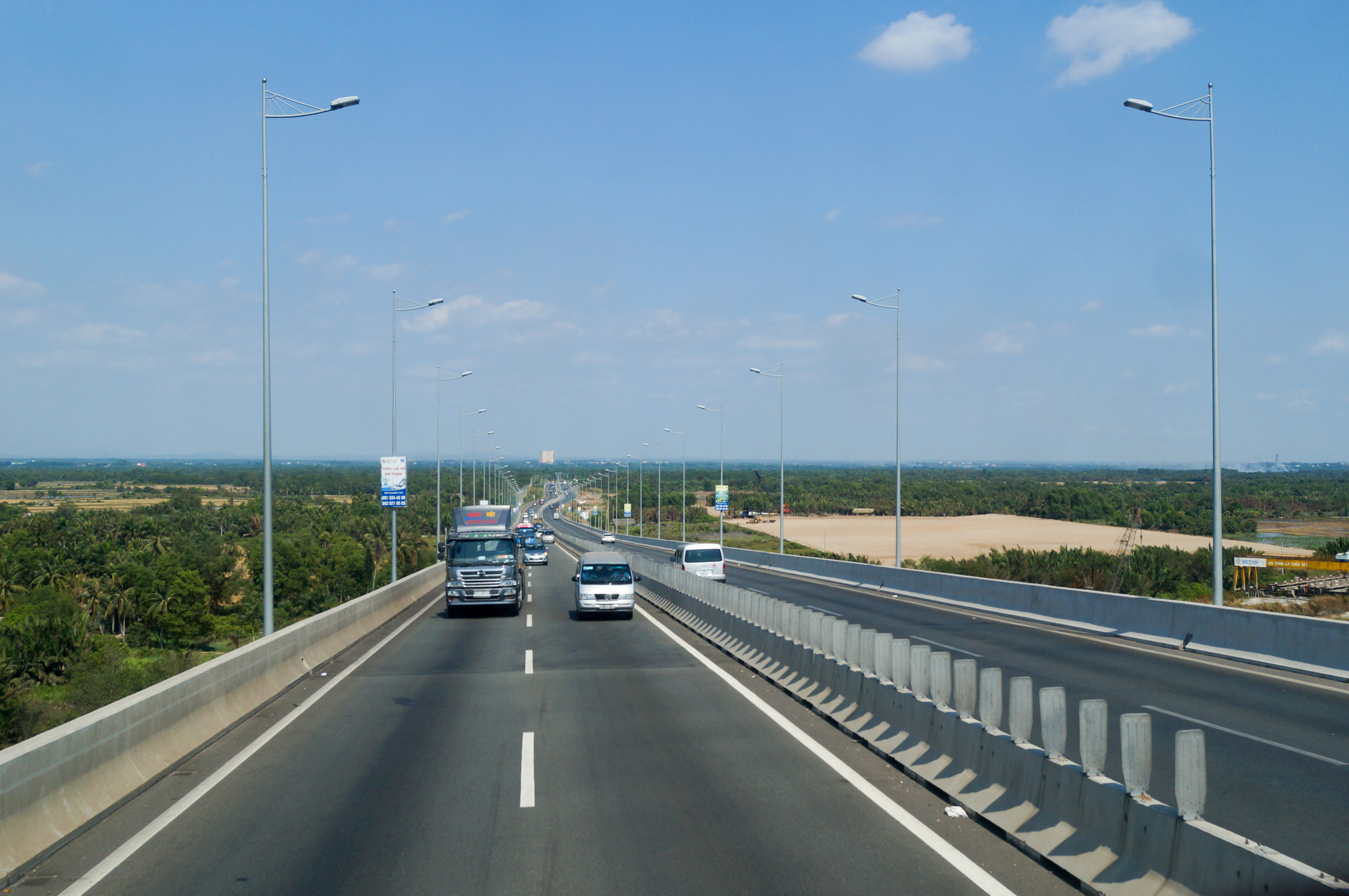
Đường cao tốc Thành phố Hồ Chí Minh – Long Thành – Dầu Giây đoạn qua cầu Long Thành

Đường cao tốc Thành phố Hồ Chí Minh – Long Thành – Dầu Giây dài 55,7 km, có điểm đầu tuyến là nút giao thông Long Trường thuộc thành phố Thủ Đức, giao với đường vành đai 3 Thành phố Hồ Chí Minh (đang thi công), điểm đầu tuyến dẫn là nút giao thông An Phú cũng thuộc Thủ Đức, Thành phố Hồ Chí Minh và điểm cuối là nút giao thông Dầu Giây, xã Dầu Giây, tỉnh Đồng Nai. Trước đây, toàn tuyến là một phần của đường cao tốc Bắc – Nam phía Đông, nhưng từ Quyết định 1454/QĐ–TTg đã quy hoạch lại đoạn Dầu Giây – Long Thành là 1 phần của tuyến đường này và tách toàn tuyến thành 1 cao tốc độc lập là .
Đường cao tốc này hoàn thành và thông xe từ ngày 8 tháng 2 năm 2015.

### Đường cao tốc Long Thành – Tân Hiệp
Theo Quyết định 1454/QĐ–TTg thì hiện không nói cụ thể về đường cao tốc Bắc – Nam phía Đông đoạn nối giữa đường cao tốc Bến Lức – Long Thành và đường cao tốc Thành phố Hồ Chí Minh – Long Thành – Dầu Giây đoạn Dầu Giây – Long Thành, nhưng theo Quyết định 1605/QĐ–BGTVT về đầu tư dự án thành phần 2 đường cao tốc Biên Hòa – Vũng Tàu, đoạn Long Thành – Tân Hiệp sẽ là một phần của tuyến đường này nhằm đồng bộ với hệ thống đường cao tốc Bắc – Nam phía Đông.
Đường cao tốc này chính thức được khởi công vào ngày 18 tháng 6 năm 2023, dự kiến cơ bản hoàn thành vào năm 2025 và hoàn thành đưa vào khai thác toàn dự án vào năm 2026.

### Đường cao tốc Bến Lức – Long Thành
Đường cao tốc Bến Lức – Long Thành (đây là tên gọi ngược hướng Bắc – Nam, theo trình tự xây dựng) bắt đầu tại nút giao với đường cao tốc Thành phố Hồ Chí Minh – Trung Lương ở xã Mỹ Yên, huyện Bến Lức, tỉnh Long An và kết thúc tại nút giao với đường cao tốc Biên Hòa – Vũng Tàu ở xã Phước Thái, huyện Long Thành, tỉnh Đồng Nai. Toàn tuyến đường chạy qua 15 xã thuộc 7 huyện của 3 tỉnh, thành phố Long An, Thành phố Hồ Chí Minh và Đồng Nai.
Đường cao tốc Bến Lức – Long Thành được phát lệnh khởi công xây dựng vào ngày 19 tháng 7 năm 2014 và ban đầu dự kiến hoàn thành vào năm 2018, tuy nhiên do gặp nhiều vướng mắc về cơ chế, chính sách nên không thể bố trí được vốn để tiếp tục thi công, từ đó nhiều gói thầu của dự án tạm ngừng thi công cho đến giữa năm 2023, khi Chính phủ và chủ đầu tư đường cao tốc này tháo gỡ vướng mắc về vốn, hầu hết các gói thầu đã thi công trở lại. Dự kiến đến tháng 9 năm 2025 toàn bộ dự án sẽ hoàn thành.

### Đường cao tốc Bến Lức – Trung Lương

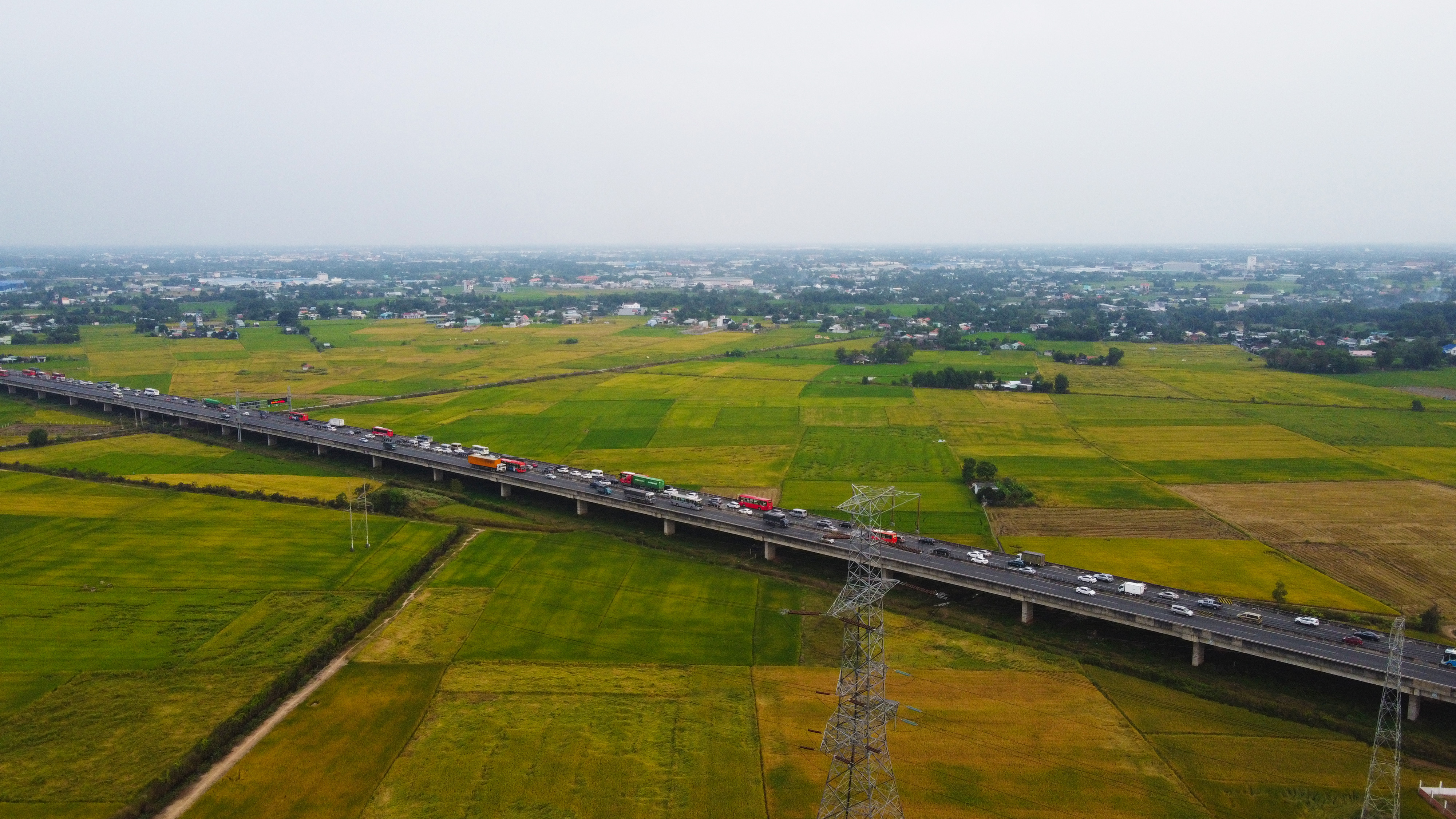
Đoạn cầu cạn Chợ Đệm – Bến Lức của đường cao tốc Thành phố Hồ Chí Minh – Trung Lương nhìn từ trên cao

Đường cao tốc Bến Lức – Trung Lương là một đoạn đường cao tốc của đường cao tốc Thành phố Hồ Chí Minh – Trung Lương thuộc hệ thống đường cao tốc Bắc – Nam phía Đông, dài 40 km.
Tuyến đường có điểm đầu tuyến là nút giao Bến Lức thuộc xã Mỹ Yên, huyện Bến Lức, tỉnh Long An và điểm cuối là nút giao Thân Cửu Nghĩa thuộc huyện Châu Thành, Tiền Giang, kết nối với đường cao tốc Trung Lương – Mỹ Thuận.
Tuyến đường đuợc khởi công vào năm 2004, thông xe vào ngày 3 tháng 2 năm 2010.

### Đường cao tốc Trung Lương – Mỹ Thuận
Đường cao tốc Trung Lương – Mỹ Thuận có chiều dài tuyến là 51,5 km; có điểm đầu tiếp nối đường cao tốc Thành phố Hồ Chí Minh – Trung Lương tại nút giao Thân Cửu Nghĩa và kết thúc tại nút giao An Thái Trung với Quốc lộ 30, nối tiếp với đường dẫn cầu Mỹ Thuận 2 và đường cao tốc Mỹ Thuận – Cần Thơ.
Tuyến đường đuợc khởi công vào năm 2009, dự kiến hoàn thành năm 2013. Tuy nhiên dự án bị thiếu vốn do các vấn đề khách quan và pháp lí và chỉ mới đạt 10% khối lượng. Cho đến năm 2019, dự án mới được cấp vốn và tái khởi công. Tuyến cao tốc chính thức được thông xe vào ngày 27 tháng 4 năm 2022.

### Cầu Mỹ Thuận 2

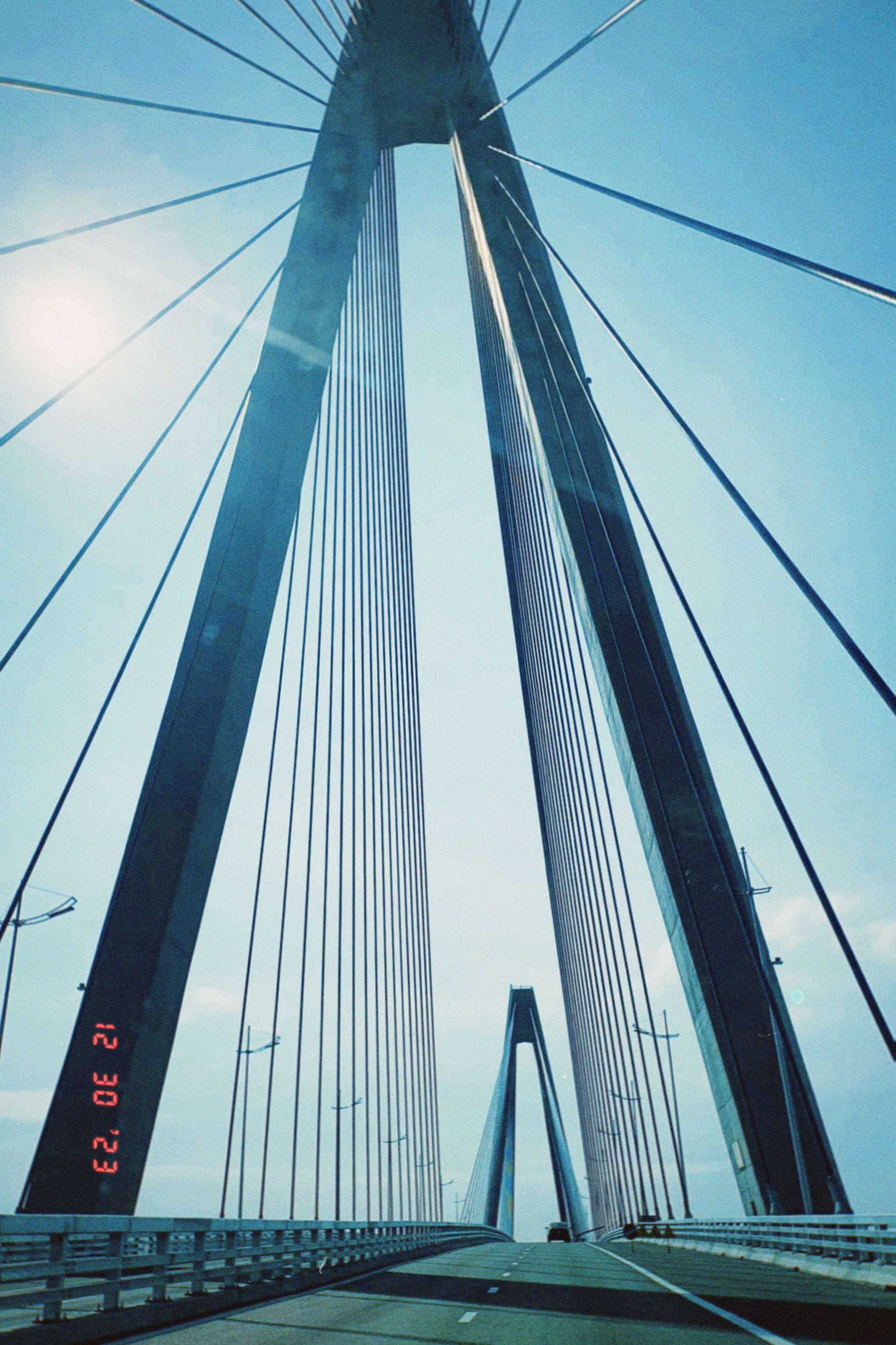
Cầu Mỹ Thuận 2 nằm trên ranh giới Tiền Giang – Vĩnh Long

Cầu Mỹ Thuận 2 là một cây cầu bắc qua sông Tiền trên tuyến đường cao tốc Bắc – Nam phía Đông, nối liền hai tỉnh Tiền Giang và Vĩnh Long, Việt Nam. Công trình có điểm đầu tại nút giao An Thái Trung, kết nối với đường cao tốc Trung Lương – Mỹ Thuận; điểm cuối tại nút giao Quốc lộ 80, kết nối với đường cao tốc Mỹ Thuận – Cần Thơ, cách cầu Mỹ Thuận khoảng 350 mét về phía thượng lưu.
Cầu được chính thức triển khai thi công vào ngày 19 tháng 8 năm 2020. Trước đó, phần đường dẫn phía tỉnh Tiền Giang đã được khởi công vào ngày 27 tháng 2 năm 2020. Cầu được khánh thành vào ngày 14 tháng 10 năm 2023. Dự án đã hoàn thành, chính thức thông xe vào ngày 24 tháng 12 năm 2023 cùng với đường cao tốc Mỹ Thuận – Cần Thơ.

### Đường cao tốc Mỹ Thuận – Cần Thơ
Đường cao tốc Mỹ Thuận – Cần Thơ có chiều dài dài 23 km; điểm đầu giao với Quốc lộ 80, kết nối với đường dẫn cầu Mỹ Thuận 2 và đường cao tốc Trung Lương – Mỹ Thuận tại thành phố Vĩnh Long, điểm cuối là nút giao Chà Và tiếp nối tạm thời với đường dẫn vào cầu Cần Thơ hiện hữu (do cầu Cần Thơ 2 hiện chưa đầu tư xây dựng).
Công trình được khởi công vào tháng 1 năm 2021, chính thức đưa vào sử dụng đoạn từ cầu Mỹ Thuận 2 đến đường tỉnh 908 vào ngày 24 tháng 12 năm 2023 cùng với cầu Mỹ Thuận 2. Đoạn từ đường tỉnh 908 đến cuối tuyến chính thức hoàn thành vào ngày 31 tháng 12 năm 2023.

### Cầu Cần Thơ 2
Cầu Cần Thơ 2 là một cây cầu bắc qua sông Hậu thuộc hệ thống đường cao tốc Bắc – Nam phía Đông nối liền thành phố Cần Thơ và tỉnh Vĩnh Long.
Công trình có điểm đầu tại nút giao Chà Và (Km 130 + 337), kết nối với đường cao tốc Mỹ Thuận – Cần Thơ và điểm cuối tại nút giao Quốc lộ 91B (Km 145), kết nối với đường cao tốc Cần Thơ – Cà Mau. Cầu đi song song với cầu Cần Thơ hiện hữu (nằm trên Quốc lộ 1).
Hiện tại, Ban quản lý dự án Mỹ Thuận thuộc Bộ GTVT đang tổ chức lập báo cáo nghiên cứu tiền khả thi dự án đầu tư xây dựng cầu Cần Thơ 2 và đường dẫn hai đầu cầu, thời gian thực hiện từ năm 2023 – 2025. Việc thi công dự kiến sẽ được triển khai trước năm 2030.

### Đường cao tốc Cần Thơ – Cà Mau
Đường cao tốc Cần Thơ – Cà Mau là đoạn đường cao tốc cuối cùng thuộc hệ thống đường cao tốc Bắc – Nam phía Đông, dài 110 km và đi qua 5 địa phương: Cần Thơ, Hậu Giang, Sóc Trăng, Bạc Liêu và Cà Mau. Điểm đầu của cao tốc là nút giao với Quốc lộ 91B. Điểm cuối giao với đường vành đai thành phố Cà Mau.
Hiện tại, dự án đã được khởi công xây dựng vào ngày 1 tháng 1 năm 2023. Đây là tuyến đường sẽ xây dựng sau cùng của tuyến đường cao tốc Bắc – Nam (Giai đoạn sau năm 2020 đầu tư xây dựng đoạn Bãi Vọt – Cam Lộ,  Quảng Ngãi – Nha Trang và Cần Thơ – Cà Mau).

## Lộ trình chi tiết

Bảng thông tin tốc độ cao tốc chung cho toàn tuyến CT01 (đoạn bốn làn xe hạn chế 90km/h)

- IC – Nút giao, JCT – Điểm lên xuống, SA – Khu vực dịch vụ (Trạm dừng nghỉ), TN – Hầm đường bộ, TG – Trạm thu phí, BR – Cầu
- Đơn vị đo khoảng cách là km.
- Lưu ý:

- Đơn vị đo khoảng cách là km.
- Những điểm trên đoạn đường nằm ngoài hệ thống CT.01 được in nghiêng, nếu điểm đó là nút giao hoặc điểm lên xuống thì được tạm xếp theo số thứ tự của điểm gần nhất kèm một chữ cái phía sau theo thứ tự xa dần.
- Tên gọi khác của nút giao được in nghiêng và gạch chân

### Phân đoạn Cửa khẩu Hữu Nghị – Pháp Vân
| Số                                                                                          | Tên                                                                                         | Khoảng cách từ đầu tuyến                                                                    | Kết nối                                                                                     | Ghi chú                                                                                     | Vị trí                                                                                      | Vị trí                                                                                      |                               |
| Kết nối với Đường cao tốc Nam Ninh – Hữu Nghị Quan (Trung Quốc) thông qua Cửa khẩu Hữu Nghị | Kết nối với Đường cao tốc Nam Ninh – Hữu Nghị Quan (Trung Quốc) thông qua Cửa khẩu Hữu Nghị | Kết nối với Đường cao tốc Nam Ninh – Hữu Nghị Quan (Trung Quốc) thông qua Cửa khẩu Hữu Nghị | Kết nối với Đường cao tốc Nam Ninh – Hữu Nghị Quan (Trung Quốc) thông qua Cửa khẩu Hữu Nghị | Kết nối với Đường cao tốc Nam Ninh – Hữu Nghị Quan (Trung Quốc) thông qua Cửa khẩu Hữu Nghị | Kết nối với Đường cao tốc Nam Ninh – Hữu Nghị Quan (Trung Quốc) thông qua Cửa khẩu Hữu Nghị | Kết nối với Đường cao tốc Nam Ninh – Hữu Nghị Quan (Trung Quốc) thông qua Cửa khẩu Hữu Nghị |                               |
| ------------------------------------------------------------------------------------------- | ------------------------------------------------------------------------------------------- | ------------------------------------------------------------------------------------------- | ------------------------------------------------------------------------------------------- | ------------------------------------------------------------------------------------------- | ------------------------------------------------------------------------------------------- | ------------------------------------------------------------------------------------------- | ----------------------------- |
| 1                                                                                           | IC Cửa khẩu Hữu Nghị                                                                        | 1.8                                                                                         | Quốc lộ 1                                                                                   | Đang thi công                                                                               | Lạng Sơn                                                                                    | Cao Lộc                                                                                     |                               |
| TG                                                                                          | Trạm thu phí                                                                                |                                                                                             |                                                                                             | Đang thi công                                                                               | Lạng Sơn                                                                                    | Cao Lộc                                                                                     |                               |
| 2                                                                                           | IC Cao Lộc                                                                                  | 5.3                                                                                         | Quốc lộ 1                                                                                   | Đang thi công                                                                               | Lạng Sơn                                                                                    | Cao Lộc                                                                                     |                               |
| 3                                                                                           | IC Lạng Sơn                                                                                 | 11.5                                                                                        | Quốc lộ 4B                                                                                  | Đang thi công                                                                               | Lạng Sơn                                                                                    | Thành phố Lạng Sơn                                                                          |                               |
| 4                                                                                           | IC.4                                                                                        | 17.8                                                                                        | Quốc lộ 1                                                                                   | Kết nối với Đường cao tốc Tiên Yên – Lạng Sơn – Cao Bằng Chưa thi công                      | Lạng Sơn                                                                                    | Cao Lộc                                                                                     |                               |
| 5                                                                                           | IC.5                                                                                        | 32.8                                                                                        | Quốc lộ 1                                                                                   | Đang thi công                                                                               | Lạng Sơn                                                                                    | Chi Lăng                                                                                    |                               |
| 6                                                                                           | IC Mai Sao                                                                                  | 44.75                                                                                       | Quốc lộ 1                                                                                   |                                                                                             | Lạng Sơn                                                                                    | Chi Lăng                                                                                    |                               |
| 7                                                                                           | IC Quốc lộ 279                                                                              | 56.6                                                                                        | Quốc lộ 279                                                                                 |                                                                                             | Lạng Sơn                                                                                    | Chi Lăng                                                                                    |                               |
| BR                                                                                          | Cầu vượt đường sắt 1                                                                        | ↓                                                                                           |                                                                                             | Vượt Đường sắt Hà Nội – Đồng Đăng                                                           | Lạng Sơn                                                                                    | Hữu Lũng                                                                                    |                               |
| 8                                                                                           | IC Hồ Sơn                                                                                   | 80.0                                                                                        | Đường tỉnh 242                                                                              |                                                                                             | Lạng Sơn                                                                                    | Hữu Lũng                                                                                    |                               |
| BR                                                                                          | Cầu Sông Thương 1                                                                           | ↓                                                                                           |                                                                                             | Vượt sông Thương                                                                            | Lạng Sơn                                                                                    | Hữu Lũng                                                                                    |                               |
| BR                                                                                          | Cầu Sông Thương 2                                                                           | ↓                                                                                           |                                                                                             | Vượt sông Thương                                                                            | Ranh giới Lạng Sơn – Bắc Ninh                                                               | Ranh giới Lạng Sơn – Bắc Ninh                                                               |                               |
| BR                                                                                          | Cầu vượt đường sắt 2                                                                        | ↓                                                                                           |                                                                                             | Vượt Đường sắt Hà Nội – Đồng Đăng                                                           | Bắc Ninh                                                                                    | Lạng Giang                                                                                  |                               |
| BR                                                                                          | Cầu vượt đường sắt và Quốc lộ 37                                                            | ↓                                                                                           |                                                                                             | Vượt Quốc lộ 37 và Đường sắt Kép – Cái Lân                                                  | Bắc Ninh                                                                                    | Lạng Giang                                                                                  |                               |
| 9                                                                                           | IC Quốc lộ 37                                                                               | 94.0                                                                                        | Quốc lộ 37                                                                                  |                                                                                             | Bắc Ninh                                                                                    | Lạng Giang                                                                                  |                               |
| 10                                                                                          | IC Xương Lâm – Thị trấn Vôi                                                                 | 102.2                                                                                       | Đường Nhật Đức                                                                              |                                                                                             | Bắc Ninh                                                                                    | Lạng Giang                                                                                  |                               |
| TG                                                                                          | Trạm thu phí                                                                                | 104.0                                                                                       |                                                                                             |                                                                                             | Bắc Ninh                                                                                    | Lạng Giang                                                                                  |                               |
| 11                                                                                          | IC Dĩnh Trì                                                                                 | 107                                                                                         | Quốc lộ 31 Quốc lộ 1                                                                        |                                                                                             | Bắc Ninh                                                                                    | Thành phố Bắc Giang                                                                         |                               |
| 12                                                                                          | IC Bắc Giang                                                                                | 117.1                                                                                       | Đường Hùng Vương                                                                            |                                                                                             | Bắc Ninh                                                                                    | Thành phố Bắc Giang                                                                         |                               |
| BR                                                                                          | Cầu Xương Giang                                                                             | ↓                                                                                           |                                                                                             | Vượt sông Thương                                                                            | Bắc Ninh                                                                                    | Thành phố Bắc Giang                                                                         |                               |
| 13                                                                                          | IC Quốc lộ 17                                                                               | 121.6                                                                                       | Quốc lộ 17                                                                                  |                                                                                             | Bắc Ninh                                                                                    | Thành phố Bắc Giang                                                                         |                               |
| 14                                                                                          | IC Đình Trám                                                                                | 126.0                                                                                       | Quốc lộ 37                                                                                  |                                                                                             | Bắc Ninh                                                                                    | Việt Yên                                                                                    |                               |
| 15                                                                                          | JCT Quang Châu                                                                              |                                                                                             |                                                                                             | Lối ra KCN Quang Châu                                                                       | Bắc Ninh                                                                                    | Việt Yên                                                                                    |                               |
| 16                                                                                          | JCT Bắc Như Nguyệt                                                                          |                                                                                             |                                                                                             | Lối vào cầu Như Nguyệt Lối ra KCN Quang Châu                                                | Bắc Ninh                                                                                    | Việt Yên                                                                                    |                               |
| BR                                                                                          | Cầu Như Nguyệt                                                                              | ↓                                                                                           |                                                                                             | Vượt sông Cầu                                                                               | Bắc Ninh                                                                                    | Ranh giới Việt Yên – Bắc Ninh                                                               | Ranh giới Việt Yên – Bắc Ninh |
| 17                                                                                          | JCT Nam Như Nguyệt                                                                          |                                                                                             |                                                                                             | Lối vào cầu Như Nguyệt Lối ra đường gom cao tốc                                             | Bắc Ninh                                                                                    | Thành phố Bắc Ninh                                                                          |                               |
| 18                                                                                          | IC Đại Phúc                                                                                 | 135.5                                                                                       | Quốc lộ 18                                                                                  |                                                                                             | Bắc Ninh                                                                                    | Thành phố Bắc Ninh                                                                          |                               |
| 19                                                                                          | IC Bồ Sơn                                                                                   | 138.2                                                                                       | Quốc lộ 38                                                                                  |                                                                                             | Bắc Ninh                                                                                    | Thành phố Bắc Ninh                                                                          |                               |
| SA                                                                                          | Cửa hàng xăng dầu số 18                                                                     | 138.7                                                                                       |                                                                                             | Hướng đi Hà Nội                                                                             | Bắc Ninh                                                                                    | Thành phố Bắc Ninh                                                                          |                               |
| 20                                                                                          | IC Khả Lễ                                                                                   | 139.5                                                                                       | Quốc lộ 18 Đường cao tốc Nội Bài – Bắc Ninh – Hạ Long                                       | Kết nối với Đường vành đai 4 (Hà Nội) Đang thi công                                         | Bắc Ninh                                                                                    | Thành phố Bắc Ninh                                                                          |                               |
| SA                                                                                          | Trạm dừng nghỉ Tiên Du                                                                      | 143.1                                                                                       |                                                                                             | Hướng đi Hà Nội                                                                             | Bắc Ninh                                                                                    | Tiên Du                                                                                     |                               |
| 21                                                                                          | IC Liên Bão                                                                                 | 143.8                                                                                       | Đường tỉnh 270                                                                              |                                                                                             | Bắc Ninh                                                                                    | Tiên Du                                                                                     |                               |
| SA                                                                                          | Trạm dừng nghỉ Tiên Du                                                                      | 145.8                                                                                       |                                                                                             | Hướng đi Bắc Giang                                                                          | Bắc Ninh                                                                                    | Tiên Du                                                                                     |                               |
| 22                                                                                          | IC Tiên Sơn                                                                                 | 147.4                                                                                       | Đường trục chính Khu công nghiệp Tiên Sơn                                                   |                                                                                             | Bắc Ninh                                                                                    | Tiên Du                                                                                     |                               |
| 23                                                                                          | IC Phật Tích                                                                                | 149.0                                                                                       | Đường Lý Thánh Tông (Đường tỉnh 295)                                                        |                                                                                             | Bắc Ninh                                                                                    | Tiên Du                                                                                     |                               |
| 24                                                                                          | JCT Đường gom                                                                               | 150.8                                                                                       | Đường gom cao tốc                                                                           | Hướng đi Bắc Giang                                                                          | Bắc Ninh                                                                                    | Từ Sơn                                                                                      |                               |
| 25                                                                                          | IC Từ Sơn                                                                                   | 151.6                                                                                       | Đường Lý Thái Tổ (Đường tỉnh 179)                                                           |                                                                                             | Bắc Ninh                                                                                    | Từ Sơn                                                                                      |                               |
| 26                                                                                          | JCT Khu công nghiệp VSIP                                                                    | 152.2                                                                                       | Khu công nghiệp VSIP Bắc Ninh Đường Hữu Nghị                                                | Lối ra đường Hữu Nghị Lối vào hướng đi Bắc Giang                                            | Bắc Ninh                                                                                    | Từ Sơn                                                                                      |                               |
| SA                                                                                          | Trạm dừng nghỉ Từ Sơn                                                                       | 152.6                                                                                       |                                                                                             | Hướng đi Hà Nội                                                                             |                                                                                             | Từ Sơn                                                                                      |                               |
| TG                                                                                          | Trạm thu phí Hà Nội – Bắc Giang                                                             | 152.6                                                                                       |                                                                                             |                                                                                             | Ranh giới Bắc Ninh – Hà Nội                                                                 | Ranh giới Bắc Ninh – Hà Nội                                                                 |                               |
| 27                                                                                          | IC Ninh Hiệp                                                                                | 153.4                                                                                       | Đường cao tốc Hà Nội – Thái Nguyên Đường vành đai 3 (Hà Nội)                                |                                                                                             | Hà Nội                                                                                      | Gia Lâm                                                                                     |                               |
| 28                                                                                          | JCT Khu công nghiệp Ninh Hiệp                                                               | 154.8                                                                                       | Khu công nghiệp Ninh Hiệp                                                                   |                                                                                             | Hà Nội                                                                                      | Gia Lâm                                                                                     |                               |
| 29                                                                                          | JCT Phù Đổng                                                                                | 156.5                                                                                       | Đường tỉnh 270                                                                              |                                                                                             | Hà Nội                                                                                      | Gia Lâm                                                                                     |                               |
| BR                                                                                          | Cầu Phù Đổng                                                                                | ↓                                                                                           |                                                                                             | Vượt sông Đuống                                                                             | Hà Nội                                                                                      | Ranh giới Gia Lâm – Long Biên                                                               |                               |
| 30                                                                                          | JCT Phúc Lợi                                                                                | 155                                                                                         | Đường Phúc Lợi                                                                              | Chỉ có lối ra đường Phúc Lợi                                                                | Hà Nội                                                                                      | Long Biên                                                                                   |                               |
| 31                                                                                          | IC Quốc lộ 5                                                                                | 155.4                                                                                       | Quốc lộ 5                                                                                   |                                                                                             | Hà Nội                                                                                      | Long Biên                                                                                   |                               |
| 32                                                                                          | IC Cổ Linh                                                                                  | 156.8                                                                                       | Đường cao tốc Hà Nội – Hải Phòng                                                            |                                                                                             | Hà Nội                                                                                      | Long Biên                                                                                   |                               |
| 33                                                                                          | JCT Bắc cầu Thanh Trì                                                                       | 157.8                                                                                       | Đê Xuân Quan                                                                                | Lối ra Đê Xuân Quan Lối vào hướng cầu Phù Đổng                                              | Hà Nội                                                                                      | Long Biên                                                                                   |                               |
| BR                                                                                          | Cầu Thanh Trì                                                                               | ↓                                                                                           |                                                                                             | Vượt sông Hồng                                                                              | Hà Nội                                                                                      | Ranh giới Long Biên – Hoàng Mai                                                             |                               |
| 34                                                                                          | JCT Nam cầu Thanh Trì                                                                       | 161.5                                                                                       |                                                                                             | Lối ra đường Lĩnh Nam Lối vào hướng cầu Thanh Trì                                           | Hà Nội                                                                                      | Hoàng Mai                                                                                   |                               |
| 35                                                                                          | JCT Lĩnh Nam                                                                                | 162.15                                                                                      | Đường Lĩnh Nam                                                                              | Lối ra đường Lĩnh Nam Lối vào hướng Pháp Vân                                                | Hà Nội                                                                                      | Hoàng Mai                                                                                   |                               |
| 36                                                                                          | JCT Tam Trinh                                                                               | 165.15                                                                                      | Đường Tam Trinh                                                                             | Lối ra đường Tam Trinh Lối vào hướng Pháp Vân                                               | Hà Nội                                                                                      | Hoàng Mai                                                                                   |                               |
| 37                                                                                          | IC Pháp Vân                                                                                 | 182.0                                                                                       | Đường cao tốc Pháp Vân – Cầu Giẽ Quốc lộ 1 Phố Bùi Huy Bích                                 | Kết nối với Đường cao tốc Pháp Vân – Cầu Giẽ                                                | Hà Nội                                                                                      | Hoàng Mai                                                                                   |                               |
| Kết nối trực tiếp với Đường vành đai 3 (Hà Nội)                                             |                                                                                             |                                                                                             |                                                                                             |                                                                                             |                                                                                             |                                                                                             |                               |
| 1.000 mi = 1.609 km; 1.000 km = 0.621 mi                                                    |                                                                                             |                                                                                             |                                                                                             |                                                                                             |                                                                                             |                                                                                             |                               |

### Phân đoạn Pháp Vân – Cần Thơ

#### Đoạn Pháp Vân – Long Thành
| Số                                         | Tên                                     | Khoảng cách từ đầu tuyến               | Kết nối                                                               | Ghi chú                                                                        | Vị trí                                     | Vị trí                                         |                             |
| Kết nối trực tiếp với phố Bùi Huy Bích     | Kết nối trực tiếp với phố Bùi Huy Bích  | Kết nối trực tiếp với phố Bùi Huy Bích | Kết nối trực tiếp với phố Bùi Huy Bích                                | Kết nối trực tiếp với phố Bùi Huy Bích                                         | Kết nối trực tiếp với phố Bùi Huy Bích     | Kết nối trực tiếp với phố Bùi Huy Bích         |                             |
| ------------------------------------------ | --------------------------------------- | -------------------------------------- | --------------------------------------------------------------------- | ------------------------------------------------------------------------------ | ------------------------------------------ | ---------------------------------------------- | --------------------------- |
| 37                                         | IC Pháp Vân                             | 182.0                                  | Đường vành đai 3 (Hà Nội) Quốc lộ 1                                   | Kết nối với Đường cao tốc Hà Nội – Bắc Giang                                   | Hà Nội                                     | Hoàng Mai                                      |                             |
| 38                                         | IC Tứ Hiệp                              | 184.7                                  | Đường Tam Trinh – Văn Điển                                            | Đang thi công                                                                  | Hà Nội                                     | Thanh Trì                                      |                             |
| TG                                         | Trạm thu phí cao tốc Pháp Vân – Cầu Giẽ | 188.1                                  |                                                                       | Thu phí liên thông với đường cao tốc Cầu Giẽ – Ninh Bình                       | Hà Nội                                     | Thanh Trì                                      |                             |
| 39                                         | IC Vành đai 4                           |                                        | Đường vành đai 4 (Hà Nội)                                             | Đang thi công                                                                  | Hà Nội                                     | Thường Tín                                     |                             |
| 40                                         | IC Thường Tín                           | 192.7                                  | Đường tỉnh 427                                                        |                                                                                | Hà Nội                                     | Thường Tín                                     |                             |
| 41                                         | IC Vạn Điểm                             | 203.7                                  | Đường tỉnh 429                                                        |                                                                                | Hà Nội                                     | Thường Tín                                     |                             |
| 42                                         | IC Đại Xuyên                            | 211.7                                  | Quốc lộ 1 Đường tỉnh 428                                              | Không có lối ra theo hướng từ Ninh Bình đi Cầu Giẽ                             | Hà Nội                                     | Phú Xuyên                                      |                             |
| TG                                         | Trạm thu phí Đại Xuyên                  | 212.4                                  |                                                                       | Bị đóng vĩnh viễn                                                              | Hà Nội                                     | Phú Xuyên                                      |                             |
| BR                                         | Cầu Sông Giẽ                            | ↓                                      |                                                                       | Vượt sông Châu Giang                                                           | Ranh giới Hà Nội – Ninh Bình               | Ranh giới Hà Nội – Ninh Bình                   |                             |
| 43                                         | IC Vực Vòng                             | 219.3                                  | Quốc lộ 38                                                            |                                                                                | Ninh Bình                                  | Duy Tiên                                       |                             |
| 44                                         | IC Phú Thứ                              | 226.5                                  | Quốc lộ 1 Đường vành đai 5 (Hà Nội)                                   | Đang thi công                                                                  | Ninh Bình                                  | Phủ Lý                                         |                             |
| TN                                         | Hầm chui nút giao Phú Thứ               | ↓                                      |                                                                       | Đang thi công                                                                  | Ninh Bình                                  | Phủ Lý                                         |                             |
| SA                                         | Trạm dừng nghỉ Tiên Hiệp                | 227.7                                  |                                                                       |                                                                                | Ninh Bình                                  | Phủ Lý                                         |                             |
| 45                                         | IC Liêm Tuyền                           | 231.8                                  | Quốc lộ 21B                                                           | Kết nối với Đường cao tốc Phủ Lý – Nam Định và Đường cao tốc Chợ Bến – Yên Mỹ  | Ninh Bình                                  | Phủ Lý                                         |                             |
| BR                                         | Cầu vượt Quốc lộ 21                     | ↓                                      |                                                                       | Vượt Quốc lộ 21 và Đường sắt Bắc Nam                                           | Ninh Bình                                  | Phủ Lý                                         |                             |
| 46                                         | IC Liêm Sơn                             | 241.3                                  | Quốc lộ 1 Đường tỉnh 495B                                             | Đang thi công                                                                  | Ninh Bình                                  | Thanh Liêm                                     |                             |
| 47                                         | IC Cao Bồ                               | 260.2                                  | Quốc lộ 10                                                            | Trạm thu phí Cao Bồ Thu phí liên thông với đường cao tốc Pháp Vân – Cầu Giẽ    | Ninh Bình                                  | Ý Yên                                          |                             |
| BR                                         | Cầu Cao Bồ                              | ↓                                      |                                                                       | Vượt Quốc lộ 10 và Đường sắt Bắc Nam                                           | Ninh Bình                                  | Ý Yên                                          |                             |
| BR                                         | Cầu Nam Bình                            | ↓                                      |                                                                       | Vượt sông Đáy                                                                  | Ninh Bình                                  | Ranh giới Ý Yên – Yên Khánh                    | Ranh giới Ý Yên – Yên Khánh |
| BR                                         | Cầu vượt Quốc lộ 10                     | ↓                                      |                                                                       | Vượt Quốc lộ 10                                                                | Ninh Bình                                  | Yên Khánh                                      |                             |
| 48                                         | IC Khánh Hòa                            | 268.7                                  | Đường Trần Nhân Tông                                                  |                                                                                | Ninh Bình                                  | Yên Khánh                                      |                             |
| SA                                         | Trạm dừng nghỉ Xuân Khiêm               | 270.1                                  |                                                                       |                                                                                | Ninh Bình                                  | Thành phố Hoa Lư                               |                             |
| BR                                         | Cầu Đông Thịnh                          | ↓                                      |                                                                       | Vượt sông Vạc                                                                  | Ninh Bình                                  | Thành phố Hoa Lư                               |                             |
| BR                                         | Cầu Mai Sơn                             | ↓                                      |                                                                       | Vượt Quốc lộ 1 và Đường sắt Bắc Nam                                            | Ninh Bình                                  | Yên Mô                                         |                             |
| 49                                         | IC Mai Sơn                              | 275.3                                  | Quốc lộ 1 (Đường tránh Ninh Bình – Đường tỉnh 491)                    | Kết nối với Đường cao tốc Ninh Bình – Hải Phòng                                | Ninh Bình                                  | Yên Mô                                         |                             |
| BR                                         | Cầu vượt Quốc lộ 12B                    | ↓                                      |                                                                       | Vượt Quốc lộ 12B                                                               | Ninh Bình                                  | Tam Điệp                                       |                             |
| 50                                         | IC Đồng Giao                            | 283.8                                  | Đường tỉnh 492 (Đường Đông – Tây Ninh Bình)                           |                                                                                |                                            | Tam Điệp                                       |                             |
| TN                                         | Hẩm đường bộ Tam Điệp                   | ↓                                      |                                                                       |                                                                                | Ranh giới Ninh Bình – Thanh Hóa            | Ranh giới Ninh Bình – Thanh Hóa                |                             |
| 51                                         | IC Gia Miêu                             | 296.8                                  | Đường tỉnh 522 (Quốc lộ 217B)                                         |                                                                                | Thanh Hóa                                  | Hà Trung                                       |                             |
| TN                                         | Hẩm đường bộ Thung Thi                  | ↓                                      |                                                                       |                                                                                | Thanh Hóa                                  | Hà Trung                                       |                             |
| 52                                         | IC Hà Lĩnh                              | 305.4                                  | Quốc lộ 217                                                           |                                                                                | Thanh Hóa                                  | Hà Trung                                       |                             |
| BR                                         | Cầu Vĩnh An                             | ↓                                      |                                                                       | Vượt sông Mã                                                                   | Thanh Hóa                                  | Ranh giới Vĩnh Lộc – Yên Định                  |                             |
| 53                                         | IC Thiệu Giang                          | 315.4                                  | Quốc lộ 1 Quốc lộ 45                                                  |                                                                                | Thanh Hóa                                  | Thiệu Hóa                                      |                             |
| BR                                         | Cầu Núi Đọ                              | ↓                                      |                                                                       | Vượt sông Chu                                                                  | Thanh Hóa                                  | Thiệu Hóa                                      |                             |
| BR                                         | Cầu vượt Quốc lộ 45                     | ↓                                      |                                                                       | Vượt Quốc lộ 45                                                                | Thanh Hóa                                  | Thành phố Thanh Hóa                            |                             |
| 54                                         | IC Đông Xuân                            | 326.9                                  | Quốc lộ 47                                                            |                                                                                | Thanh Hóa                                  | Thành phố Thanh Hóa                            |                             |
| BR                                         | Cầu vượt Quốc lộ 47                     | ↓                                      |                                                                       | Vượt Quốc lộ 47                                                                | Thanh Hóa                                  | Thành phố Thanh Hóa                            |                             |
| SA                                         | Trạm dừng nghỉ                          | 329.7                                  |                                                                       | Đã hoàn thiện thi công các hạng mục tạm thời                                   | Thanh Hóa                                  | Thành phố Thanh Hóa                            |                             |
| BR                                         | Cầu Gốm                                 | ↓                                      |                                                                       | Vượt sông Hoàng Giang                                                          | Thanh Hóa                                  | Triệu Sơn                                      |                             |
| 55                                         | IC Đồng Thắng                           | 335.4                                  | Đường Nghi Sơn – Thọ Xuân Đường vành đai phía Tây thành phố Thanh Hóa |                                                                                | Thanh Hóa                                  | Triệu Sơn                                      |                             |
| -                                          | Tân Phúc                                | 338.6                                  | Đường Nghi Sơn – Thọ Xuân                                             | Không thi công nút giao                                                        | Thanh Hóa                                  | Nông Cống                                      |                             |
| BR                                         | Cầu vượt Quốc lộ 47C                    | ↓                                      |                                                                       | Vượt Quốc lộ 47C                                                               | Thanh Hóa                                  | Nông Cống                                      |                             |
| BR                                         | Cầu vượt Quốc lộ 45                     | ↓                                      |                                                                       | Vượt Quốc lộ 45                                                                | Thanh Hóa                                  | Nông Cống                                      |                             |
| BR                                         | Cầu Sông Yên                            | ↓                                      |                                                                       | Vượt sông Yên                                                                  | Thanh Hóa                                  | Nông Cống                                      |                             |
| 56                                         | IC Vạn Thiện                            | 351.3                                  | Đường Tố Hữu Quốc lộ 45                                               |                                                                                | Thanh Hóa                                  | Nông Cống                                      |                             |
| -                                          | IC Yên Mỹ                               |                                        | Đường tỉnh 513                                                        | Được đề xuất                                                                   | Thanh Hóa                                  | Nông Cống                                      |                             |
| BR                                         | Cầu Yên Mỹ                              | ↓                                      |                                                                       | Vượt hồ Yên Mỹ                                                                 | Thanh Hóa                                  | Ranh giới Nông Cống – Nghi Sơn                 |                             |
| 57                                         | IC Tân Trường                           | 379.5                                  | Đường Lê Lai (Đường Nghi Sơn – Bãi Trành)ư                            |                                                                                | Thanh Hóa                                  | Nghi Sơn                                       |                             |
| TN                                         | Hầm đường bộ Trường Vinh                | ↓                                      |                                                                       |                                                                                | Ranh giới Thanh Hóa – Nghệ An              | Ranh giới Thanh Hóa – Nghệ An                  |                             |
| 58                                         | IC Quỳnh Vinh                           | 390.0                                  | Quốc lộ 36                                                            |                                                                                | Nghệ An                                    | Hoàng Mai                                      |                             |
| BR                                         | Cầu Hoàng Mai 2                         | ↓                                      |                                                                       | Vượt sông Hoàng Mai                                                            | Nghệ An                                    | Hoàng Mai                                      |                             |
| BR                                         | Cầu Quỳnh Tân                           | ↓                                      |                                                                       | Vượt Quốc lộ 48E                                                               | Nghệ An                                    | Quỳnh Lưu                                      |                             |
| 59                                         | IC Quỳnh Mỹ                             | 405.7                                  | Quốc lộ 48B                                                           |                                                                                | Nghệ An                                    | Quỳnh Lưu                                      |                             |
| SA                                         | Trạm dừng nghỉ                          | 427.0                                  |                                                                       | Chưa thi công                                                                  | Nghệ An                                    | Diễn Châu                                      |                             |
| 60                                         | IC Diễn Cát                             | 429.7                                  | Quốc lộ 7                                                             |                                                                                | Nghệ An                                    | Diễn Châu                                      |                             |
| TG                                         | Trạm thu phí                            | 430.5                                  |                                                                       |                                                                                | Nghệ An                                    | Diễn Châu                                      |                             |
| BR                                         | Cầu Xuân Dương 1                        | ↓                                      |                                                                       | Vượt kênh Xuân Dương                                                           | Nghệ An                                    | Diễn Châu                                      |                             |
| BR                                         | Cầu Xuân Dương 2                        | ↓                                      |                                                                       | Vượt hồ Xuân Dương                                                             | Nghệ An                                    | Diễn Châu                                      |                             |
| TN                                         | Hầm đường bộ Thần Vũ                    | ↓                                      |                                                                       | Hoàn thiện 1 nhánh hầm ở giai đoạn 1                                           | Nghệ An                                    | Ranh giới Diễn Châu – Nghi Lộc                 |                             |
| SA                                         | Trạm dừng nghỉ tạm                      |                                        | Cửa hầm Thần Vũ                                                       | Đang thi công                                                                  | Nghệ An                                    | Nghi Lộc                                       |                             |
| BR                                         | Cầu Ồ Ồ                                 | ↓                                      |                                                                       | Vượt hồ Ồ Ồ                                                                    | Nghệ An                                    | Nghi Lộc                                       |                             |
| 61                                         | IC Nghi Đồng                            | 445.8                                  | Đường tỉnh 534B (Quốc lộ 7C)                                          |                                                                                | Nghệ An                                    | Nghi Lộc                                       |                             |
| 62                                         | IC Quốc lộ 46A                          | 458.8                                  | Quốc lộ 46A                                                           | Kết nối với Đường cao tốc Vinh – Thanh Thủy Chưa thi công                      | Nghệ An                                    | Hưng Nguyên                                    |                             |
| BR                                         | Cầu Sông Đào 1                          | ↓                                      |                                                                       | Vượt sông Đào                                                                  | Nghệ An                                    | Hưng Nguyên                                    |                             |
| BR                                         | Cầu Sông Đào 2                          | ↓                                      |                                                                       | Vượt sông Đào                                                                  | Nghệ An                                    | Hưng Nguyên                                    |                             |
| BR                                         | Cầu Sông Đào 3                          | ↓                                      |                                                                       | Vượt sông Đào                                                                  | Nghệ An                                    | Hưng Nguyên                                    |                             |
| BR                                         | Cầu Hưng Thịnh 1                        | ↓                                      |                                                                       | Vượt Đường sắt Bắc Nam                                                         | Nghệ An                                    | Hưng Nguyên                                    |                             |
| BR                                         | Cầu Hưng Đức                            | ↓                                      |                                                                       | Vượt sông Lam                                                                  | Ranh giới Nghệ An – Hà Tĩnh                | Ranh giới Nghệ An – Hà Tĩnh                    |                             |
| SA                                         | Trạm dừng nghỉ                          | 478.2                                  |                                                                       | Chưa thi công                                                                  | Hà Tĩnh                                    | Đức Thọ                                        |                             |
| TG                                         | Trạm thu phí                            | 479.2                                  |                                                                       |                                                                                | Hà Tĩnh                                    | Đức Thọ                                        |                             |
| 63                                         | IC Bãi Vọt                              | 479.3                                  | Quốc lộ 8                                                             |                                                                                | Hà Tĩnh                                    | Đức Thọ                                        |                             |
| 64                                         | IC Đường tỉnh 548                       | 494.6                                  | Đường tỉnh 548                                                        |                                                                                | Hà Tĩnh                                    | Can Lộc                                        |                             |
| 65                                         | IC Lưu Vĩnh Sơn                         | 508.8                                  | Đường tỉnh 550                                                        |                                                                                | Hà Tĩnh                                    | Thạch Hà                                       |                             |
| -                                          | Hàm Nghi                                | 514.4                                  | Đường Hàm Nghi                                                        | Không thi công nút giao                                                        | Hà Tĩnh                                    | Thành phố Hà Tĩnh                              |                             |
| 66                                         | IC Cẩm Quan                             | 523.3                                  | Quốc lộ 1                                                             |                                                                                | Hà Tĩnh                                    | Cẩm Xuyên                                      |                             |
| SA                                         | Trạm dừng nghỉ                          | 534.3                                  |                                                                       | Chưa thi công                                                                  | Hà Tĩnh                                    | Cẩm Xuyên                                      |                             |
| 67                                         | IC Kỳ Trung                             | 555.5                                  |                                                                       |                                                                                | Hà Tĩnh                                    | Huyện Kỳ Anh                                   |                             |
| 68                                         | IC Quảng Hợp                            | 584.9                                  | Đường tỉnh 558B                                                       | Chưa thi công                                                                  | Hà Tĩnh                                    | Huyện Kỳ Anh                                   |                             |
| 69                                         | IC Vũng Áng                             | 568.5                                  | Quốc lộ 12C                                                           |                                                                                | Hà Tĩnh                                    | Thị xã Kỳ Anh                                  |                             |
| TN                                         | Hầm đường bộ Đèo Bụt                    | ↓                                      |                                                                       | Hoàn thiện 1 nhánh hầm ở giai đoạn 1                                           | Hà Tĩnh                                    | Ranh giới Thị xã Kỳ Anh – Huyện Kỳ Anh         |                             |
| SA                                         | Trạm dừng nghỉ                          | 594.4                                  |                                                                       | Chưa thi công                                                                  | Quảng Trị                                  | Quảng Trạch                                    |                             |
| 70                                         | IC Tiến – Châu – Văn Hoá                | 597.9                                  | Đường Tiến – Châu – Văn Hoá                                           |                                                                                | Quảng Trị                                  | Quảng Trạch                                    |                             |
| 71                                         | IC Quốc lộ 12A                          | 605.8                                  | Quốc lộ 12A                                                           |                                                                                | Quảng Trị                                  | Quảng Trạch                                    |                             |
| BR                                         | Cầu Sông Gianh                          | ↓                                      | Vượt sông Gianh                                                       |                                                                                | Quảng Trị                                  | Ba Đồn                                         |                             |
| BR                                         | Cầu Minh Lệ                             | ↓                                      | Vượt Đường sắt Bắc Nam và sông Nan                                    |                                                                                | Quảng Trị                                  | Ba Đồn                                         |                             |
| BR                                         | Cầu Sông Son                            | ↓                                      | Vượt sông Son                                                         |                                                                                | Quảng Trị                                  | Ba Đồn                                         |                             |
| BR                                         | Cầu vượt đường HCM                      | 623.85                                 |                                                                       |                                                                                | Quảng Trị                                  | Bố Trạch                                       |                             |
| -                                          | Bùng                                    | 625                                    |                                                                       |                                                                                | Quảng Trị                                  | Bố Trạch                                       |                             |
| 72                                         | IC Cự Nẫm                               | 626.7                                  |                                                                       |                                                                                | Quảng Trị                                  | Bố Trạch                                       |                             |
| 73                                         | IC Việt Trung                           | 643.5                                  | Đường tỉnh 563                                                        |                                                                                | Quảng Trị                                  | Bố Trạch                                       |                             |
| SA                                         | Trạm dừng nghỉ                          | 651                                    |                                                                       | Chưa thi công                                                                  | Quảng Trị                                  | Đồng Hới                                       |                             |
| 74                                         | IC Nhật Lệ 2                            | 657.85                                 | Đường Hồ Chí Minh và Quốc lộ 1                                        |                                                                                | Quảng Trị                                  | Đồng Hới                                       |                             |
| BR                                         | Cầu Long Đại 2                          | ↓                                      |                                                                       | Vượt sông Long Đại                                                             | Quảng Trị                                  | Quảng Ninh                                     |                             |
| 75                                         | IC Vạn Ninh                             | 674.6                                  | Quốc lộ 9B                                                            |                                                                                | Quảng Trị                                  | Quảng Ninh                                     |                             |
| 76                                         | IC Quốc lộ 9C                           | 690.5                                  | Quốc lộ 9C                                                            |                                                                                | Quảng Trị                                  | Lệ Thủy                                        |                             |
| 77                                         | IC Bến Quan                             | 713.3                                  | Quốc lộ 9D                                                            | Đang thi công                                                                  | Quảng Trị                                  | Vĩnh Linh                                      |                             |
| BR                                         | Cầu Bến Quan                            | ↓                                      | Vượt sông Sa Lung                                                     |                                                                                | Quảng Trị                                  | Vĩnh Linh                                      |                             |
| BR                                         | Cầu Bến Tắt                             | ↓                                      | Vượt sông Bến Hải                                                     |                                                                                | Quảng Trị                                  | Ranh giới Vĩnh Linh – Gio Linh                 |                             |
| SA                                         | Trạm dừng nghỉ                          | 725.5                                  |                                                                       | Đang thi công                                                                  | Quảng Trị                                  | Gio Linh                                       |                             |
| 78                                         | IC Đường tỉnh 75                        | 727.3                                  | Đường tỉnh 75                                                         | Đang thi công                                                                  | Quảng Trị                                  | Gio Linh                                       |                             |
| 79                                         | IC Cam Lộ                               | 739.5                                  | Quốc lộ 9 (cũ)                                                        |                                                                                | Quảng Trị                                  | Cam Lộ                                         |                             |
| -                                          | IC CT.19                                |                                        | Đường cao tốc Cam Lộ – Lao Bảo                                        | Chưa thi công                                                                  | Quảng Trị                                  | Cam Lộ                                         |                             |
| TG                                         | Trạm thu phí Cam Lộ                     |                                        |                                                                       | Chưa thi công                                                                  | Quảng Trị                                  | Cam Lộ                                         |                             |
| BR                                         | Cầu Thạch Hãn                           | ↓                                      |                                                                       | Vượt sông Thạch Hãn                                                            | Quảng Trị                                  | Ranh giới Triệu Phong – Thị xã Quảng Trị       |                             |
| 80                                         | IC Quốc lộ 15D                          | 769.6                                  | Quốc lộ 15D                                                           |                                                                                | Quảng Trị                                  | Hải Lăng                                       |                             |
| BR                                         | Cầu Thác Ma                             | ↓                                      |                                                                       | Vượt sông Thác Ma                                                              | Quảng Trị                                  | Hải Lăng                                       |                             |
| BR                                         | Cầu Ô Lâu                               | ↓                                      |                                                                       | Vượt sông Ô Lâu                                                                | Huế                                        | Thị xã Phong Điền                              |                             |
| 81                                         | IC Đường tỉnh 9B                        | 708.8                                  | Đường tỉnh 9B                                                         |                                                                                | Huế                                        | Thị xã Phong Điền                              |                             |
| BR                                         | Cầu Sông Rô                             | ↓                                      |                                                                       | Vượt sông Rô                                                                   | Huế                                        | Ranh giới Thị xã Phong Điền – Thị xã Hương Trà |                             |
| SA                                         | Trạm dừng nghỉ                          | 803.5                                  |                                                                       | Hướng Nam – Bắc Đang thi công                                                  | Huế                                        | Thị xã Hương Trà                               |                             |
| 82                                         | IC Bắc Tránh Huế                        | 809                                    | Quốc lộ 1 (Đường tránh Huế) Quốc lộ 49                                |                                                                                | Huế                                        | Phú Xuân                                       |                             |
| BR                                         | Cầu Tuần 2                              | ↓                                      |                                                                       | Vượt sông Hương                                                                | Huế                                        | Ranh giới Phú Xuân – Thuận Hóa                 |                             |
| SA                                         | Trạm dừng nghỉ                          | 815.6                                  |                                                                       | Hướng Bắc – Nam Đang thi công                                                  | Huế                                        | Thị xã Hương Thủy                              |                             |
| 83                                         | IC La Sơn                               | 837.9                                  | Đường tỉnh 14B                                                        |                                                                                | Huế                                        | Phú Lộc                                        |                             |
| 84                                         | IC Khe Tre                              |                                        | Đường tỉnh 14B                                                        |                                                                                | Huế                                        | Phú Lộc                                        |                             |
| TN                                         | Hầm đường bộ Mũi Trâu                   | ↓                                      |                                                                       |                                                                                | Đà Nẵng                                    | Hòa Vang                                       |                             |
| BR                                         | Cầu Sông Nam                            | ↓                                      |                                                                       | Vượt sông Nam                                                                  | Đà Nẵng                                    | Hòa Vang                                       |                             |
| 85                                         | IC Hòa Liên                             | 903.5                                  | Quốc lộ 1 (Đường tránh Nam Hải Vân)                                   |                                                                                | Đà Nẵng                                    | Hòa Vang                                       |                             |
| -                                          | IC CT.21                                |                                        | Đường cao tốc Đà Nẵng – Ngọc Hồi – Bờ Y                               | Chưa thi công                                                                  | Đà Nẵng                                    | Hòa Vang                                       |                             |
| 86                                         | IC Túy Loan                             | 924.5                                  | Quốc lộ 14B Quốc lộ 1 (Đường tránh Nam Hải Vân)                       |                                                                                | Đà Nẵng                                    | Hòa Vang                                       |                             |
| BR                                         | Cầu Túy Loan                            | ↓                                      |                                                                       | Vượt sông Túy Loan                                                             | Đà Nẵng                                    | Hòa Vang                                       |                             |
| BR                                         | Cầu Cẩm Lệ                              | ↓                                      |                                                                       | Vượt sông Cẩm Lệ                                                               | Đà Nẵng                                    | Hòa Vang                                       |                             |
| TG                                         | Trạm thu phí Túy Loan                   | 928.5                                  |                                                                       |                                                                                | Đà Nẵng                                    | Hòa Vang                                       |                             |
| 87                                         | IC Phong Thử (Mỹ Sơn)                   | 937.6                                  | Đường tỉnh 720                                                        |                                                                                | Đà Nẵng                                    | Điện Bàn                                       |                             |
| BR                                         | Cầu Kỳ Lam                              | ↓                                      |                                                                       | Vượt sông Thu Bồn                                                              | Đà Nẵng                                    | Điện Bàn                                       |                             |
| BR                                         | Cầu Chiêm Sơn                           | ↓                                      |                                                                       | Vượt sông Thu Bồn                                                              | Đà Nẵng                                    | Ranh giới Điện Bàn – Duy Xuyên                 |                             |
| TN                                         | Hầm đường bộ Núi Eo                     | ↓                                      |                                                                       |                                                                                | Đà Nẵng                                    | Duy Xuyên                                      |                             |
| SA                                         | Trạm dừng nghỉ                          |                                        |                                                                       | Đang thi công                                                                  | Đà Nẵng                                    | Quế Sơn                                        |                             |
| 88                                         | IC Hà Lam                               | 965.6                                  | Quốc lộ 14E                                                           |                                                                                | Đà Nẵng                                    | Thăng Bình                                     |                             |
| 89                                         | IC Tam Kỳ                               |                                        | Quốc lộ 40B                                                           |                                                                                | Đà Nẵng                                    | Phù Ninh                                       |                             |
| SA                                         | Trạm dừng nghỉ                          |                                        |                                                                       | Đang thi công                                                                  | Đà Nẵng                                    | Tam Kỳ                                         |                             |
| BR                                         | Cầu Tam Kỳ                              | ↓                                      |                                                                       | Vượt sông Tam Kỳ                                                               | Đà Nẵng                                    | Ranh giới Tam Kỳ – Núi Thành                   |                             |
| 90                                         | IC Chu Lai                              | 1009.2                                 | Quốc lộ 1                                                             |                                                                                | Đà Nẵng                                    | Núi Thành                                      |                             |
| SA                                         | Trạm dừng nghỉ                          |                                        |                                                                       | Đang thi công                                                                  | Đà Nẵng                                    | Núi Thành                                      |                             |
| 91                                         | IC Dung Quất                            | 1029                                   | Quốc lộ 1                                                             | Đang thi công                                                                  | Quảng Ngãi                                 | Bình Sơn                                       |                             |
| -                                          | IC CT.22                                |                                        | Đường cao tốc Quảng Nam – Quảng Ngãi                                  | Chưa thi công                                                                  | Quảng Ngãi                                 | Bình Sơn                                       |                             |
| BR                                         |                                         | ↓                                      |                                                                       | Vượt sông Trà Bồng                                                             | Quảng Ngãi                                 | Bình Sơn                                       |                             |
| 92                                         | IC Bắc Quảng Ngãi                       | 1051.3                                 | Quốc lộ 24B                                                           |                                                                                | Quảng Ngãi                                 | Sơn Tịnh                                       |                             |
| BR                                         | Cầu Trà Khúc                            | ↓                                      |                                                                       | Vượt sông Trà Khúc                                                             | Quảng Ngãi                                 | Ranh giới Sơn Tịnh – Tư Nghĩa                  |                             |
| TG                                         | Trạm thu phí Quảng Ngãi                 | 1057                                   |                                                                       |                                                                                | Quảng Ngãi                                 | Tư Nghĩa                                       |                             |
| -                                          | Nam Quảng Ngãi                          | 1064                                   | Đường vành đai thành phố Quảng Ngãi                                   |                                                                                | Quảng Ngãi                                 | Tư Nghĩa                                       |                             |
| 93                                         | IC Nghĩa Hành                           | 1065.5                                 | Quốc lộ 1                                                             | Đang thi công                                                                  | Quảng Ngãi                                 | Nghĩa Hành                                     |                             |
| SA                                         | Trạm dừng nghỉ                          | 1078.6                                 |                                                                       | Chưa thi công                                                                  | Quảng Ngãi                                 | Nghĩa Hành                                     |                             |
| 94                                         | IC Đường tỉnh 624B                      | 1083.3                                 | Đường tỉnh 624B                                                       | Đang thi công                                                                  | Quảng Ngãi                                 | Nghĩa Hành                                     |                             |
| BR                                         | Cầu Sông Vệ                             | ↓                                      |                                                                       | Vượt sông Vệ Đang thi công                                                     | Quảng Ngãi                                 | Nghĩa Hành                                     |                             |
| 95                                         | IC Quốc lộ 24                           | 1098.3                                 | Quốc lộ 24                                                            | Đang thi công                                                                  | Quảng Ngãi                                 | Đức Phổ                                        |                             |
| 96                                         | IC Đức Phổ                              | 1108.65                                | Quốc lộ 1                                                             | Đang thi công                                                                  | Quảng Ngãi                                 | Đức Phổ                                        |                             |
| TN                                         | Hầm đường bộ số 1                       | ↓                                      |                                                                       | Đang thi công Hoàn thiện 1 nhánh hầm ở giai đoạn 1                             | Quảng Ngãi                                 | Đức Phổ                                        |                             |
| 97                                         | IC Sa Huỳnh                             | 1114                                   | Quốc lộ 1                                                             | Đang thi công                                                                  | Quảng Ngãi                                 | Đức Phổ                                        |                             |
| TN                                         | Hầm đường bộ số 2                       | ↓                                      |                                                                       | Đang thi công Hoàn thiện 1 nhánh hầm ở giai đoạn 1                             | Quảng Ngãi                                 | Đức Phổ                                        |                             |
| TN                                         | Hầm đường bộ số 3                       | ↓                                      |                                                                       | Đang thi công Hoàn thiện 1 nhánh hầm ở giai đoạn 1                             | Ranh giới Quảng Ngãi – Gia Lai             | Ranh giới Quảng Ngãi – Gia Lai                 |                             |
| SA                                         | Trạm dừng nghỉ                          | 1141.8                                 |                                                                       | Chưa thi công                                                                  | Gia Lai                                    | Hoài Nhơn                                      |                             |
| 98                                         | IC Hoài Nhơn                            | 1152                                   | Đường tỉnh 639                                                        | Đang thi công                                                                  | Gia Lai                                    | Hoài Nhơn                                      |                             |
| 99                                         | IC Đường tỉnh 629                       | 1153.3                                 | Đường tỉnh 629                                                        | Đang thi công                                                                  | Gia Lai                                    | Phù Mỹ                                         |                             |
| 100                                        | IC Phù Mỹ                               | 1177.8                                 | Đường tỉnh 638                                                        | Đang thi công                                                                  | Gia Lai                                    | Phù Mỹ                                         |                             |
| SA                                         | Trạm dừng nghỉ                          | 1187.5                                 |                                                                       | Chưa thi công                                                                  | Gia Lai                                    | Phù Mỹ                                         |                             |
| 101                                        | IC Đường tỉnh 634                       | 1197                                   | Đường tỉnh 634                                                        | Đang thi công                                                                  | Gia Lai                                    | Phù Mỹ                                         |                             |
| BR                                         | Cầu La Tinh                             | ↓                                      |                                                                       | Vượt sông La Tinh Đang thi công                                                | Gia Lai                                    | Phù Mỹ                                         |                             |
| 102                                        | IC Quốc lộ 19B                          | 1207.6                                 | Quốc lộ 19B                                                           | Đang thi công                                                                  | Gia Lai                                    | Tây Sơn                                        |                             |
| 103                                        | IC Quốc lộ 19                           | 1221                                   | Quốc lộ 19                                                            | Đang thi công                                                                  | Gia Lai                                    | An Nhơn                                        |                             |
| TN                                         | Hầm đường bộ Sơn Triệu                  | ↓                                      |                                                                       | Đang thi công                                                                  | Gia Lai                                    | An Nhơn                                        |                             |
| 104                                        | IC Quốc lộ 19C                          | 1237.6                                 | Quốc lộ 19C                                                           | Đang thi công                                                                  | Gia Lai                                    | Tuy Phước                                      |                             |
| 105                                        | IC Bắc Cù Mông                          | 1240                                   | Quốc lộ 1                                                             | Đang thi công                                                                  | Gia Lai                                    | Quy Nhơn                                       |                             |
| TG                                         | Trạm thu phí Hầm Cù Mông                | ↓                                      |                                                                       | Chỉ thu phí ra vào hầm đường bộ Cù Mông                                        | Gia Lai                                    | Quy Nhơn                                       |                             |
| TN                                         | Hầm đường bộ Cù Mông                    | ↓                                      |                                                                       | Hoàn thiện 1 nhánh hầm ở giai đoạn 1                                           | Ranh giới Gia Lai – Đắk Lắk                | Ranh giới Gia Lai – Đắk Lắk                    |                             |
| 106                                        | IC Nam Cù Mông                          | 1243                                   | Quốc lộ 1                                                             | Đang thi công                                                                  | Đắk Lắk                                    | Sông Cầu                                       |                             |
| 107                                        | IC Đường tỉnh 644                       | 1264.5                                 | Đường tỉnh 644                                                        | Đang thi công                                                                  | Đắk Lắk                                    | Sông Cầu                                       |                             |
| -                                          | Chí Thạnh                               | 1287                                   |                                                                       | Đang thi công                                                                  | Đắk Lắk                                    | Tuy An                                         |                             |
| 108                                        | IC Chí Thạnh                            | 1288.1                                 | Quốc lộ 1                                                             | Đang thi công                                                                  | Đắk Lắk                                    | Tuy An                                         |                             |
| TN                                         | Hầm đường bộ Tuy An                     | ↓                                      |                                                                       | Đang thi công Hoàn thiện 1 nhánh hầm ở giai đoạn 1                             | Đắk Lắk                                    | Tuy An                                         |                             |
| 109                                        | IC Nguyễn Hữu Thọ                       | 1311                                   | Quốc lộ 1 (Tuyến tránh Tuy Hòa)                                       | Đang thi công                                                                  | Đắk Lắk                                    | Tuy Hòa                                        |                             |
| SA                                         | Trạm dừng nghỉ                          | 1320.1                                 |                                                                       | Chưa thi công                                                                  | Đắk Lắk                                    | Phú Hòa                                        |                             |
| BR                                         | Cầu Đà Rằng                             | ↓                                      |                                                                       | Vượt sông Đà Rằng Đang thi công                                                | Đắk Lắk                                    | Ranh giới Phú Hòa – Tây Hòa                    |                             |
| 110                                        | IC Quốc lộ 29                           | 1322.5                                 | Quốc lộ 29                                                            | Đang thi công                                                                  | Đắk Lắk                                    | Đông Hòa                                       |                             |
| 111                                        | IC Hoà Tâm                              | 1330                                   | Quốc lộ 1                                                             | Đang thi công                                                                  | Đắk Lắk                                    | Đông Hòa                                       |                             |
| 112                                        | IC Hảo Sơn                              | 1335                                   | Quốc lộ 1                                                             | Đang thi công                                                                  | Đắk Lắk                                    | Đông Hòa                                       |                             |
| TG                                         | Trạm thu phí Hầm Đèo Cả                 | ↓                                      |                                                                       | Chỉ thu phí ra vào hầm đường bộ Đèo Cả                                         | Đắk Lắk                                    | Đông Hòa                                       |                             |
| TN                                         | Hầm đường bộ Đèo Cả                     | ↓                                      |                                                                       |                                                                                | Ranh giới Đắk Lắk – Khánh Hòa              | Ranh giới Đắk Lắk – Khánh Hòa                  |                             |
| TN                                         | Hầm đường bộ Cổ Mã                      | ↓                                      |                                                                       |                                                                                | Khánh Hòa                                  | Vạn Ninh                                       |                             |
| 113                                        | IC Vân Phong                            | 1348                                   | Quốc lộ 1                                                             | Đang thi công                                                                  | Khánh Hòa                                  | Vạn Ninh                                       |                             |
| 114                                        | IC Vạn Giã                              | 1363                                   | Quốc lộ 1                                                             |                                                                                | Khánh Hòa                                  | Vạn Ninh                                       |                             |
| BR                                         | Cầu Sông Lốp                            | ↓                                      |                                                                       | Vượt sông Lốp                                                                  | Khánh Hòa                                  | Ninh Hòa                                       |                             |
| 115                                        | IC CT.24                                |                                        | Đường cao tốc Khánh Hòa – Buôn Ma Thuột                               | Đang thi công                                                                  | Khánh Hòa                                  | Ninh Hòa                                       |                             |
| 116                                        | IC Quốc lộ 26                           | 1388                                   | Quốc lộ 26                                                            |                                                                                | Khánh Hòa                                  | Ninh Hòa                                       |                             |
| BR                                         | Cầu Sông Cái                            | ↓                                      |                                                                       | Vượt sông Cái Ninh Hòa                                                         | Khánh Hòa                                  | Ninh Hòa                                       |                             |
| SA                                         | Trạm dừng nghỉ                          | 1397.9                                 |                                                                       | Chưa thi công                                                                  | Khánh Hòa                                  | Ninh Hòa                                       |                             |
| BR                                         | Cầu Sông Chò                            | ↓                                      |                                                                       | Vượt sông Chò                                                                  | Khánh Hòa                                  | Khánh Vĩnh                                     |                             |
| BR                                         | Cầu Sông Cái                            | ↓                                      |                                                                       | Vượt sông Cái Nha Trang                                                        | Khánh Hòa                                  | Diên Khánh                                     |                             |
| -                                          | IC CT.25                                | 1433.0                                 | Đường cao tốc Nha Trang – Liên Khương                                 | Chưa thi công                                                                  | Khánh Hòa                                  | Diên Khánh                                     |                             |
| 117                                        | IC Diên Thọ                             | 1435.9                                 | Quốc lộ 27C Đường Cao Bá Quát/Võ Nguyên Giáp                          | Trạm thu phí Diên Thọ Thu phí liên thông với đường cao tốc Cam Lâm – Vĩnh Hảo  | Khánh Hòa                                  | Diên Khánh                                     |                             |
| 118                                        | IC Suối Dầu                             |                                        | Đường tỉnh 657K Đường Hòn Bà                                          |                                                                                | Khánh Hòa                                  | Cam Lâm                                        |                             |
| BR                                         | Cầu Suối Dầu                            | ↓                                      |                                                                       | Vượt suối Dầu                                                                  | Khánh Hòa                                  | Cam Lâm                                        |                             |
| SA                                         | Trạm dừng nghỉ                          |                                        |                                                                       | Chưa thi công                                                                  | Khánh Hòa                                  | Cam Lâm                                        |                             |
| 119                                        | IC Cam Lâm                              | 1460.7                                 | Quốc lộ 1                                                             |                                                                                | Khánh Hòa                                  | Cam Lâm                                        |                             |
| TN                                         | Hầm đường bộ Dốc Sạn                    | ↓                                      |                                                                       |                                                                                | Khánh Hòa                                  | Cam Ranh                                       |                             |
| 120                                        | IC Cam Ranh                             | 1480.1                                 | Quốc lộ 27B                                                           |                                                                                | Khánh Hòa                                  | Cam Ranh                                       |                             |
| BR                                         | Cầu Sông Trầu                           | ↓                                      |                                                                       | Vượt sông Trầu                                                                 | Khánh Hòa                                  | Thuận Bắc                                      |                             |
| 121                                        | IC Du Long                              | 1495.3                                 | Quốc lộ 1                                                             |                                                                                | Khánh Hòa                                  | Thuận Bắc                                      |                             |
| SA                                         | Trạm dừng nghỉ                          | 1497.5                                 |                                                                       | Chưa thi công                                                                  | Khánh Hòa                                  | Thuận Bắc                                      |                             |
| 122                                        | IC Phan Rang                            | 1518.9                                 | Quốc lộ 27                                                            |                                                                                | Khánh Hòa                                  | Ninh Sơn                                       |                             |
| BR                                         | Cầu Sông Dinh                           | ↓                                      |                                                                       | Vượt sông Dinh                                                                 | Khánh Hòa                                  | Ninh Sơn                                       |                             |
| BR                                         | Cầu Sông Giá                            | ↓                                      |                                                                       | Vượt sông Giá                                                                  | Khánh Hòa                                  | Thuận Nam                                      |                             |
| SA                                         | Trạm dừng nghỉ                          |                                        |                                                                       | Chưa thi công                                                                  | Khánh Hòa                                  | Thuận Nam                                      |                             |
| 123                                        | IC Thuận Nam                            |                                        | Đường tỉnh 709                                                        | Chưa thi công                                                                  | Khánh Hòa                                  | Thuận Nam                                      |                             |
| TN                                         | Hầm đường bộ Núi Vung                   | ↓                                      |                                                                       | Hoàn thiện 1 nhánh ở giai đoạn 1                                               | Ranh giới Khánh Hòa – Lâm Đồng             | Ranh giới Khánh Hòa – Lâm Đồng                 |                             |
| TG                                         | Trạm thu phí Km133+770                  | 1558.2                                 |                                                                       | Thu phí liên thông với đường cao tốc Nha Trang – Cam Lâm                       | Lâm Đồng                                   | Tuy Phong                                      |                             |
| 124                                        | IC Vĩnh Hảo                             | 1558.6                                 | Quốc lộ 1                                                             |                                                                                | Lâm Đồng                                   | Tuy Phong                                      |                             |
| SA                                         | Trạm dừng nghỉ                          |                                        |                                                                       | Chưa thi công                                                                  | Lâm Đồng                                   | Tuy Phong                                      |                             |
| 125                                        | IC Chợ Lầu                              |                                        | Đường Chợ Lầu – Đại Ninh                                              |                                                                                | Lâm Đồng                                   | Bắc Bình                                       |                             |
| 126                                        | IC Đại Ninh                             |                                        | Quốc lộ 28B                                                           |                                                                                | Lâm Đồng                                   | Bắc Bình                                       |                             |
| BR                                         | Cầu Sông Lũy                            | ↓                                      |                                                                       | Vượt sông Lũy                                                                  | Lâm Đồng                                   | Ranh giới Bắc Bình – Hàm Thuận Bắc             |                             |
| SA                                         | Trạm dừng nghỉ                          |                                        | Trạm dừng nghỉ tạm hướng Nam – Bắc                                    | Chưa thi công                                                                  | Lâm Đồng                                   | Hàm Thuận Bắc                                  |                             |
| 127                                        | IC Ma Lâm                               |                                        | Quốc lộ 28                                                            |                                                                                | Lâm Đồng                                   | Hàm Thuận Bắc                                  |                             |
| -                                          | IC Hàm Hiệp                             |                                        | Đường Lê Duẩn nối dài                                                 | Được đề xuất                                                                   | Lâm Đồng                                   | Hàm Thuận Bắc                                  |                             |
| BR                                         | Cầu Cà Ty                               | ↓                                      |                                                                       | Vượt sông Cà Ty                                                                | Lâm Đồng                                   | Hàm Thuận Nam                                  |                             |
| BR                                         | Cầu vượt đường sắt                      | ↓                                      |                                                                       | Vượt đường sắt Bắc Nam                                                         | Lâm Đồng                                   | Hàm Thuận Nam                                  |                             |
| 128                                        | IC Ba Bàu                               | 1659.4                                 | Đường Hàm Kiệm – Mỹ Thạnh                                             |                                                                                | Lâm Đồng                                   | Hàm Thuận Nam                                  |                             |
| BR                                         | Cầu Sông Phan                           | ↓                                      |                                                                       | Vượt sông Phan                                                                 | Lâm Đồng                                   | Ranh giới Hàm Thuận Nam – Hàm Tân              |                             |
| 129                                        | IC Quốc lộ 55                           | 1686.6                                 | Quốc lộ 55                                                            |                                                                                | Lâm Đồng                                   | Hàm Tân                                        |                             |
| 130                                        | IC Đường tỉnh 720                       | 1697.5                                 | Đường tỉnh 720                                                        |                                                                                | Lâm Đồng                                   | Hàm Tân                                        |                             |
| BR                                         | Cầu Sông Dinh                           | ↓                                      |                                                                       | Vượt sông Dinh                                                                 | Lâm Đồng                                   | Hàm Tân                                        |                             |
| SA                                         | Trạm dừng nghỉ                          | 1706.9                                 |                                                                       | Chưa thi công                                                                  | Ranh giới Lâm Đồng – Đồng Nai              | Ranh giới Lâm Đồng – Đồng Nai                  |                             |
| -                                          | IC Xuân Hòa                             | 1709.1                                 | Đường huyện 630                                                       | Được đề xuất                                                                   | Đồng Nai                                   | Xuân Lộc                                       |                             |
| 131                                        | IC Quốc lộ 1                            | 1722.4                                 | Quốc lộ 1                                                             |                                                                                | Đồng Nai                                   | Xuân Lộc                                       |                             |
| BR                                         | Cầu Gia Măng                            | ↓                                      |                                                                       | Vượt hồ Gia Măng                                                               | Đồng Nai                                   | Xuân Lộc                                       |                             |
| 132                                        | IC Đường tỉnh 765                       | 1728.8                                 | Đường tỉnh 765                                                        |                                                                                | Đồng Nai                                   | Xuân Lộc                                       |                             |
| BR                                         | Cầu Sông Ba                             | ↓                                      |                                                                       | Vượt sông Ray                                                                  | Đồng Nai                                   | Xuân Lộc                                       |                             |
| 133                                        | IC Quốc lộ 56                           | 1743.9                                 | Quốc lộ 56                                                            |                                                                                | Đồng Nai                                   | Long Khánh                                     |                             |
| -                                          | IC Xuân Quế                             | 1753.4                                 | Đường tỉnh 770B                                                       | Được đề xuất                                                                   | Đồng Nai                                   | Cẩm Mỹ                                         |                             |
| TG                                         | Trạm thu phí                            | 1753.9                                 |                                                                       | Chỉ thu phí ra vào đường cao tốc Thành phố Hồ Chí Minh – Long Thành – Dầu Giây | Đồng Nai                                   | Cẩm Mỹ                                         |                             |
| 134                                        | IC Cẩm Mỹ                               | 1758.4                                 | Đường cao tốc Thành phố Hồ Chí Minh – Long Thành – Dầu Giây           |                                                                                | Đồng Nai                                   | Thống Nhất                                     |                             |
| SA                                         | Trạm dừng nghỉ                          | 1760.7                                 |                                                                       |                                                                                | Đồng Nai                                   | Cẩm Mỹ                                         |                             |
| 135                                        | IC Vành đai 4                           | 1762.7                                 | Đường vành đai 4 (Thành phố Hồ Chí Minh)                              | Chưa thi công                                                                  | Đồng Nai                                   | Cẩm Mỹ                                         |                             |
| 136                                        | IC Long Thành                           | 1766.5                                 | Đường cao tốc Biên Hòa – Vũng Tàu                                     | Kết nối với Đường cao tốc Bến Lức – Long Thành Đang thi công                   | Đồng Nai                                   | Long Thành                                     |                             |
| 136a                                       | IC Quốc lộ 51                           |                                        | Quốc lộ 51                                                            |                                                                                | Đồng Nai                                   | Long Thành                                     |                             |
| 136b                                       | IC Nhơn Trạch                           |                                        | Đường Trần Phú (Đường tỉnh 319)                                       |                                                                                | Đồng Nai                                   | Nhơn Trạch                                     |                             |
| 136c                                       | IC Tam An                               |                                        | Hương lộ 2                                                            | Chưa thi công                                                                  | Đồng Nai                                   | Long Thành                                     |                             |
| SA                                         | Trung tâm bảo dưỡng kỹ thuật Tam An     |                                        |                                                                       | Hướng đi Dầu Giây                                                              | Đồng Nai                                   | Long Thành                                     |                             |
| BR                                         | Cầu Long Thành                          | ↓                                      |                                                                       | Vượt sông Đồng Nai                                                             | Ranh giới Đồng Nai – Thành phố Hồ Chí Minh | Ranh giới Đồng Nai – Thành phố Hồ Chí Minh     |                             |
| TG                                         | Trạm Thu phí Long Phước                 |                                        |                                                                       |                                                                                | Thành phố Hồ Chí Minh                      | Thủ Đức                                        |                             |
| 136d                                       | IC Long Phước                           |                                        | Đường Long Phước                                                      | Được đề xuất                                                                   | Thành phố Hồ Chí Minh                      | Thủ Đức                                        |                             |
| 136e                                       | IC Long Trường                          |                                        | Đường vành đai 3 (Thành phố Hồ Chí Minh)                              | Đang thi công                                                                  | Thành phố Hồ Chí Minh                      | Thủ Đức                                        |                             |
| 136f                                       | IC Phú Hữu                              |                                        | Đường Võ Chí Công                                                     |                                                                                | Thành phố Hồ Chí Minh                      | Thủ Đức                                        |                             |
| 136g                                       | JCT Khang Điền                          |                                        |                                                                       | Lối ra hướng đi An Phú                                                         | Thành phố Hồ Chí Minh                      | Thủ Đức                                        |                             |
| 136h                                       | IC Đỗ Xuân Hợp                          |                                        | Đường Đỗ Xuân Hợp                                                     | Lối ra hướng đi Dầu Giây Lối vào hướng đi An Phú                               | Thành phố Hồ Chí Minh                      | Thủ Đức                                        |                             |
| 136i                                       | JCT Global City                         |                                        | Đường D3 Global City                                                  | Lối ra đường D3 Lối vào hướng đi An Phú                                        | Thành phố Hồ Chí Minh                      | Thủ Đức                                        |                             |
| 136j                                       | IC An Phú                               |                                        | Đại lộ Mai Chí Thọ                                                    | Cuối tuyến đường cao tốc                                                       | Thành phố Hồ Chí Minh                      | Thủ Đức                                        |                             |
| Kết nối trực tiếp với đường Lương Định Của |                                         |                                        |                                                                       |                                                                                |                                            |                                                |                             |
| 1.000 mi = 1.609 km; 1.000 km = 0.621 mi   |                                         |                                        |                                                                       |                                                                                |                                            |                                                |                             |

#### Đoạn Long Thành – Bến Lức
| Số                                                             | Tên                               | Khoảng cách từ đầu tuyến          | Kết nối                                           | Ghi chú                                                                               | Vị trí                                     | Vị trí                                     |
| Kết nối trực tiếp với Quốc lộ 51C                              | Kết nối trực tiếp với Quốc lộ 51C | Kết nối trực tiếp với Quốc lộ 51C | Kết nối trực tiếp với Quốc lộ 51C                 | Kết nối trực tiếp với Quốc lộ 51C                                                     | Kết nối trực tiếp với Quốc lộ 51C          | Kết nối trực tiếp với Quốc lộ 51C          |
| -------------------------------------------------------------- | --------------------------------- | --------------------------------- | ------------------------------------------------- | ------------------------------------------------------------------------------------- | ------------------------------------------ | ------------------------------------------ |
| 137                                                            | IC Tân Hiệp                       | 1784.5                            | Đường cao tốc Biên Hòa – Vũng Tàu                 | Kết nối với Đường cao tốc Thành phố Hồ Chí Minh – Long Thành – Dầu Giây Đang thi công | Đồng Nai                                   | Long Thành                                 |
| 138                                                            | IC Phước Thái                     |                                   | Quốc lộ 51                                        |                                                                                       | Đồng Nai                                   | Long Thành                                 |
| TG                                                             | Trạm thu phí 07 (Phước Thái)      |                                   |                                                   |                                                                                       | Đồng Nai                                   | Long Thành                                 |
| BR                                                             | Cầu Thị Vải                       | ↓                                 |                                                   | Vượt sông Thị Vải                                                                     | Đồng Nai                                   | Ranh giới Long Thành – Nhơn Trạch          |
| 139                                                            | IC Phước An                       |                                   | Đường Trường Chinh                                |                                                                                       | Đồng Nai                                   | Nhơn Trạch                                 |
| 140                                                            | IC Vĩnh Thanh                     |                                   | Đường vành đai 3 (Thành phố Hồ Chí Minh)          | Đang thi công                                                                         | Đồng Nai                                   | Nhơn Trạch                                 |
| BR                                                             | Cầu Phước Khánh                   | ↓                                 |                                                   | Vượt sông Lòng Tàu Đang thi công                                                      | Ranh giới Đồng Nai – Thành phố Hồ Chí Minh | Ranh giới Đồng Nai – Thành phố Hồ Chí Minh |
| -                                                              | IC Rừng Sác                       |                                   | Đường Rừng Sác                                    | Được đề xuất                                                                          | Thành phố Hồ Chí Minh                      | Cần Giờ                                    |
| BR                                                             | Cầu Bình Khánh                    | ↓                                 |                                                   | Vượt sông Soài Rạp Đang thi công                                                      | Thành phố Hồ Chí Minh                      | Ranh giới Cần Giờ – Nhà Bè                 |
| 141                                                            | IC Nguyễn Văn Tạo                 |                                   | Đường Nguyễn Văn Tạo Đường Nguyễn Hữu Thọ         | Kết nối với Đường cao tốc Thành phố Hồ Chí Minh – Sóc Trăng                           | Thành phố Hồ Chí Minh                      | Nhà Bè                                     |
| BR                                                             | Cầu Bà Lào                        | ↓                                 |                                                   | Vượt kênh Cây Khô                                                                     | Thành phố Hồ Chí Minh                      | Ranh giới Nhà Bè – Bình Chánh              |
| 142                                                            | IC Đa Phước                       |                                   | Quốc lộ 50                                        |                                                                                       | Thành phố Hồ Chí Minh                      | Bình Chánh                                 |
| BR                                                             | Cầu Ông Thìn                      | ↓                                 |                                                   | Vượt sông Cần Giuộc                                                                   | Thành phố Hồ Chí Minh                      | Bình Chánh                                 |
| 143                                                            | IC Bình Chánh                     |                                   | Quốc lộ 1                                         |                                                                                       | Thành phố Hồ Chí Minh                      | Bình Chánh                                 |
| TG                                                             | Trạm thu phí Mỹ Yên               |                                   |                                                   |                                                                                       | Tây Ninh                                   | Bến Lức                                    |
| 144                                                            | IC Mỹ Yên                         | 1841.6                            | Đường cao tốc Thành phố Hồ Chí Minh – Trung Lương | Đang thi công kết nối với đường Vành đai 3                                            | Tây Ninh                                   | Bến Lức                                    |
| Kết nối trực tiếp với Đường vành đai 3 (Thành phố Hồ Chí Minh) |                                   |                                   |                                                   |                                                                                       |                                            |                                            |
| 1.000 mi = 1.609 km; 1.000 km = 0.621 mi                       |                                   |                                   |                                                   |                                                                                       |                                            |                                            |

#### Đoạn Bến Lức – Cần Thơ
| Số                                                                                  | Tên                                                                               | Khoảng cách từ đầu tuyến                                                          | Kết nối                                                                           | Ghi chú                                                                           | Vị trí                                                                            | Vị trí                                                                            |
| Kết nối với Quốc lộ 1 thông qua đường Võ Trần Chí hoặc đường Bình Thuận - Chợ Đệm   | Kết nối với Quốc lộ 1 thông qua đường Võ Trần Chí hoặc đường Bình Thuận - Chợ Đệm | Kết nối với Quốc lộ 1 thông qua đường Võ Trần Chí hoặc đường Bình Thuận - Chợ Đệm | Kết nối với Quốc lộ 1 thông qua đường Võ Trần Chí hoặc đường Bình Thuận - Chợ Đệm | Kết nối với Quốc lộ 1 thông qua đường Võ Trần Chí hoặc đường Bình Thuận - Chợ Đệm | Kết nối với Quốc lộ 1 thông qua đường Võ Trần Chí hoặc đường Bình Thuận - Chợ Đệm | Kết nối với Quốc lộ 1 thông qua đường Võ Trần Chí hoặc đường Bình Thuận - Chợ Đệm |
| ----------------------------------------------------------------------------------- | --------------------------------------------------------------------------------- | --------------------------------------------------------------------------------- | --------------------------------------------------------------------------------- | --------------------------------------------------------------------------------- | --------------------------------------------------------------------------------- | --------------------------------------------------------------------------------- |
| 144a                                                                                | IC Chợ Đệm                                                                        |                                                                                   | Đường Võ Trần Chí Đường Bình Thuận - Chợ Đệm                                      | Điểm đầu đường cao tốc không bao gồm đoạn đường Võ Trần Chí                       | Thành phố Hồ Chí Minh                                                             | Bình Chánh                                                                        |
| TG                                                                                  | Trạm thu phí Chợ Đệm                                                              |                                                                                   |                                                                                   | Tạm ngưng hoạt động                                                               | Thành phố Hồ Chí Minh                                                             | Bình Chánh                                                                        |
| 144                                                                                 | IC Mỹ Yên                                                                         | 1841.6                                                                            | Đường cao tốc Bến Lức – Long Thành Đường vành đai 3 (Thành phố Hồ Chí Minh)       | Đang thi công kết nối với đường Vành đai 3                                        | Tây Ninh                                                                          | Bến Lức                                                                           |
| 145                                                                                 | IC Bến Lức                                                                        | 1848.9                                                                            | Đường tỉnh 830                                                                    | Kết nối với Đường vành đai 4 (Thành phố Hồ Chí Minh)                              | Tây Ninh                                                                          | Bến Lức                                                                           |
| BR                                                                                  | Cầu Bến Lức                                                                       | ↓                                                                                 |                                                                                   | Vượt sông Vàm Cỏ Đông                                                             | Tây Ninh                                                                          | Bến Lức                                                                           |
| SA                                                                                  | Trạm dừng nghỉ Châu Thành                                                         | 1857.2                                                                            |                                                                                   |                                                                                   | Tây Ninh                                                                          | Thủ Thừa                                                                          |
| BR                                                                                  | Cầu Tân An                                                                        | ↓                                                                                 |                                                                                   | Vượt sông Vàm Cỏ Tây                                                              | Tây Ninh                                                                          | Tân An                                                                            |
| 146                                                                                 | IC Tân An                                                                         | 1865.7                                                                            | Quốc lộ 62                                                                        |                                                                                   | Tây Ninh                                                                          | Tân An                                                                            |
| 147                                                                                 | IC Thân Cửu Nghĩa                                                                 | 1878.9                                                                            | Đường tỉnh 878                                                                    |                                                                                   | Đồng Tháp                                                                         | Châu Thành                                                                        |
| TG                                                                                  | Trạm thu phí Thân Cửu Nghĩa                                                       |                                                                                   |                                                                                   |                                                                                   | Đồng Tháp                                                                         | Châu Thành                                                                        |
| 148                                                                                 | IC Cai Lậy                                                                        |                                                                                   | Quốc lộ 1                                                                         |                                                                                   | Đồng Tháp                                                                         | Thị xã Cai Lậy                                                                    |
| SA                                                                                  | Trạm dừng nghỉ                                                                    | 1907.1                                                                            |                                                                                   | Chưa thi công                                                                     | Đồng Tháp                                                                         | Huyện Cai Lậy                                                                     |
| 149                                                                                 | IC Cái Bè                                                                         |                                                                                   | Đường tỉnh 875C                                                                   |                                                                                   | Đồng Tháp                                                                         | Cái Bè                                                                            |
| TG                                                                                  | Trạm thu phí                                                                      | 1927.2                                                                            |                                                                                   |                                                                                   | Đồng Tháp                                                                         | Cái Bè                                                                            |
| 150                                                                                 | IC An Hữu                                                                         | 1928.2                                                                            | Đường cao tốc Cao Lãnh – An Hữu                                                   | Đang thi công                                                                     | Đồng Tháp                                                                         | Cái Bè                                                                            |
| 151                                                                                 | IC An Thái Trung                                                                  | 1929.9                                                                            | Quốc lộ 30                                                                        |                                                                                   | Đồng Tháp                                                                         | Cái Bè                                                                            |
| BR                                                                                  | Cầu Mỹ Thuận 2                                                                    | ↓                                                                                 |                                                                                   |                                                                                   | Ranh giới Đồng Tháp – Vĩnh Long                                                   | Ranh giới Đồng Tháp – Vĩnh Long                                                   |
| 152                                                                                 | IC Tân Hòa                                                                        | 1936.5                                                                            | Quốc lộ 80                                                                        |                                                                                   | Vĩnh Long                                                                         | Thành phố Vĩnh Long                                                               |
| -                                                                                   | IC Võ Văn Kiệt                                                                    | 1938.3                                                                            | Đường Võ Văn Kiệt                                                                 | Được đề xuất                                                                      | Vĩnh Long                                                                         | Thành phố Vĩnh Long                                                               |
| -                                                                                   | IC An Khánh                                                                       | 1946.3                                                                            | Đường cao tốc An Hữu – Định An                                                    | Dự kiến (chưa quy hoạch)                                                          | Đồng Tháp                                                                         | Châu Thành                                                                        |
| 153                                                                                 | IC Đường tỉnh 908                                                                 | 1950.3                                                                            | Đường tỉnh 908                                                                    |                                                                                   | Vĩnh Long                                                                         | Bình Tân                                                                          |
| TG                                                                                  | Trạm thu phí                                                                      |                                                                                   |                                                                                   | Chưa thi công                                                                     | Vĩnh Long                                                                         | Bình Minh                                                                         |
| 154                                                                                 | IC Chà Và                                                                         | 1959.1                                                                            | Quốc lộ 1 Đường tỉnh 854                                                          |                                                                                   | Vĩnh Long                                                                         | Bình Minh                                                                         |
| Kết nối với Đường cao tốc Cần Thơ – Cà Mau thông qua cầu Chà Và Lớn thuộc Quốc lộ 1 |                                                                                   |                                                                                   |                                                                                   |                                                                                   |                                                                                   |                                                                                   |
| 1.000 mi = 1.609 km; 1.000 km = 0.621 mi                                            |                                                                                   |                                                                                   |                                                                                   |                                                                                   |                                                                                   |                                                                                   |

### Phân đoạn Cần Thơ – Cà Mau
| Số                                                                                    | Tên                                                                                   | Khoảng cách từ đầu tuyến                                                              | Kết nối                                                                               | Ghi chú                                                                               | Vị trí                                                                                | Vị trí                                                                                |
| Kết nối với Đường cao tốc Mỹ Thuận – Cần Thơ thông qua cầu Chà Và Lớn thuộc Quốc lộ 1 | Kết nối với Đường cao tốc Mỹ Thuận – Cần Thơ thông qua cầu Chà Và Lớn thuộc Quốc lộ 1 | Kết nối với Đường cao tốc Mỹ Thuận – Cần Thơ thông qua cầu Chà Và Lớn thuộc Quốc lộ 1 | Kết nối với Đường cao tốc Mỹ Thuận – Cần Thơ thông qua cầu Chà Và Lớn thuộc Quốc lộ 1 | Kết nối với Đường cao tốc Mỹ Thuận – Cần Thơ thông qua cầu Chà Và Lớn thuộc Quốc lộ 1 | Kết nối với Đường cao tốc Mỹ Thuận – Cần Thơ thông qua cầu Chà Và Lớn thuộc Quốc lộ 1 | Kết nối với Đường cao tốc Mỹ Thuận – Cần Thơ thông qua cầu Chà Và Lớn thuộc Quốc lộ 1 |
| ------------------------------------------------------------------------------------- | ------------------------------------------------------------------------------------- | ------------------------------------------------------------------------------------- | ------------------------------------------------------------------------------------- | ------------------------------------------------------------------------------------- | ------------------------------------------------------------------------------------- | ------------------------------------------------------------------------------------- |
| 154                                                                                   | IC Chà Và                                                                             | 1960.0                                                                                | Quốc lộ 1                                                                             | Chưa thi công                                                                         | Vĩnh Long                                                                             | Bình Minh                                                                             |
| BR                                                                                    | Cầu Cần Thơ 2                                                                         | ↓                                                                                     |                                                                                       | Vượt sông Hậu Chưa thi công                                                           | Ranh giới Vĩnh Long – Cần Thơ                                                         | Ranh giới Vĩnh Long – Cần Thơ                                                         |
| 155                                                                                   | IC Quốc lộ 91B                                                                        | 1975.4                                                                                | Quốc lộ 91B (Nam Sông Hậu)                                                            | Đang thi công                                                                         | Cần Thơ                                                                               | Cái Răng                                                                              |
| 156                                                                                   | IC Quốc lộ 1                                                                          | 1982.6                                                                                | Quốc lộ 1                                                                             | Đang thi công                                                                         | Cần Thơ                                                                               | Phụng Hiệp                                                                            |
| 157                                                                                   | IC CT.34                                                                              | 2000                                                                                  | Đường cao tốc Châu Đốc – Cần Thơ – Sóc Trăng Quốc lộ 61                               | Đang thi công                                                                         | Cần Thơ                                                                               | Phụng Hiệp                                                                            |
| SA                                                                                    | Trạm dừng nghỉ                                                                        | 2005                                                                                  |                                                                                       | Chưa thi công                                                                         | Cần Thơ                                                                               | Phụng Hiệp                                                                            |
| 158                                                                                   | IC Quốc lộ 61                                                                         | 2013                                                                                  | Quốc lộ 61 Quốc lộ 61B                                                                | Đang thi công                                                                         | Cần Thơ                                                                               | Vị Thủy                                                                               |
| -                                                                                     | IC CT.35                                                                              | 2028                                                                                  | Đường cao tốc Hà Tiên – Rạch Giá – Bạc Liêu                                           | Chưa thi công                                                                         | Cần Thơ                                                                               | Long Mỹ                                                                               |
| 159                                                                                   | IC Đường tỉnh 978                                                                     | 2041                                                                                  | Đường tỉnh 978                                                                        | Đang thi công                                                                         | Cà Mau                                                                                | Hồng Dân                                                                              |
| 160                                                                                   | IC Đường tỉnh 979                                                                     | 2045                                                                                  | Đường tỉnh 979                                                                        | Đang thi công                                                                         | Cà Mau                                                                                | Hồng Dân                                                                              |
| SA                                                                                    | Trạm dừng nghỉ                                                                        | 2055                                                                                  |                                                                                       | Chưa thi công                                                                         | An Giang                                                                              | Vĩnh Thuận                                                                            |
| 161                                                                                   | IC Đường tỉnh 980B                                                                    | 2056                                                                                  | Đường tỉnh 980B                                                                       | Đang thi công                                                                         | An Giang                                                                              | Vĩnh Thuận                                                                            |
| 162                                                                                   | IC Quốc lộ 63                                                                         | 2071                                                                                  | Quốc lộ 63                                                                            | Đang thi công                                                                         | Cà Mau                                                                                | Thới Bình                                                                             |
| 163                                                                                   | IC Cà Mau                                                                             | 2086.3                                                                                | Đường hành lang ven biển phía Nam                                                     | Đang thi công                                                                         | Cà Mau                                                                                | Thới Bình                                                                             |
| 1.000 mi = 1.609 km; 1.000 km = 0.621 mi                                              |                                                                                       |                                                                                       |                                                                                       |                                                                                       |                                                                                       |                                                                                       |